# Campanile di Giotto
Il campanile di Giotto è il campanile di Santa Maria del Fiore, il Duomo di Firenze, e si trova in piazza del Duomo.

## Storia
Le sue fondamenta furono scavate attorno al 1298 all'inizio del cantiere della nuova cattedrale, quando capomastro era Arnolfo di Cambio. Nel 1334 Giotto di Bondone subentrò nell'incarico di capomastro. Vasari, nella Vita di Giotto, riferisce del suo arrivo «l'anno 1334 a dì 9 di luglio, al campanile di S. Maria del Fiore», quando iniziò a occuparsi subito della costruzione del primo piano del campanile disinteressandosi - secondo quanto sostiene Giovanni Villani - del cantiere della basilica.
La posizione inusuale del campanile, allineato con la facciata, riflette la volontà di conferirgli una grande importanza come segno di forte verticalità al centro della Insula Episcopalis, oltre probabilmente alla necessità pratica di liberare la visuale della zona absidale per la grande cupola, prevista sin dal progetto arnolfiano. Giotto fornì un progetto originale del campanile, con una terminazione a cuspide piramidale alta 50 braccia fiorentine (circa 40 metri), secondo cui l'elevazione totale sarebbe dovuta essere di 120-125 metri circa. Un disegno conservato nel Museo dell'Opera del Duomo di Siena è considerato da alcuni studiosi ispirato a questo progetto.
Tuttora l'altezza del campanile visitabile al pubblico è di 85 metri e il numero degli scalini per salire sulla sommità è 398 originali a cui si devono aggiungere 15 che fanno parte della prima rampa di accesso.

### Giotto

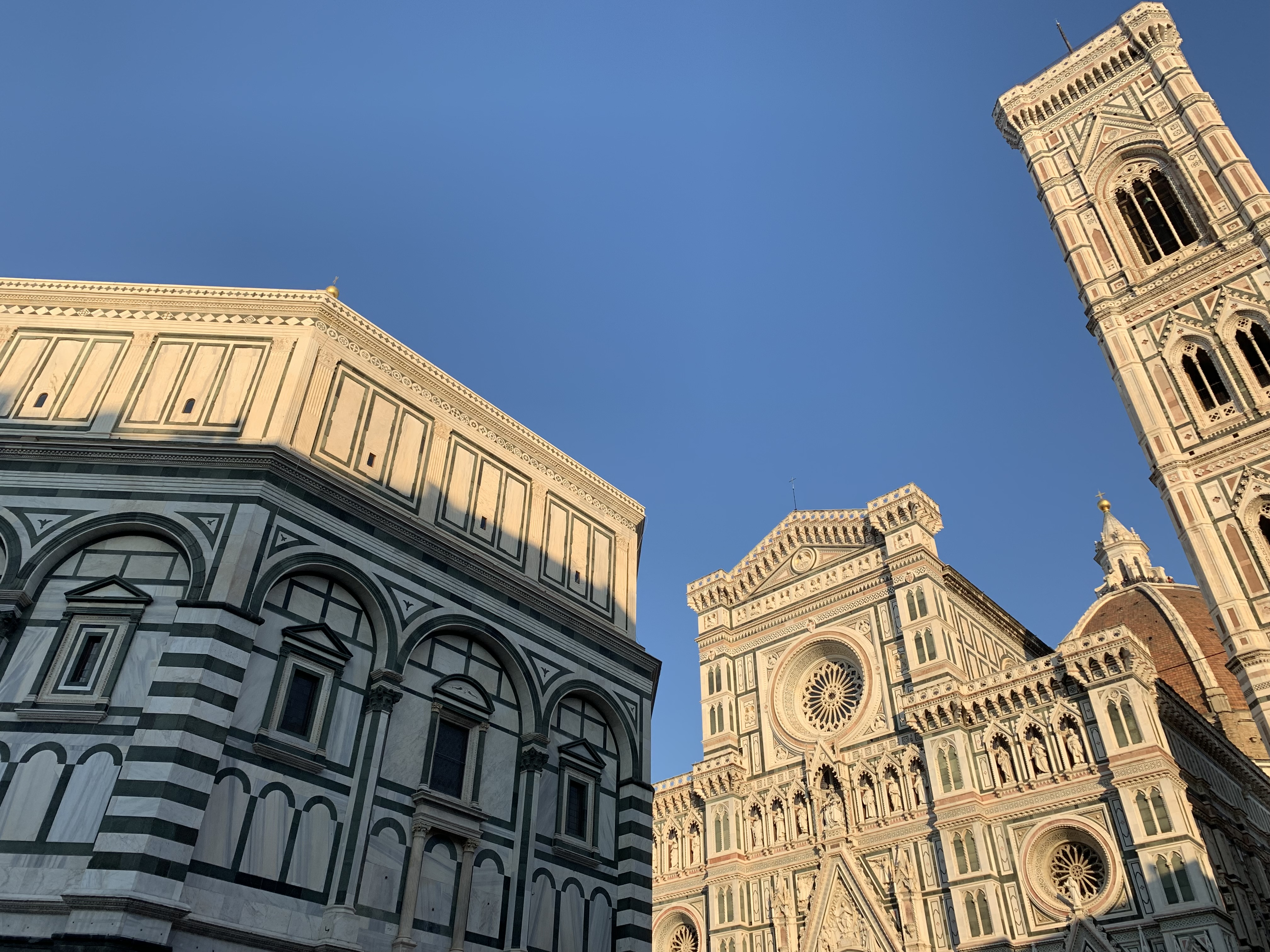
Coerenza stilistica fra la Cattedrale di Santa Maria del Fiore, il Campanile e il Battistero

L'impronta giottesca è soprattutto evidente nel pittoricismo del raffinatissimo rivestimento in marmi bianchi (provenienti dalle cave di Campiglia Marittima e Pietrasanta), verdi (serpentino di Prato) e rossi (Monsummano Terme, Siena, Stazzema), e soprattutto nel grandioso ciclo figurativo che adorna il basamento del campanile: una serie di raffigurazioni che accomunano il campanile ad altre grandi imprese della scultura figurativa come i portali delle cattedrali romaniche e gotiche (Arles, Fidenza, Chartres, Orvieto), ma i confronti più stringenti si possono fare con i rilievi della Fontana Maggiore a Perugia (1275-1278) opera di Nicola e Giovanni Pisano e quelli del Battistero di Parma con il celebre zooforo di Benedetto Antelami (1216 circa).
Anche se la critica non ha riconosciuto con certezza la mano del maestro in alcuno dei rilievi, non si può mettere in dubbio la sua partecipazione alla stesura del programma iconografico.
Alla morte di Giotto nel 1337 solo il primo dado era compiuto, e già si erano evidenziate le carenze strutturali del progetto: l'anonimo autore di un Commentario alla Divina Commedia del XIV secolo riferisce la leggenda che Giotto fosse morto di dolore per avere dato al campanile poco ceppo da pie'... .
In effetti i più recenti rilievi effettuati sul campanile proverebbero che il progetto iniziale prevedeva uno spessore murario alla base di 1,60 metri, che non avrebbe consentito alla torre di raggiungere l'altezza prevista. Al di sopra del primo livello, inoltre, Giotto aveva fatto eseguire una risega (arretramento della faccia esterna dei muri) di ben 24 centimetri che restringeva lo spessore dei muri di quasi mezzo metro. In più, la scala di accesso ai piani superiori non era prevista - come normalmente avviene - a sbalzo nel pozzo centrale della struttura, ma scavata al centro delle muraglie, soluzione che permetteva sì di ottenere una serie di locali di grande dimensione e ben sfruttabili, ma che indeboliva ulteriormente il basamento.

### Andrea Pisano
Giotto rimase a capo del cantiere fino alla sua morte, nel 1337. Giorgio Vasari menziona il pittore Taddeo Gaddi come suo immediato successore, che alcuni ritengono abbia diretto l'ispessimento delle mura all'interno del primo ripiano; tuttavia nei documenti dell'Opera del Duomo l'unico successore documentato è Andrea Pisano, che già aveva collaborato all'arredo decorativo del campanile.
Andrea Pisano proseguì i lavori, modificando il disegno all'esterno con l'aggiunta di due lesene per faccia, nell'intento di rimediare alla diminuzione di spessore dovuta alla risega. Tra le lesene avrebbe dovuto probabilmente aprirsi una monofora (come si vede nel disegno dell'Opera del Duomo di Siena), per dare luce alla sala di rappresentanza al primo piano.
Inoltre le due sale sovrapposte a quella al piano terra furono eseguite in falso, cioè non appoggiando sulle murature ma sulle volte della sala sottostante, permettendo di guadagnare preziosi centimetri di spessore murario dall'interno. La modifica strutturale funzionò egregiamente, in quanto il campanile poté raggiungere i previsti 85 metri senza ulteriori problemi. Unici inconvenienti rimasero l'angustia del vano alla base del campanile e l'irregolarità delle finestre. Andrea Pisano diresse il cantiere dal 1337 al 1348. Nella parte costruita sotto la sua direzione, il campanile presenta una serie di nicchie ogivali per un ciclo di sculture a tutto tondo, meglio visibili dal basso rispetto ai bassorilievi.

#### Il problema dei vani scale

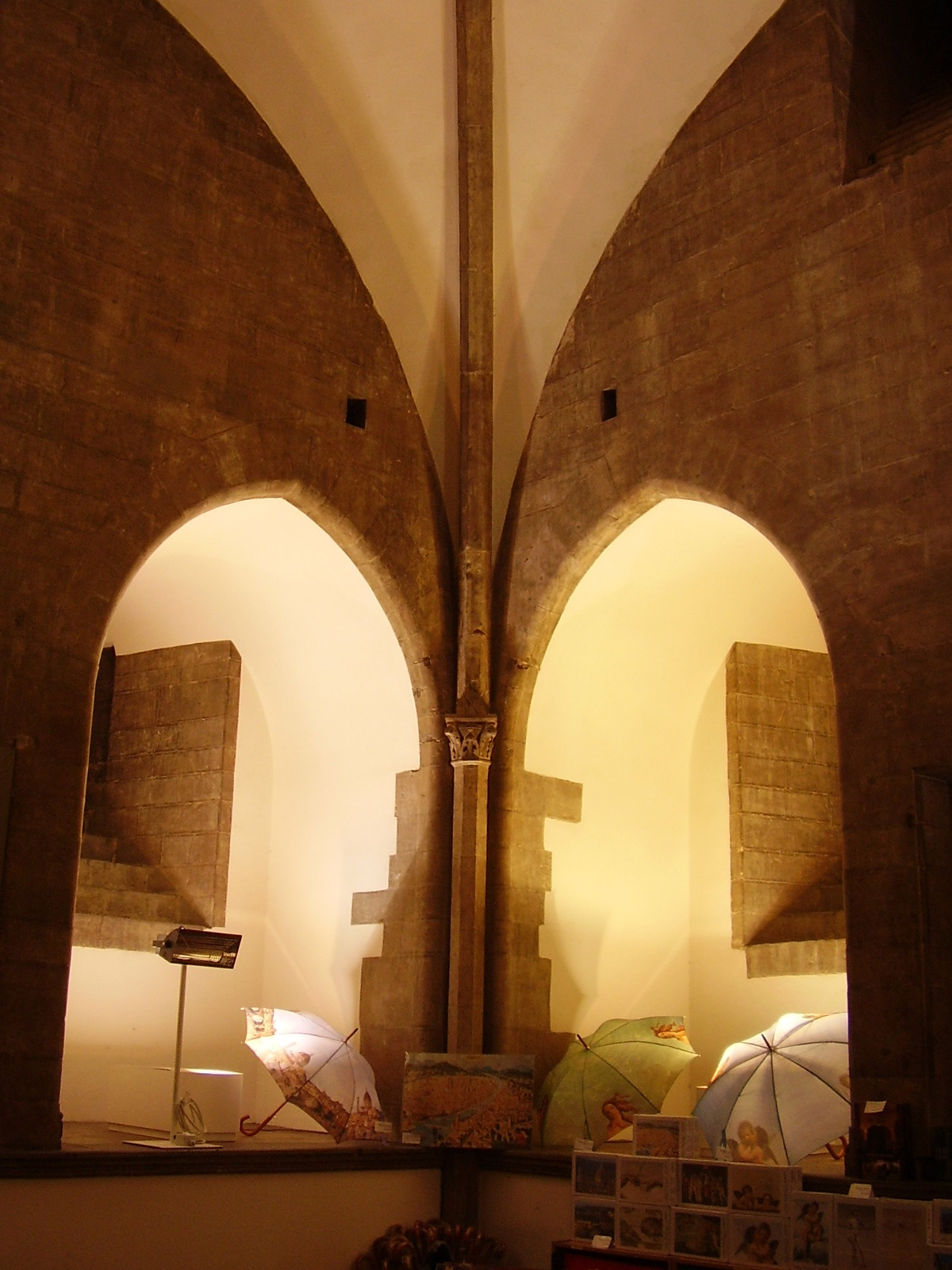
La sala al piano terra con la volta a costoloni impostata su colonnette

Un accenno oscuro di Antonio Pucci, rimatore del '300, riferisce che Andrea Pisano perse l'incarico di capomastro a causa degli errori da lui commessi nel secondo livello del campanile. Non è molto chiaro quanto questo accenno sia credibile, né vi è accordo su quali sarebbero stati gli errori imputatigli; probabilmente, durante la sua conduzione dei lavori, si rese necessario ricorrere a compromessi per continuare la costruzione nonostante i difetti del piano originale.
Il problema era la necessità di due diverse scale. Mentre una serviva a raggiungere la cella campanaria e la cima del campanile, la seconda era riservata all'accesso alle tre grandi sale, di cui quella a terreno e quella del primo piano dovevano servire a usi di rappresentanza, sale che vantano rifiniture di alto livello, volte a costoloni impostati su colonnine angolari e chiavi di volta decorate (a piano terra con l'Agnus Dei, stemma dell'Opera del Duomo, al primo piano con il giglio araldico di Firenze).
Le due scale avrebbero dovuto evitare di incrociarsi e dovevano quindi seguire percorsi complicati: inoltre, preoccupava lo svuotamento delle muraglie, che poteva indebolire le pareti.
Il punto di maggiore complessità si trova proprio all'altezza del secondo dado del campanile: Andrea riuscì a condurre entrambe le scalinate, ma dovette sacrificare le finestre che avrebbero fornito luce alla sala del primo piano. Invece della progettata monofora, dovette accontentarsi di due prese di luce ridotte e irregolari. All'esterno le aperture non sarebbero apparse simmetriche e così Andrea dovette ricorrere a un artificio, riducendo la progettata monofora nello spazio tra le lesene a una sottile striscia (coperta con una grata traforata in marmo), e riempiendo lo spazio non usato con altre due nicchie ogivali lievemente (particolare rivelatore) più strette delle altre.

### Francesco Talenti

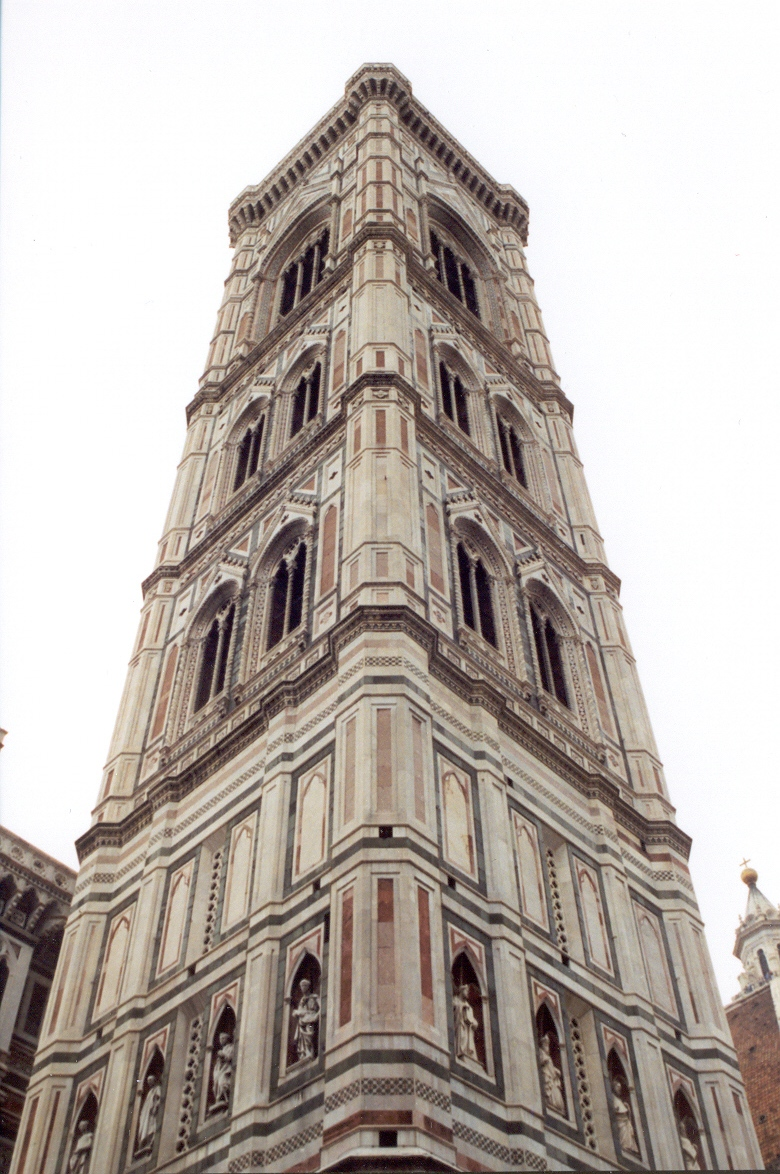
Veduta di scorcio

Il campanile, dopo l'interruzione dei lavori dovuti alla peste nera, fu terminato nel 1359 da Francesco Talenti, che poté portare più agevolmente a termine l'opera non avendo più da risolvere complessi problemi di statica, risolti bene o male dal suo predecessore. Francesco però diede prova di grande abilità, organizzando la costruzione come quattro massicci pilastri angolari collegati da diaframmi murari relativamente sottili in cui si aprono le grandi finestre.
Ora era necessario un solo vano scale, e si poté usare un solo pilastro alla volta, scavandovi una scala a elica per scavalcare i finestroni (l'elica è doppia nell'ultimo piano per passare sopra all'altissima trifora). A lui si devono tre piani: i due più bassi con un caratteristico motivo di bifore accoppiate, forse di origine senese; l'ultimo con la cella campanaria aperta da enormi trifore con timpano.
Al di sopra della cella fu eseguita una piattaforma aggettante con una ricca balaustra in luogo della cuspide prevista nel progetto giottesco: Vasari ritiene che questa scelta fosse stata dettata da una precoce reazione contro il gusto gotico.
Nel rivestimento marmoreo dell'ultimo piano furono impiegate lastre di marmo bianco con motivi a tarsia di sapore romanico, forse pezzi di reimpiego provenienti dal cantiere del Battistero. Francesco sposò più avanti la figlia di Giotto proprio nella chiesa di fianco al campanile.
Si racconta che durante la fase iniziale nella quale il campanile veniva rivestito e ornato con i pregevoli marmi bianchi, rosati e verdi nonché dalle sculture eseguite dai migliori scalpelli del tempo, un cittadino di Verona rendendosi perfettamente conto del valore che stava assumendo l'opera, ebbe a dire che la Repubblica Fiorentina non poteva permettersi il lusso di continuare a finanziare l'intera opera. Questo superficiale giudizio offese la Signoria tanto da infliggere all'incauto veronese due mesi di prigione per vilipendio. Scontata la pena, il gonfaloniere Ruggeri Calcagni ordinandone la scarcerazione, volle però che prima di ripartire, fosse condotto a vedere l'opulenza dell'erario pubblico al fine di renderlo consapevole sull'effettiva solvibilità dei fiorentini i quali, non solo potevano permettersi il lusso di eseguire il ricco rivestimento al loro campanile, ma erano in grado di rivestire così l'intera città.

### Epoca contemporanea
Il Campanile di Giotto è gestito dall'Opera di Santa Maria del Fiore, che gestisce il relativo museo, la Cattedrale, il Battistero e altri monumenti che si affacciano sulla piazza. L'ente non si occupa solo della fruizione museale, ma è responsabile anche della conservazione, dei restauri e dell'ordinaria manutenzione degli edifici. Nel 2000 i biglietti staccati per salire sul campanile erano stati circa 290.000, al terzo posto come numero di ingressi dopo il Battistero (circa 485.000) e la cupola del Brunelleschi (circa 412.000).

## Descrizione

### I bassorilievi del basamento

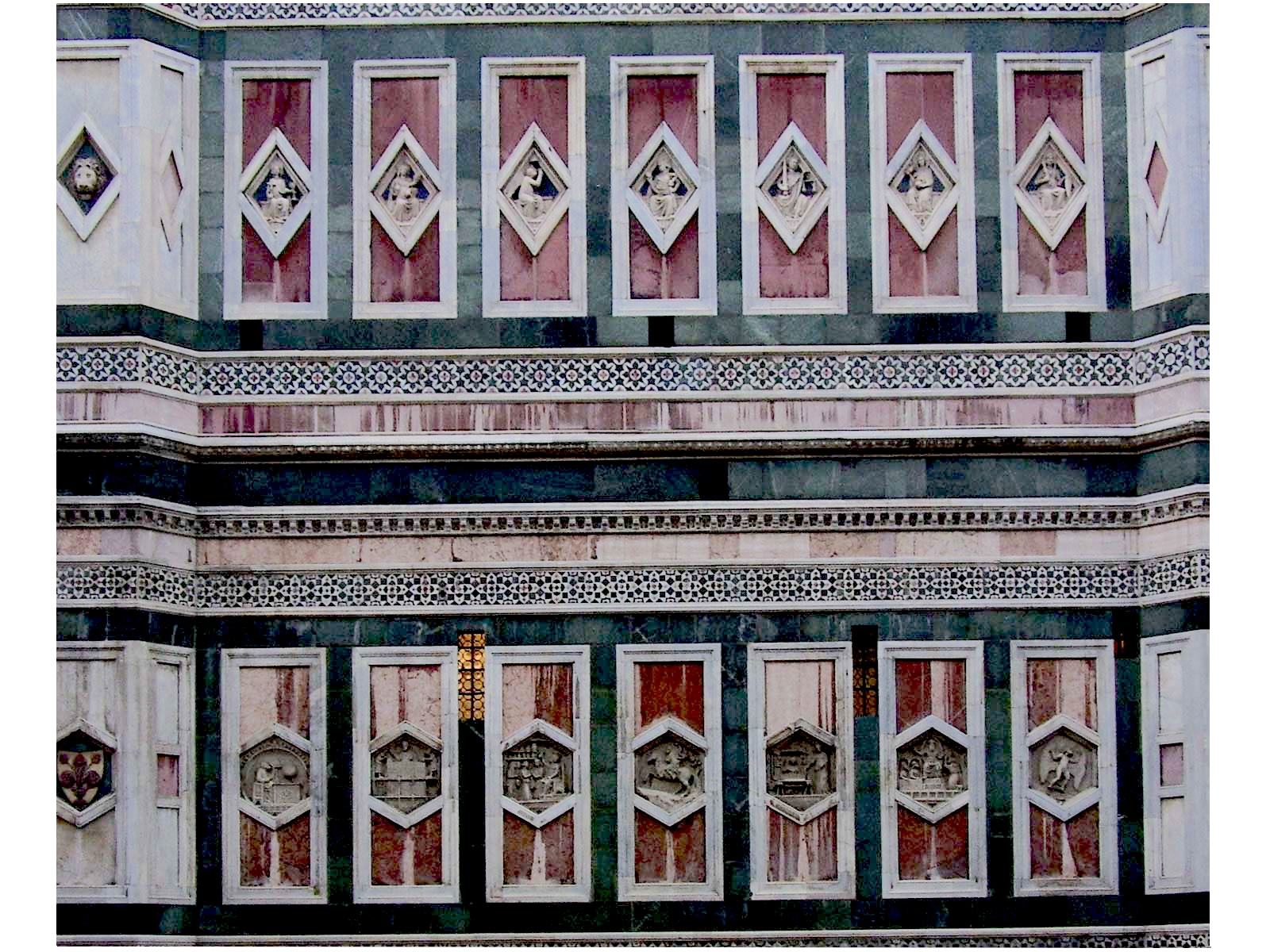
Formelle del lato sud

Peculiare del campanile è la ricchissima decorazione scultorea, un complesso programma iconografico a cui parteciparono alcuni tra i migliori scultori presenti a Firenze. Tutte queste opere che insieme costituiscono uno dei più completi cicli figurativi del Medioevo sono oggi state sostituite con copie (gli originali si conservano nel Museo dell'Opera del Duomo).
L'attribuzione dei bassorilievi è tuttora oggetto di discussione, tuttavia si considera come ampiamente condivisa l'opinione che i disegni possono essere scaturiti da un'idea programmatica di Giotto, mentre l'esecuzione (1337-1341) fu affidata ad Andrea Pisano e alla sua bottega: tra i collaboratori emergono le figure del figlio Nino Pisano, di Gino Micheli da Castello, Alberto Arnoldi, Maso di Banco e dei cosiddetti Maestro dell'Armatura e Maestro di Saturno; cinque formelle sono da attribuirsi all'intervento più tardo di Luca della Robbia (1437-39).
I bassorilievi del basamento, esagonali in basso, a losanga al livello superiore, rappresentano:

#### Lato ovest
Da sinistra a destra:
- La creazione di Adamo, di Andrea Pisano
- La creazione di Eva, di Andrea Pisano
- Il lavoro dei progenitori, di Andrea Pisano
- Iabel o L'invenzione della pastorizia, di Andrea Pisano
- Iubal o L'invenzione della musica, di Andrea Pisano (o forse Nino Pisano)
- Tubalcain o L'invenzione della metallurgia, di Andrea Pisano
- Noè o L'invenzione del vino, di Andrea Pisano e aiuto

Al piano superiore, nelle losanghe, I sette pianeti: Luna, Mercurio, Venere, Sole, Marte, Giove, Saturno (della bottega di Andrea Pisano, cosiddetto Maestro di Saturno, tranne Venere, forse di Nino Pisano).

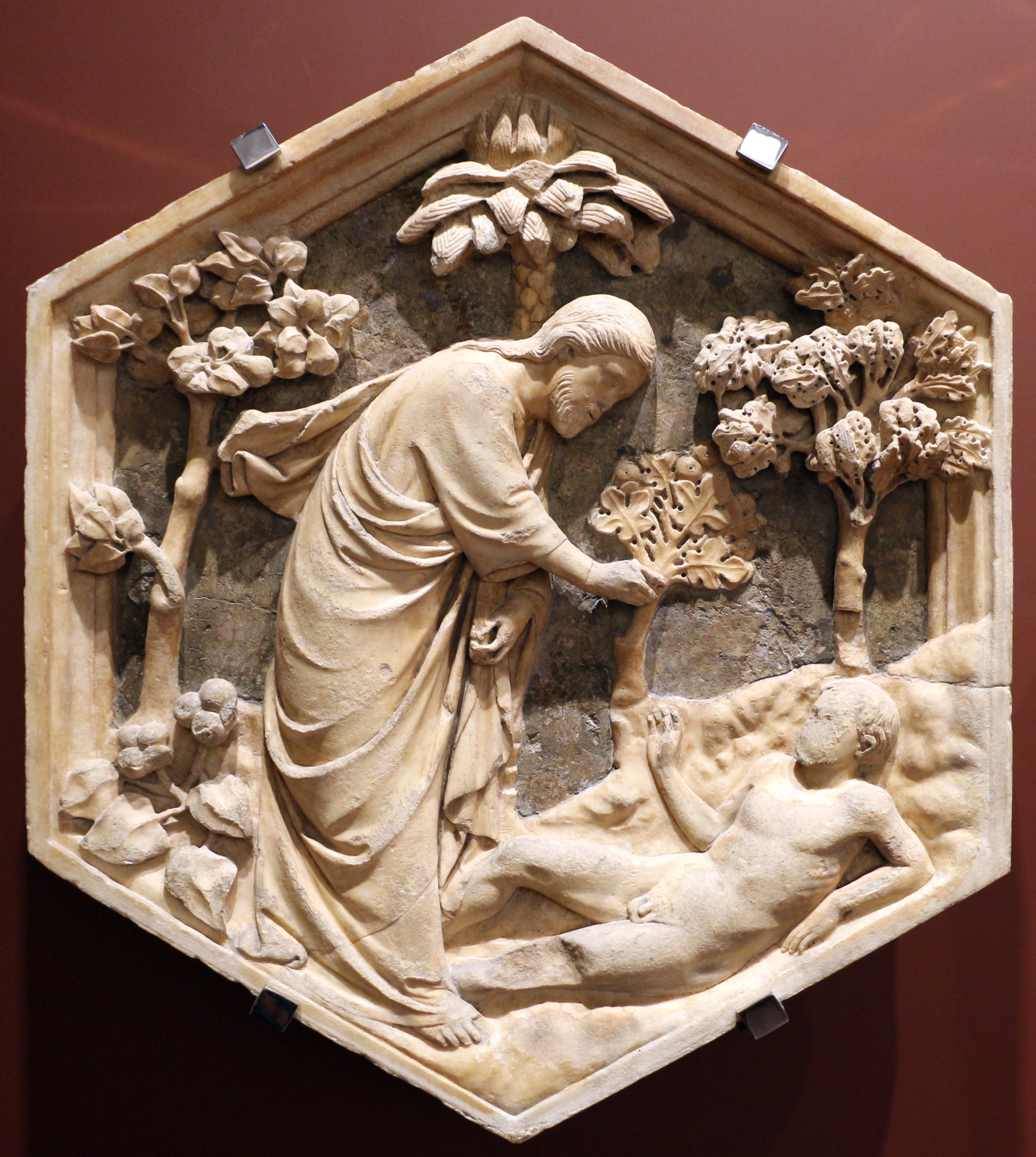
La creazione di Adamo
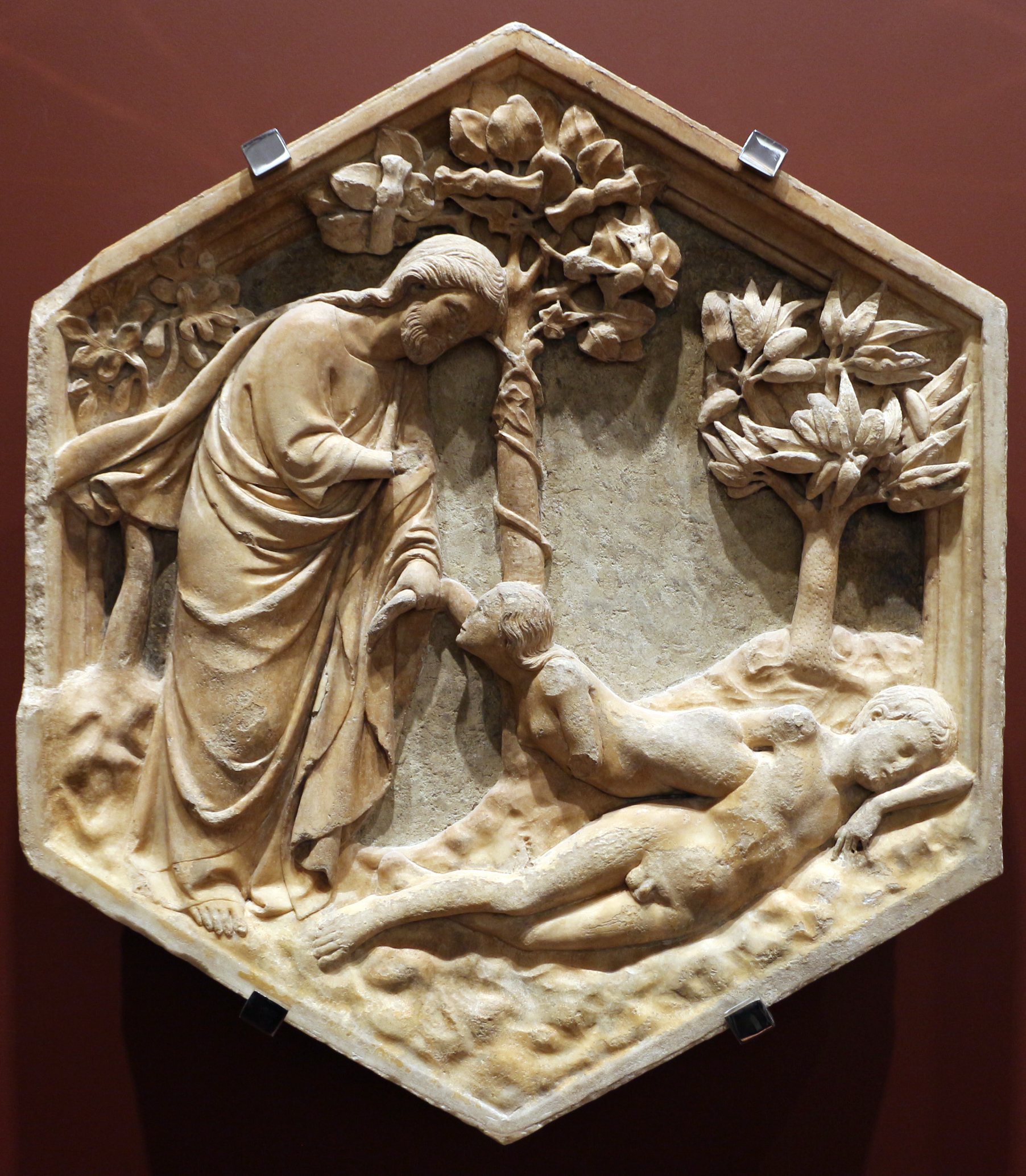
La creazione di Eva
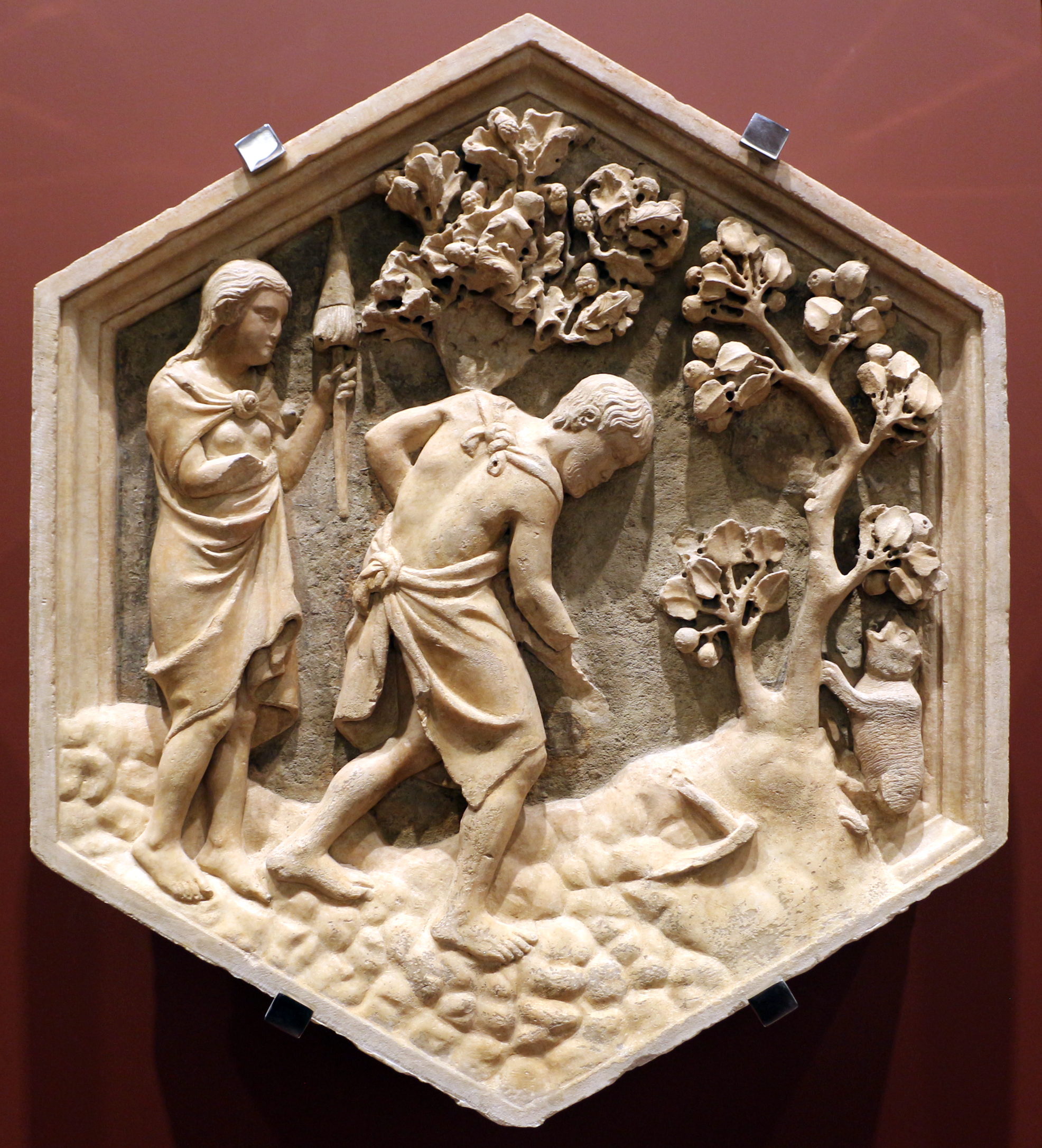
Il lavoro dei progenitori
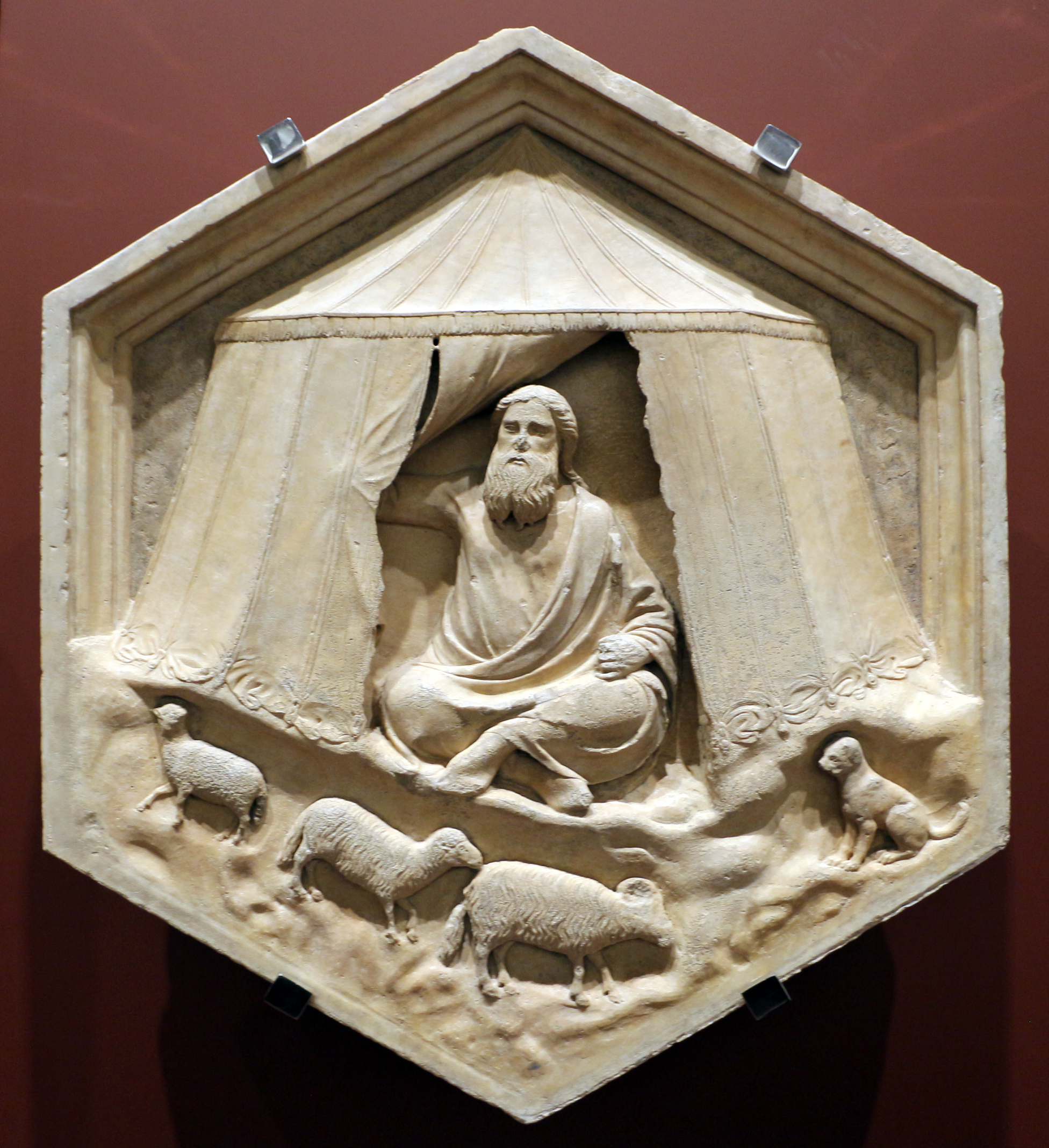
L'invenzione della pastorizia
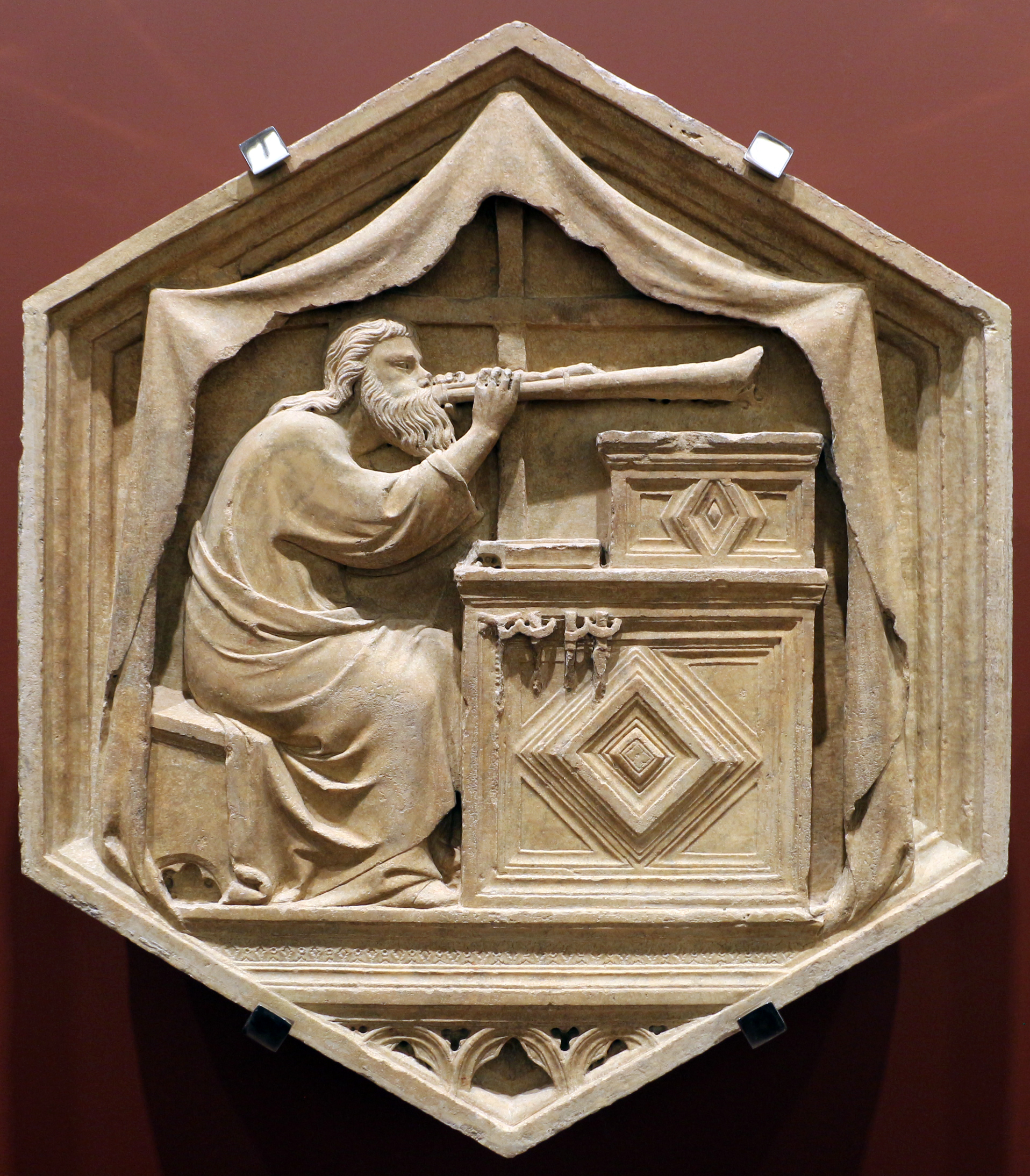
L'invenzione della musica
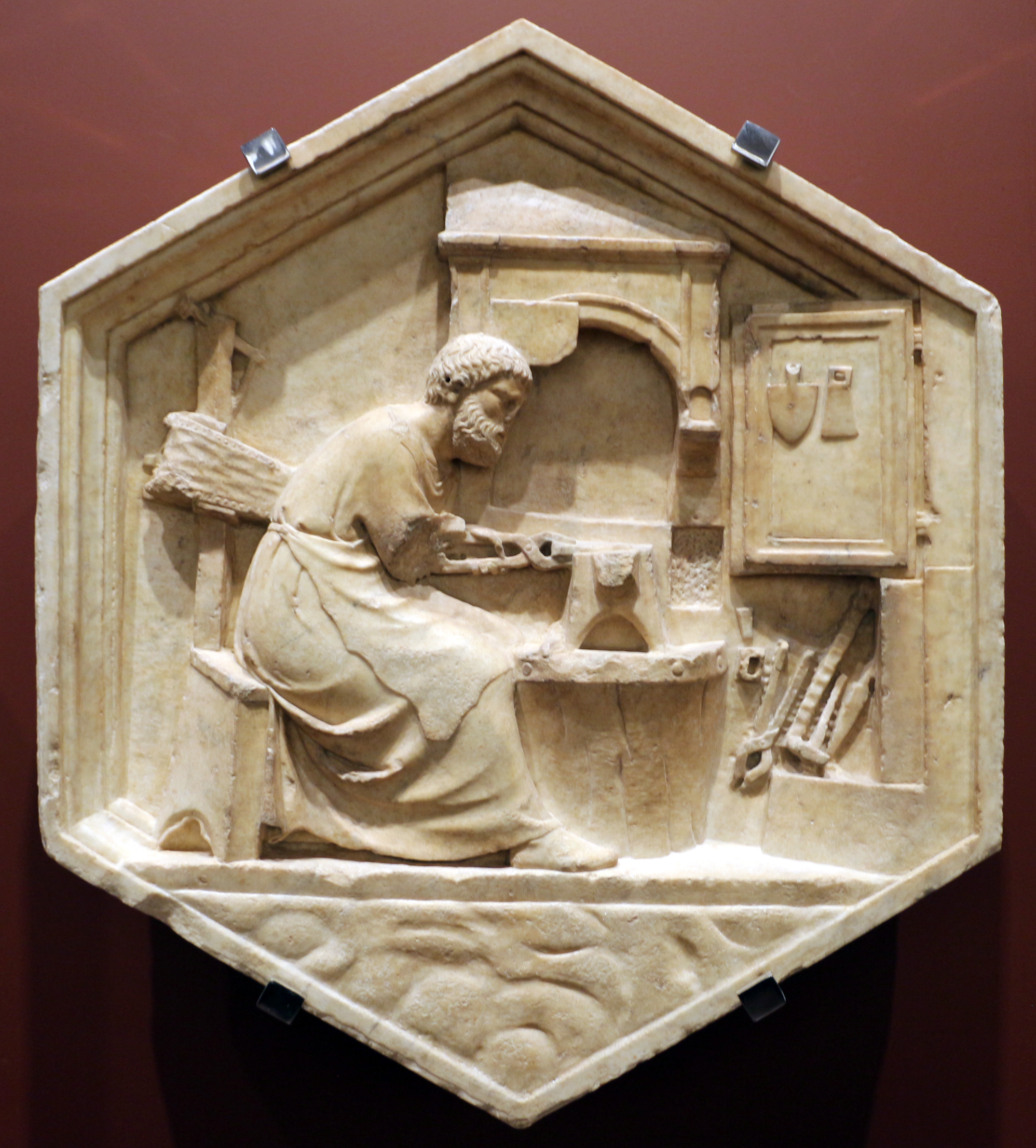
L'invenzione della metallurgia
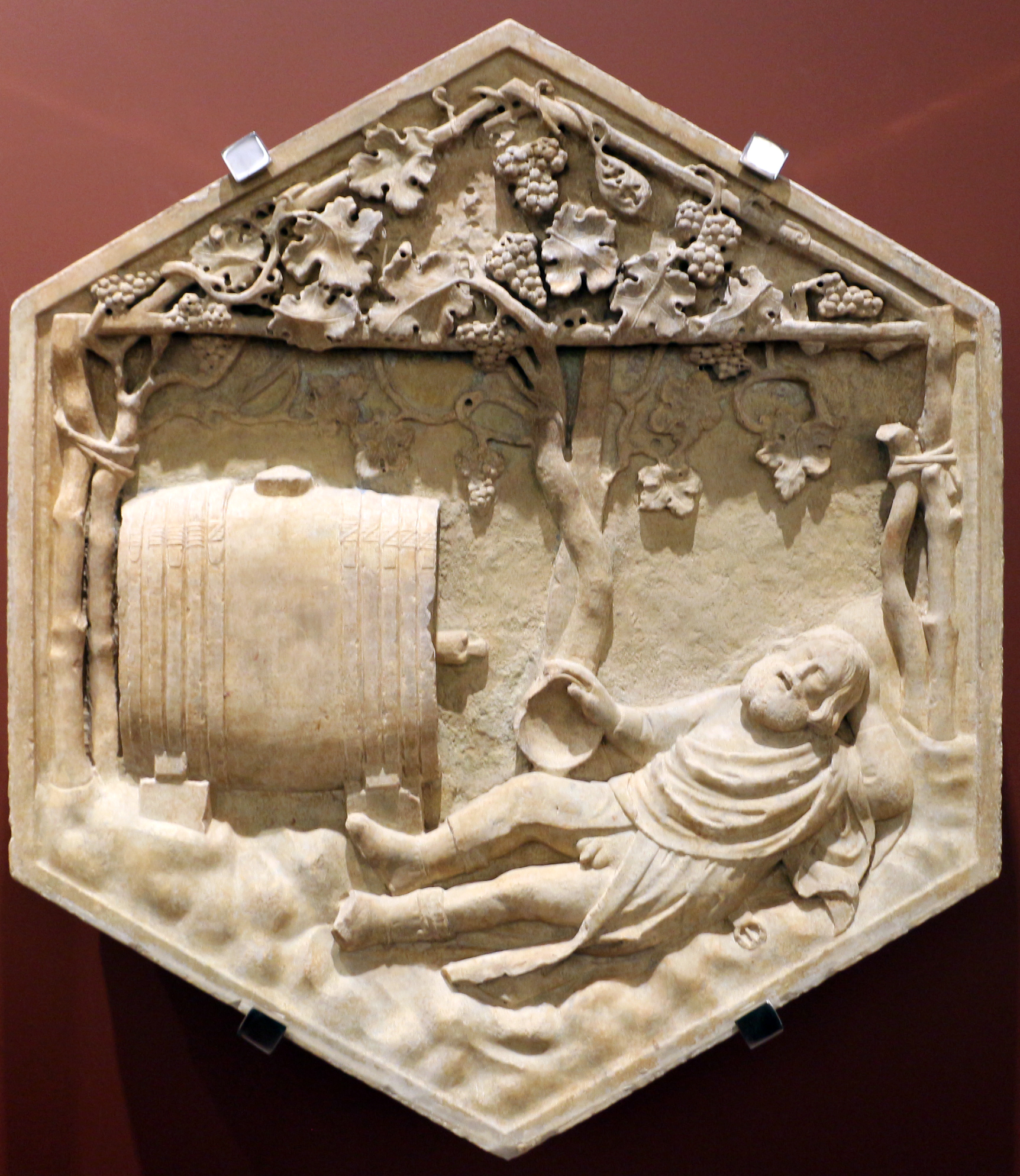
L'invenzione del vino
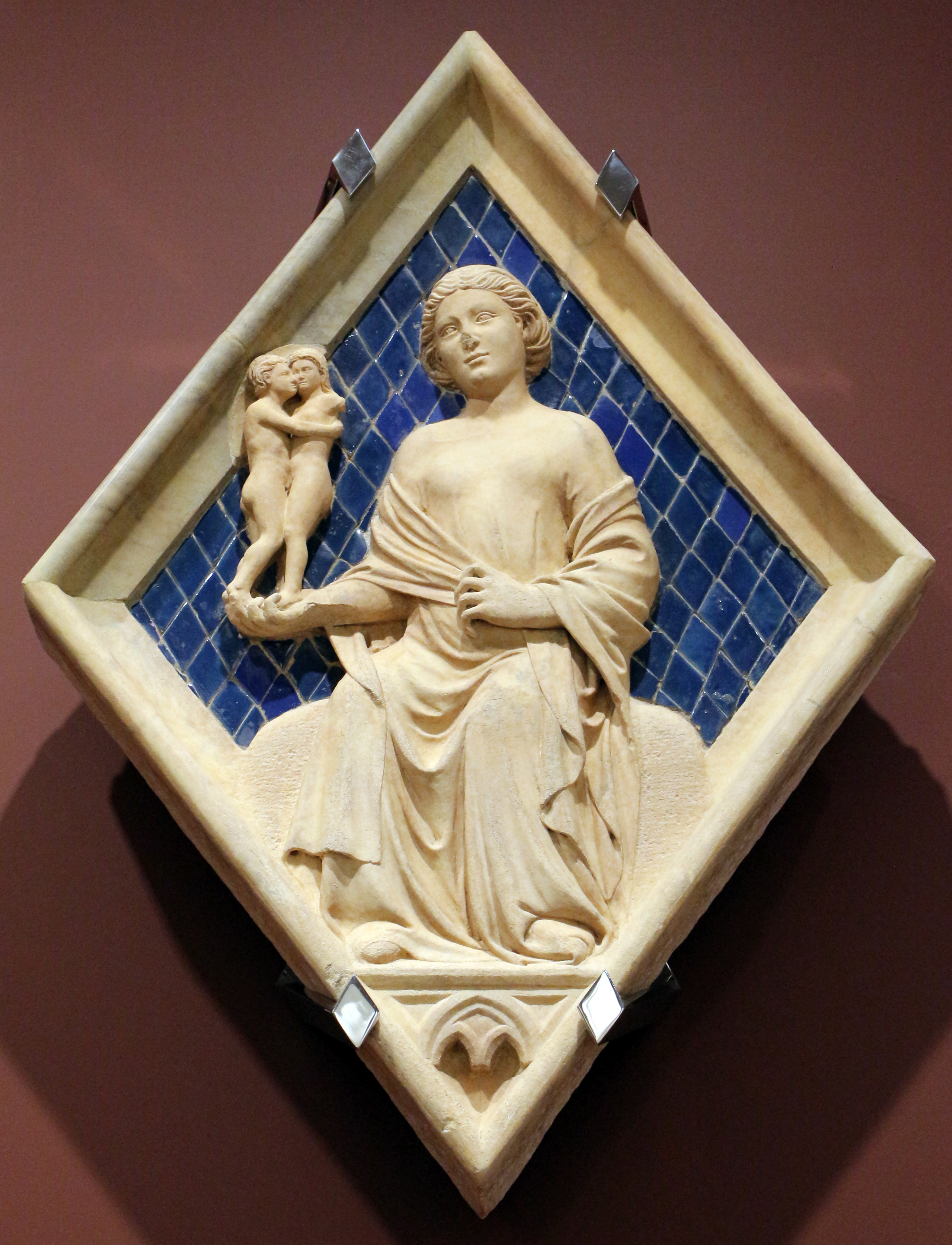
Losanga dei Pianeti: Venere

#### Lato sud
Da sinistra a destra:

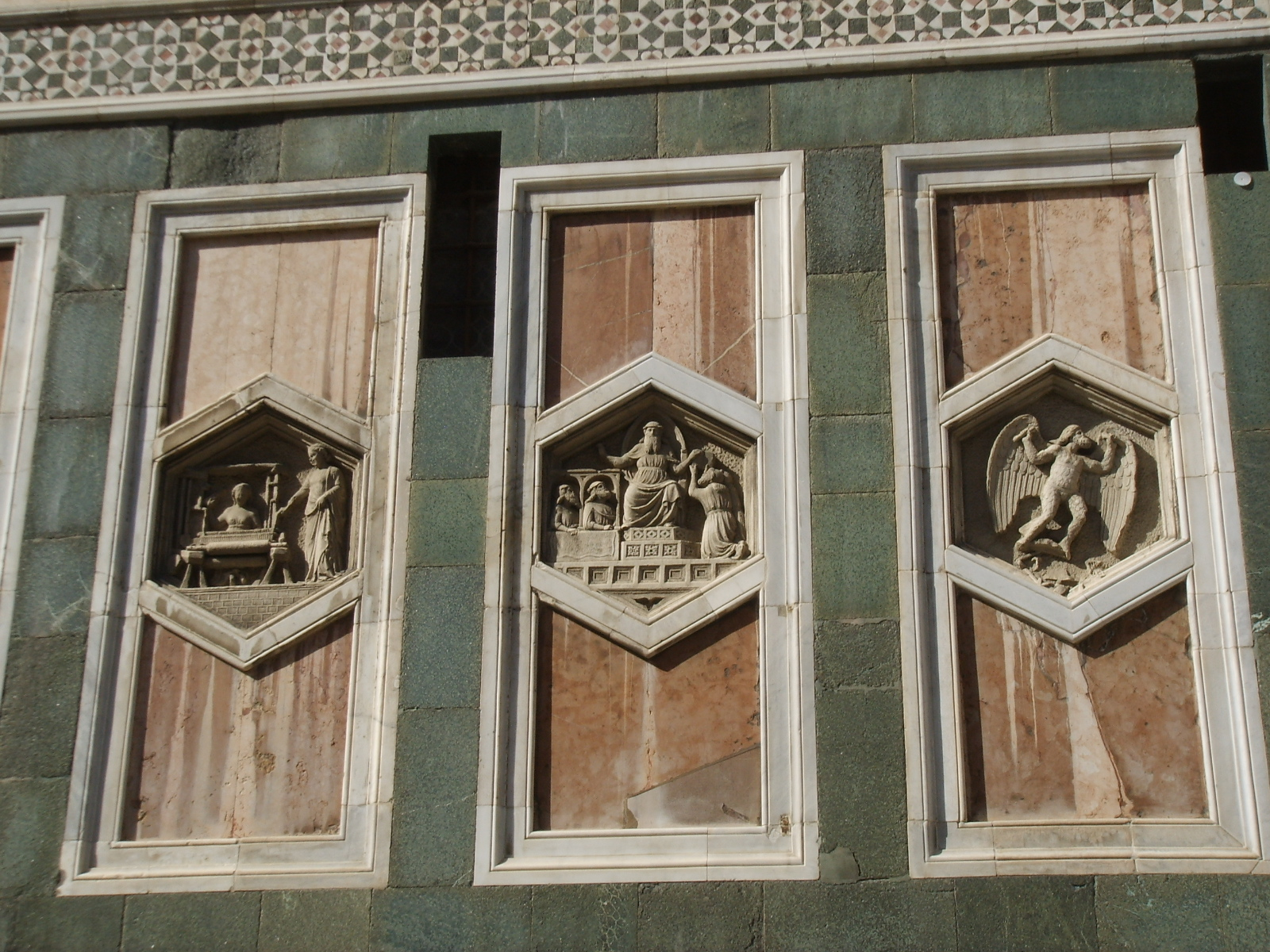
Alcune formelle (copie) del lato sud

- Gionitus o L'Arte della Astronomia, di Andrea Pisano
- L'Arte dell'Edilizia, di Andrea Pisano
- L'Arte della Medicina, di Andrea Pisano
- L'Arte dell'Equitazione, di Andrea Pisano
- L'Arte della Tessitura, di Andrea Pisano
- Foroneo o L'Arte della Legislatura, di Andrea Pisano
- Dedalo o L'Arte della Meccanica, di Andrea Pisano

Al piano superiore, nelle losanghe, Le Virtù teologali (Fede, Speranza, Carità) e le Virtù cardinali (Prudenza, Giustizia, Temperanza, Fortezza), della bottega di Andrea Pisano.

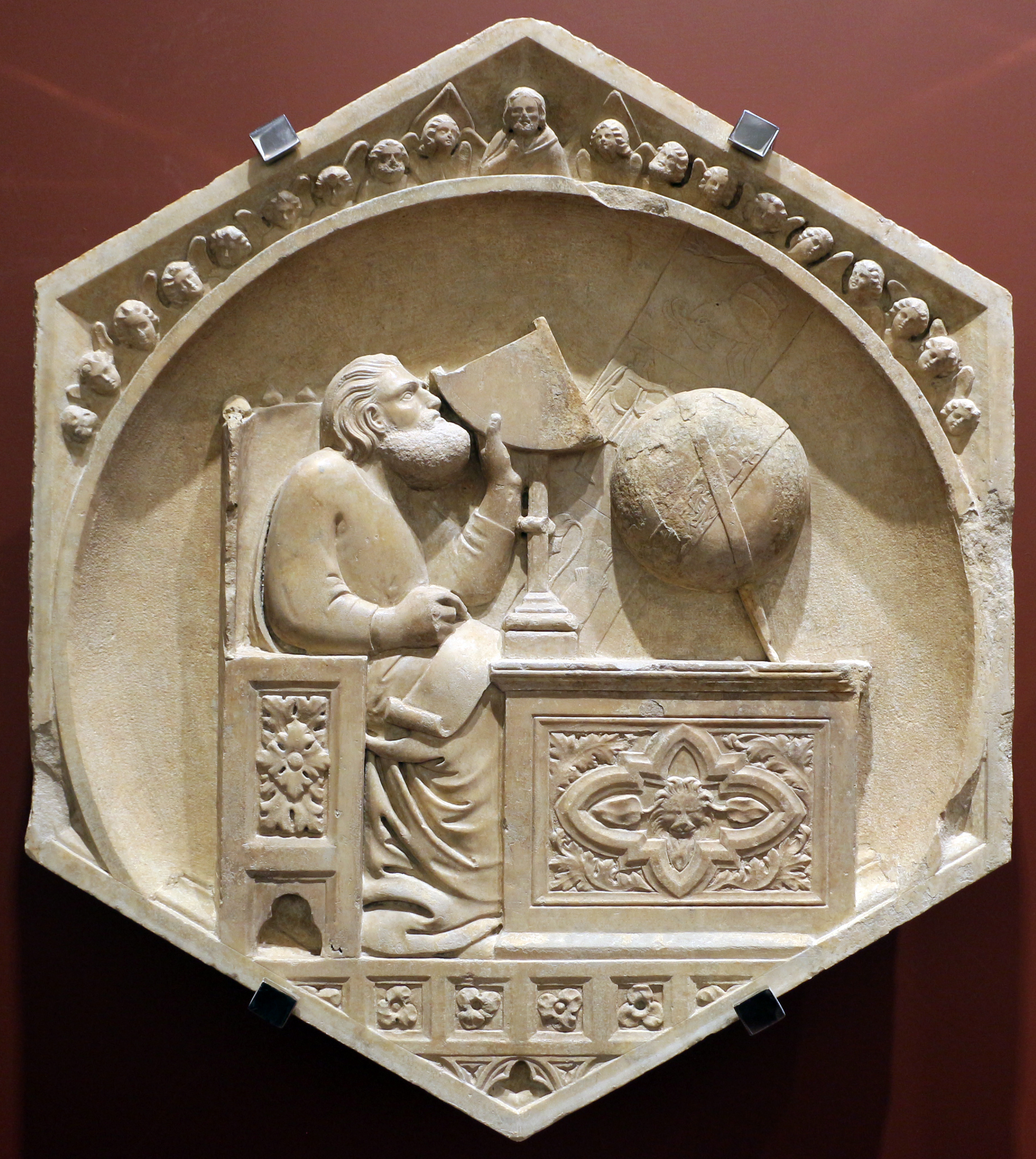
L'Arte della Astronomia
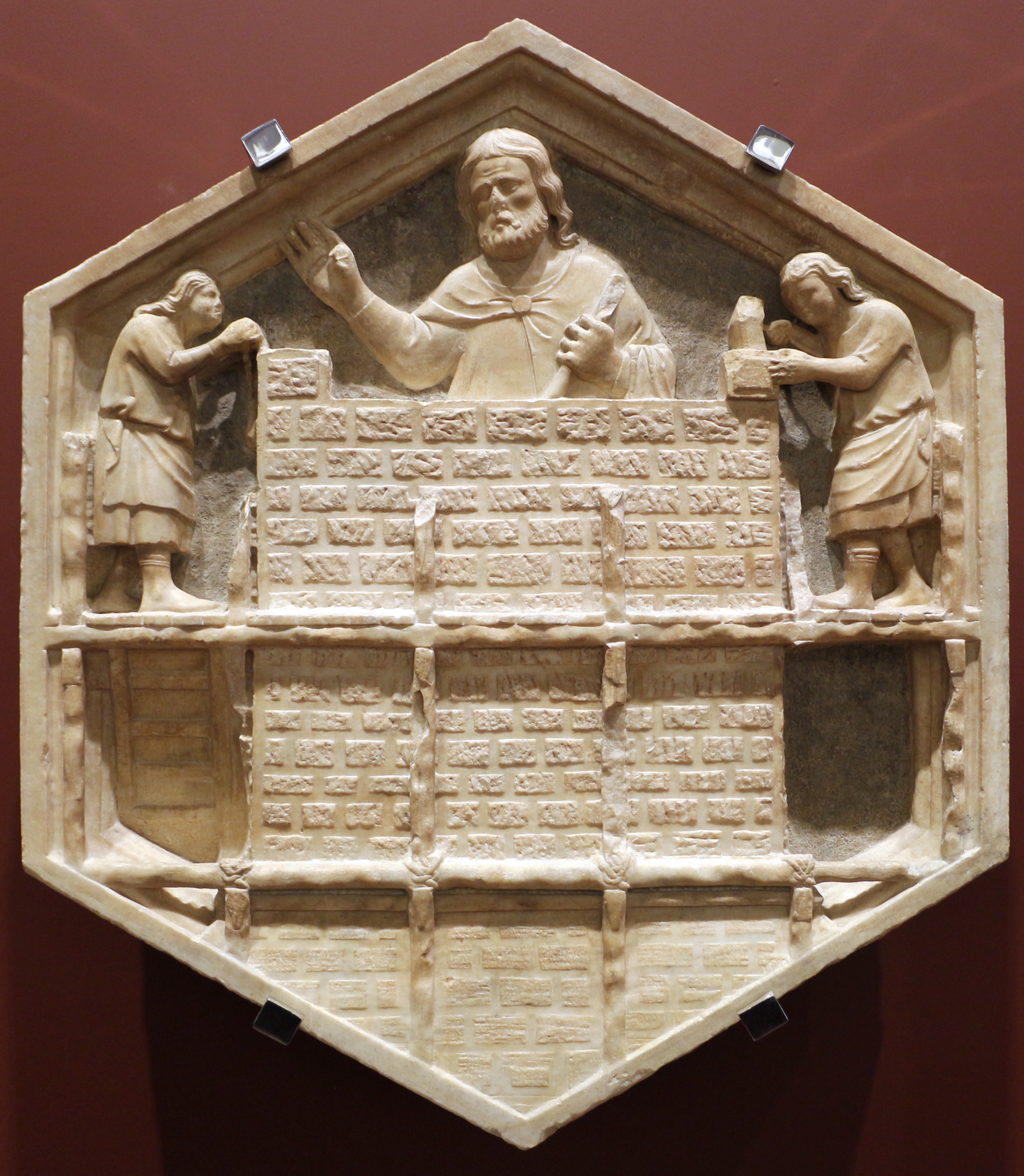
L'Arte della Architettura
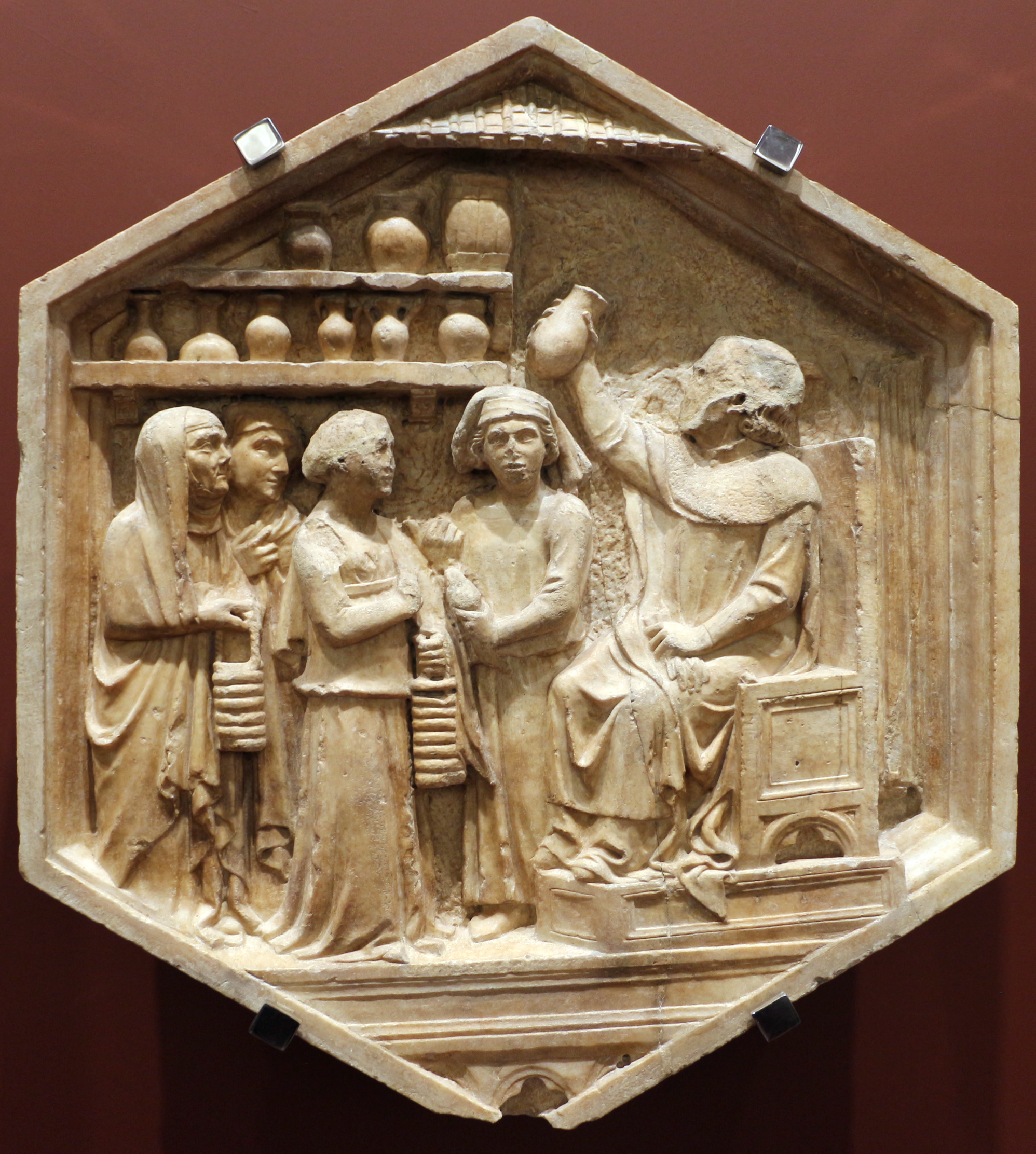
L'Arte della Medicina
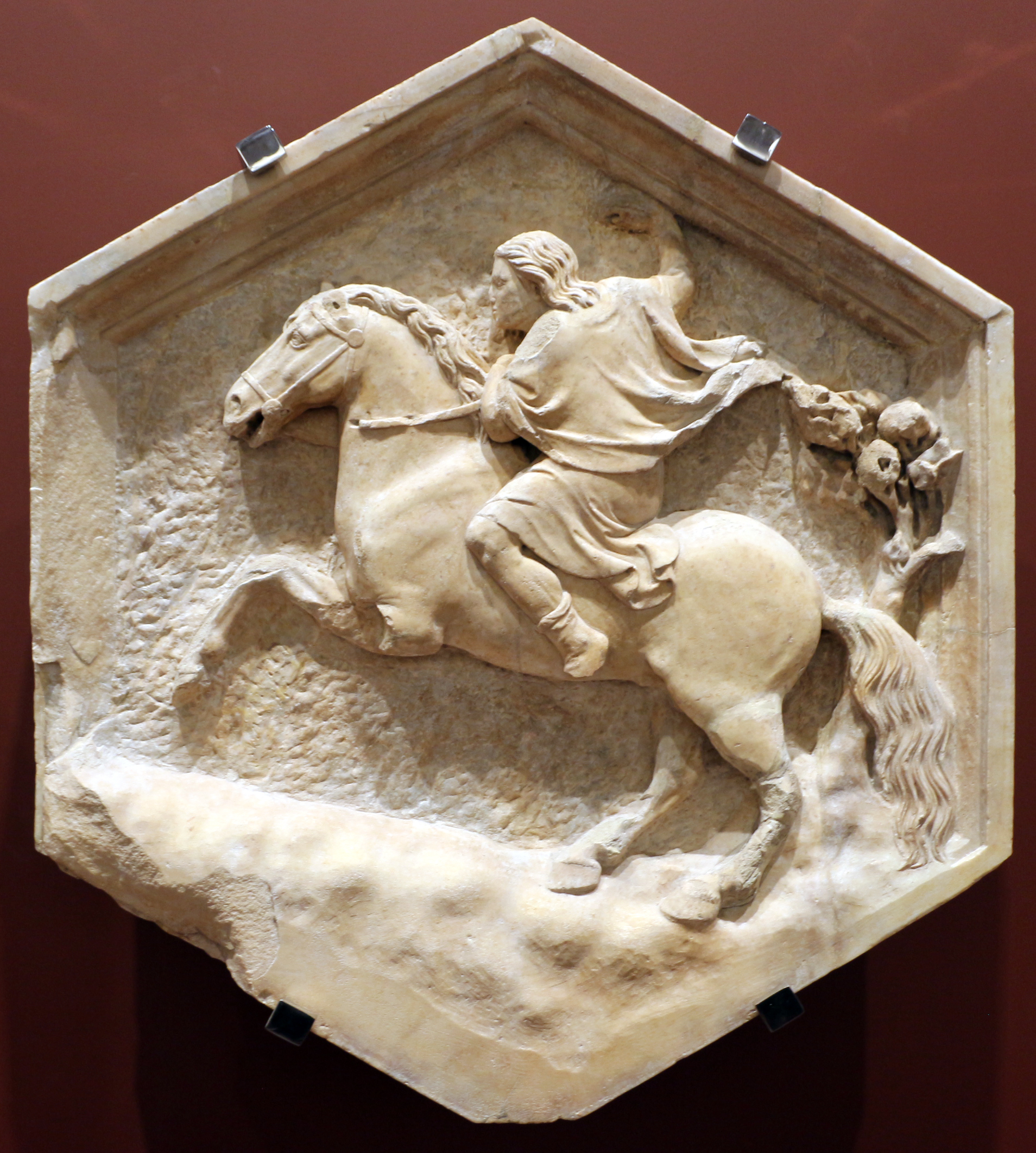
L'Arte dell'Equitazione
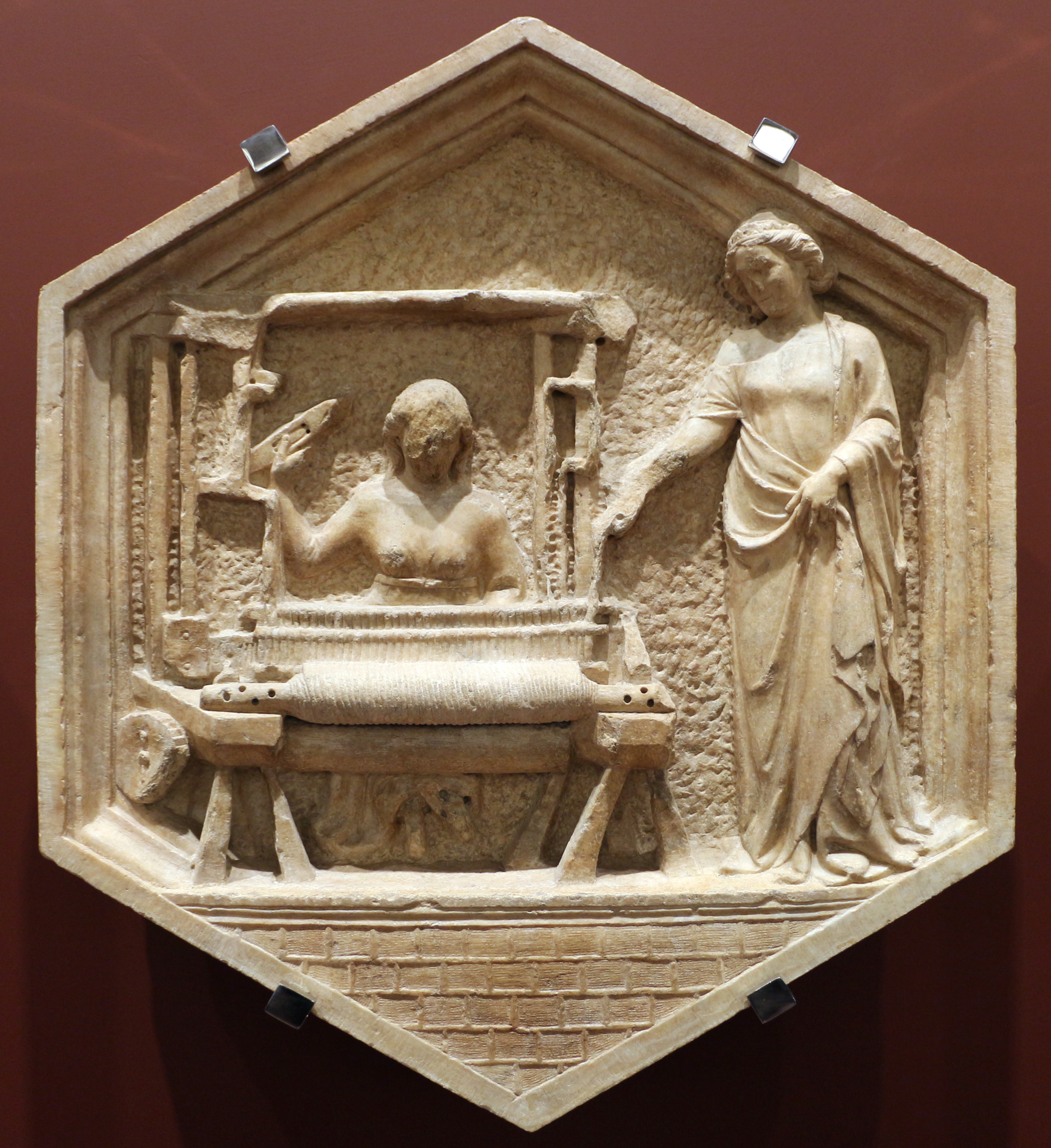
L'Arte della Tessitura
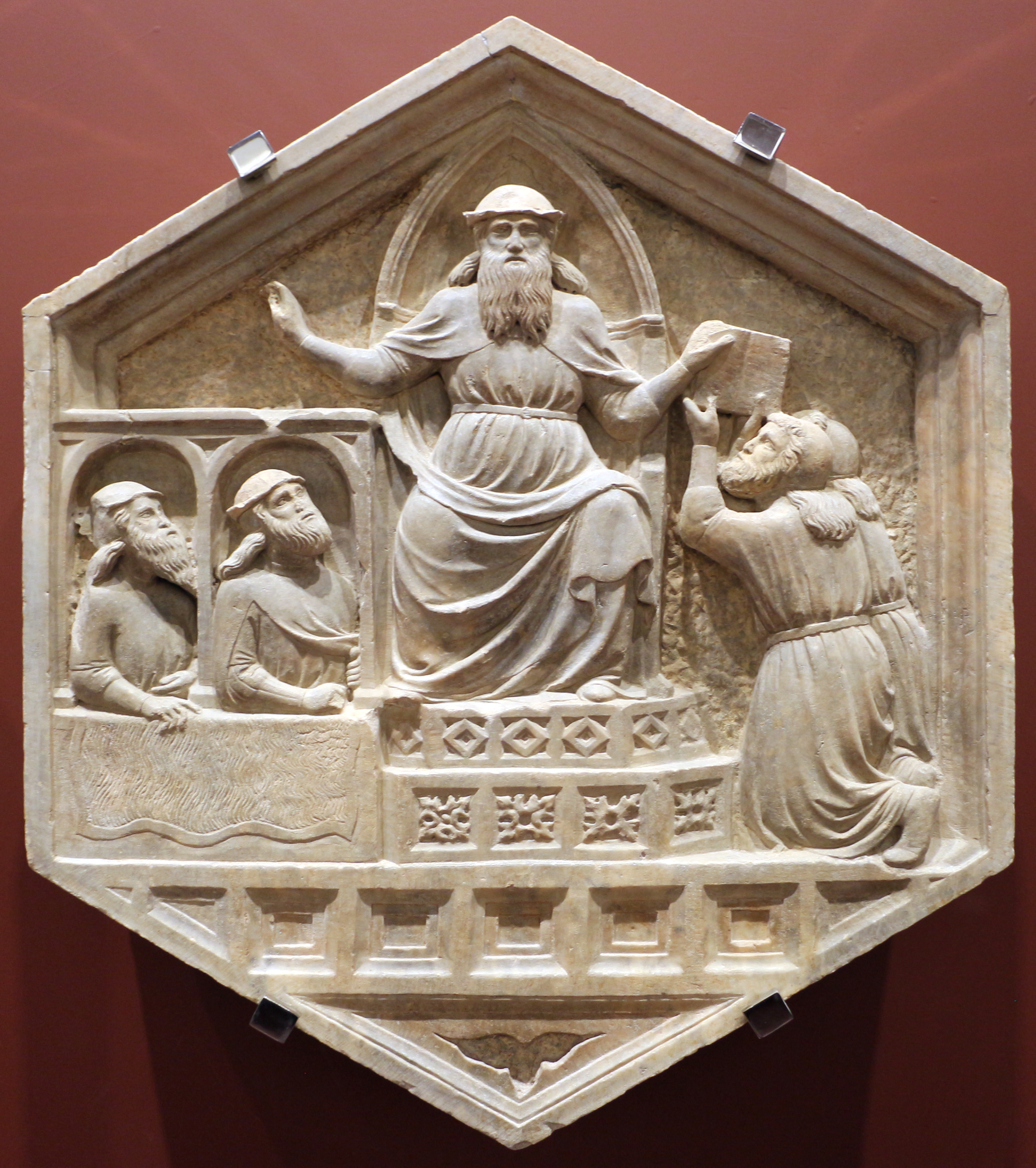
L'Arte della Legislatura
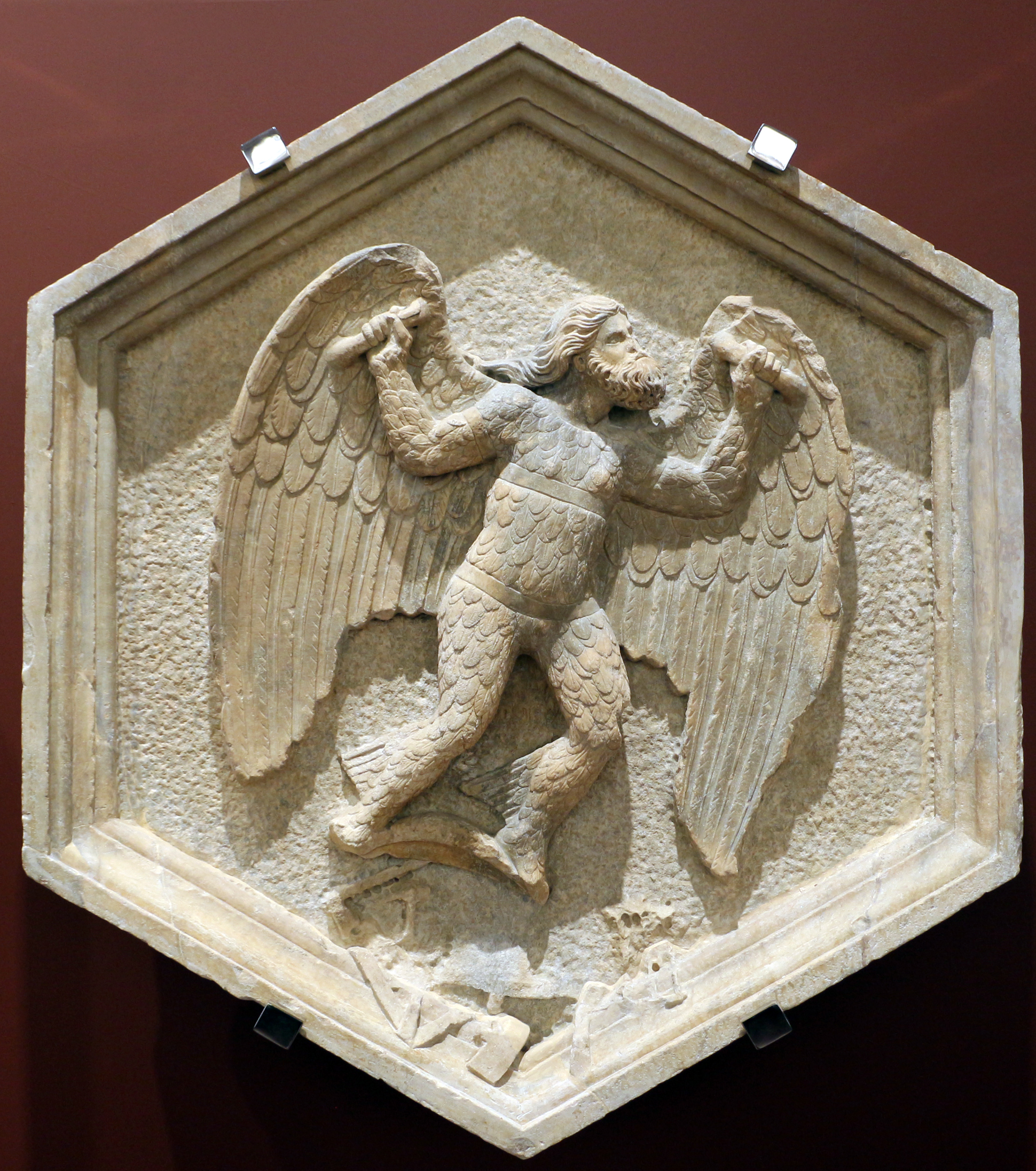
Dedalo
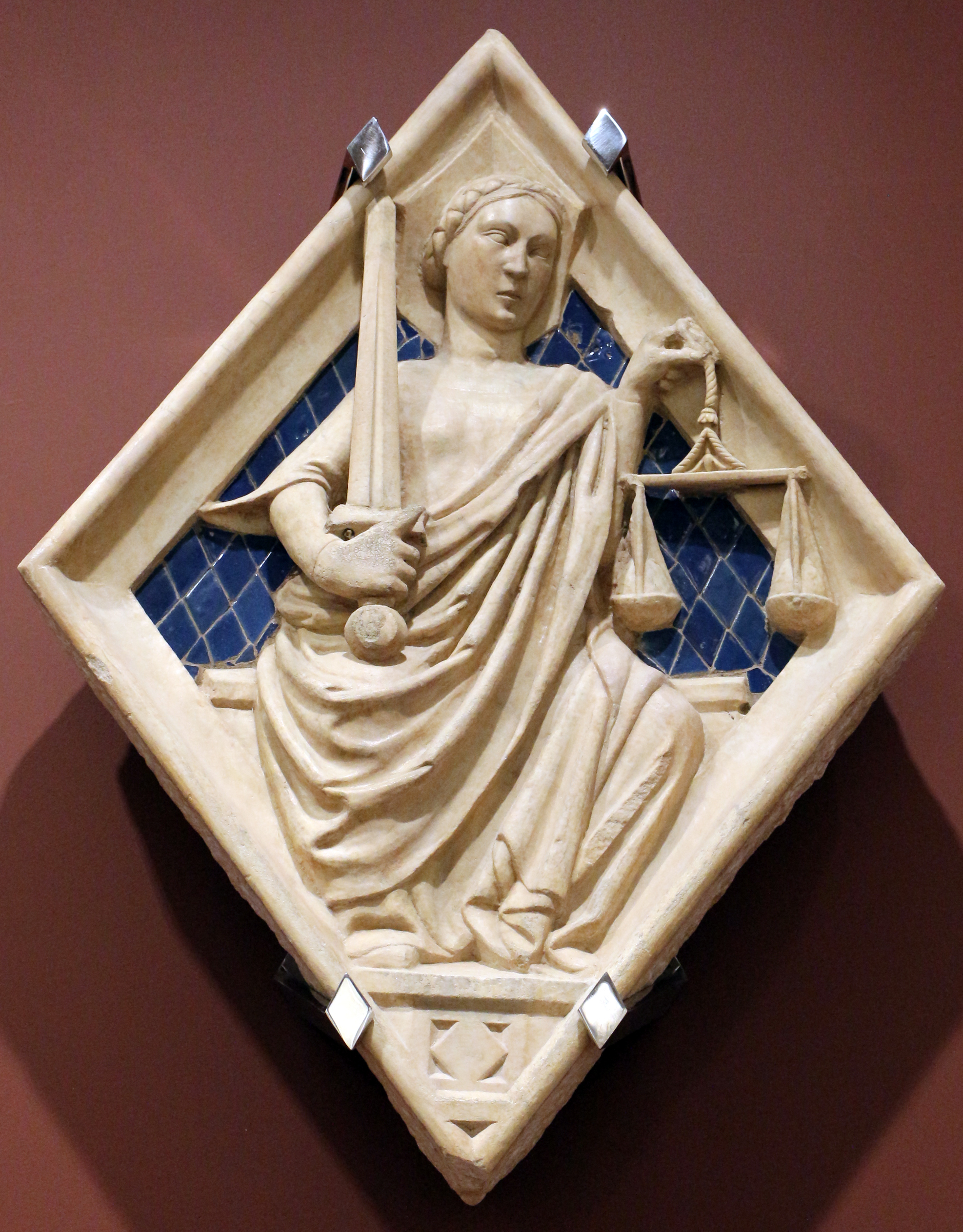
Losanga delle Virtù: la Giustizia

#### Lato est
Da sinistra a destra:

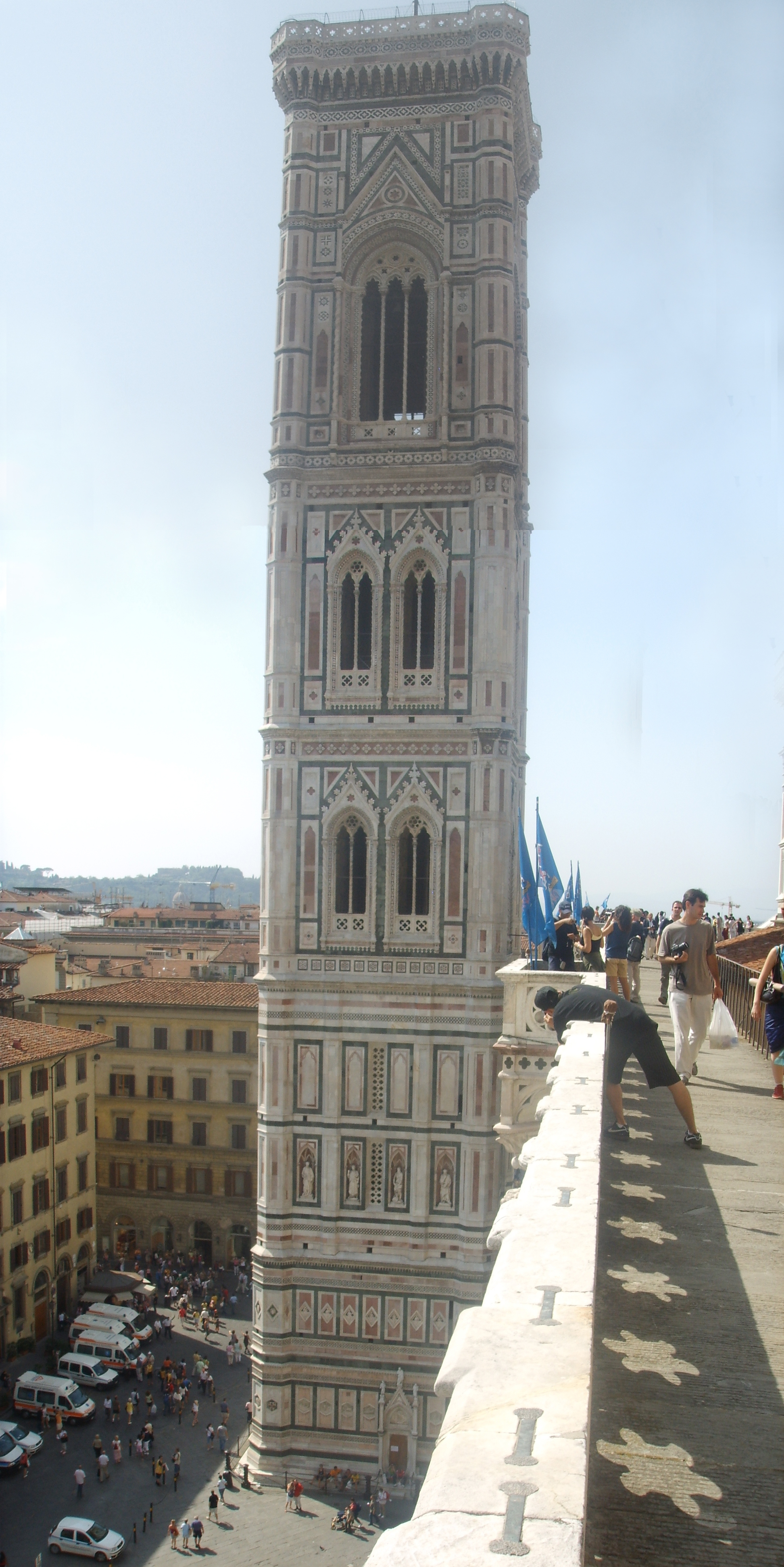
Campanile visto dal duomo

- L'Arte della Navigazione a remi, di Andrea Pisano
- Ercole e Caco o L'Arte della Giustizia, di Andrea Pisano
- L'Arte della Coltivazione, di Andrea Pisano
- Il carro di Tespi o L'Arte della Teatrica, di Andrea Pisano
- Euclide o L'Arte della architettura, di Andrea Pisano e aiuto

Questa faccia ha solo cinque formelle per l'apertura, nel XV secolo, della porta d'accesso alla sala terrena; le due formelle rimosse furono spostate ai primi due posti del lato nord.
Al piano superiore, nelle losanghe, Le Arti del trivio (Grammatica, Dialettica, Retorica) e del Quadrivio (Aritmetica, Musica, Geometria e Astronomia), della bottega di Andrea Pisano.

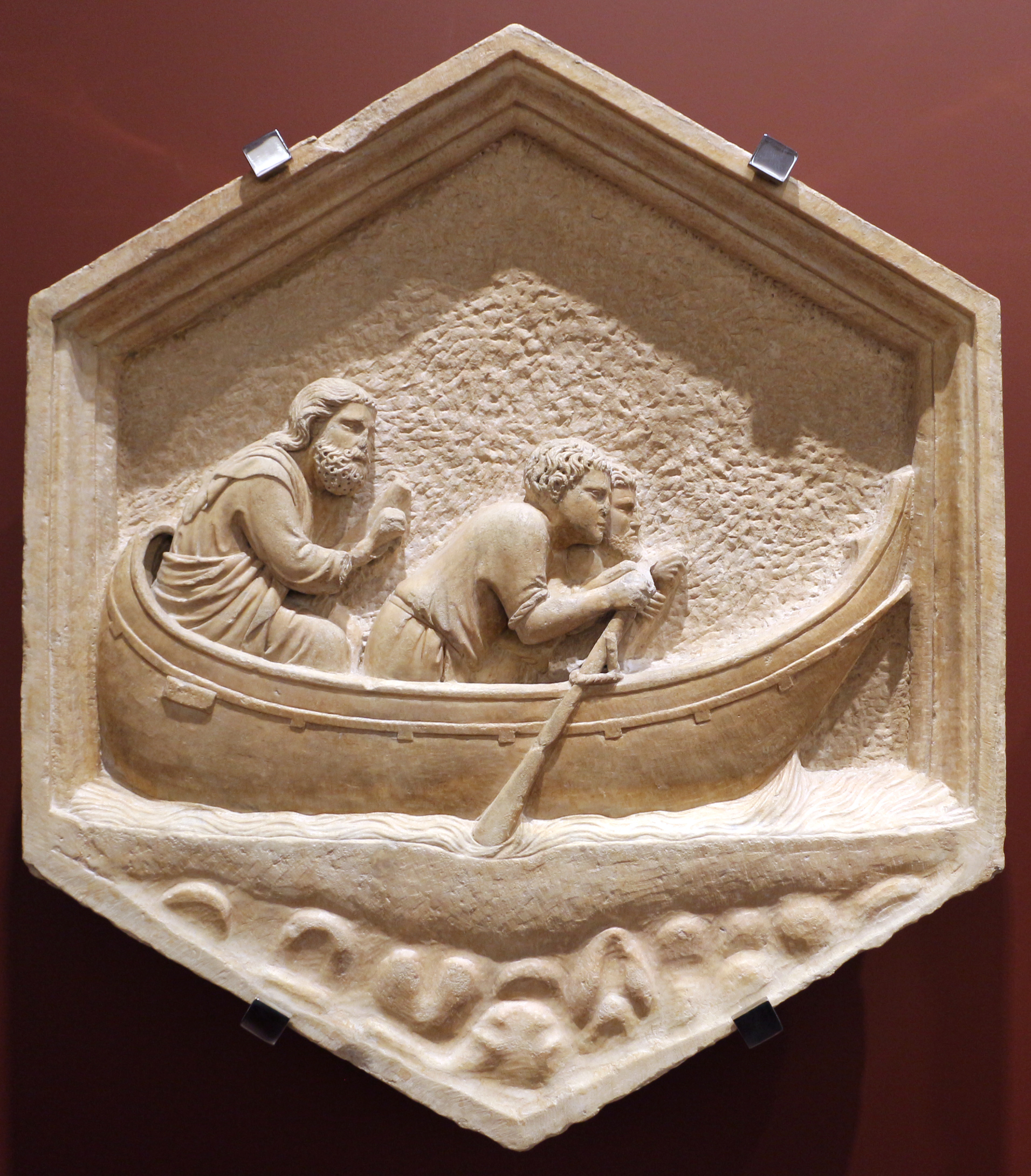
L'Arte della Navigazione a remi
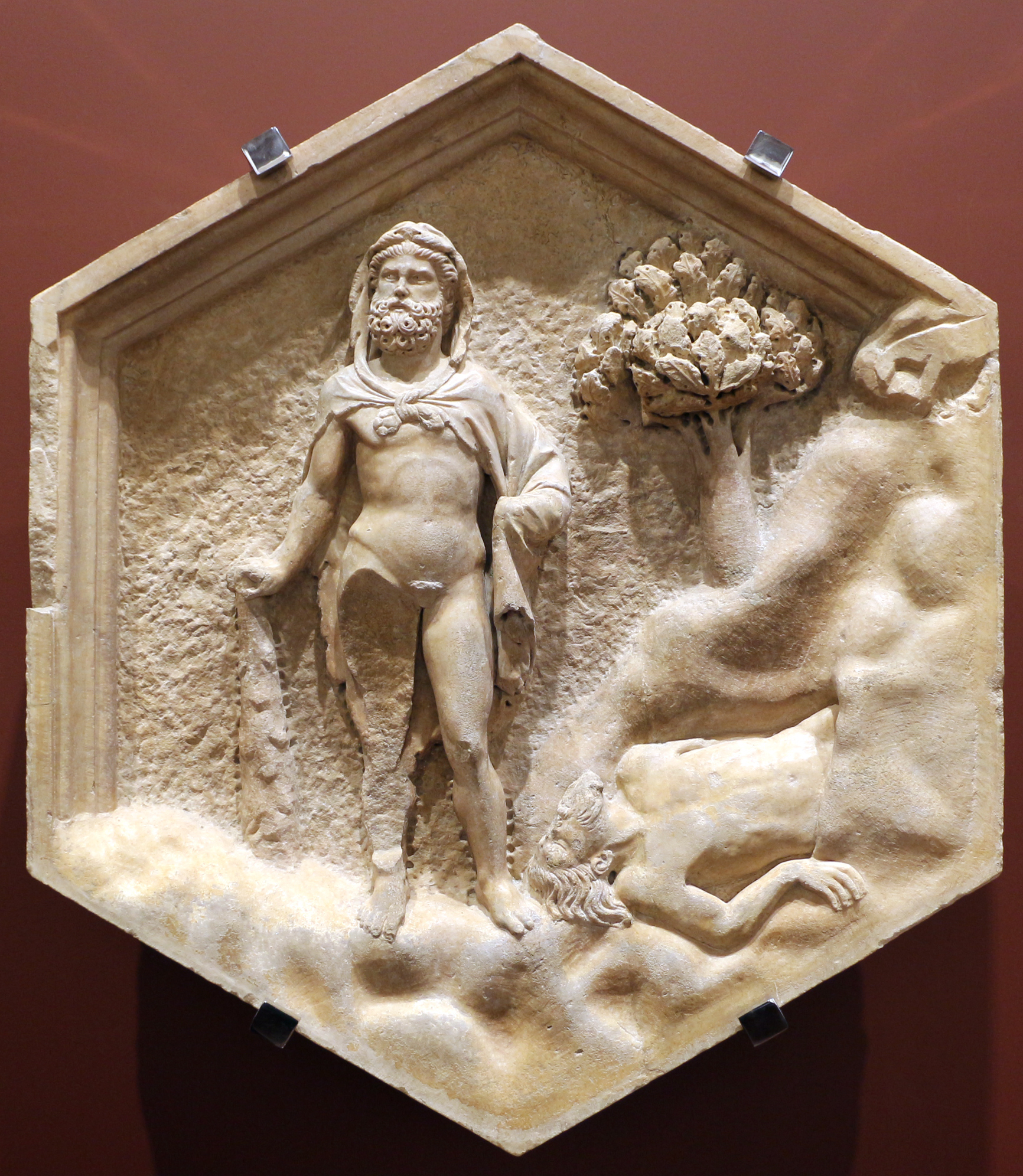
Ercole e Caco
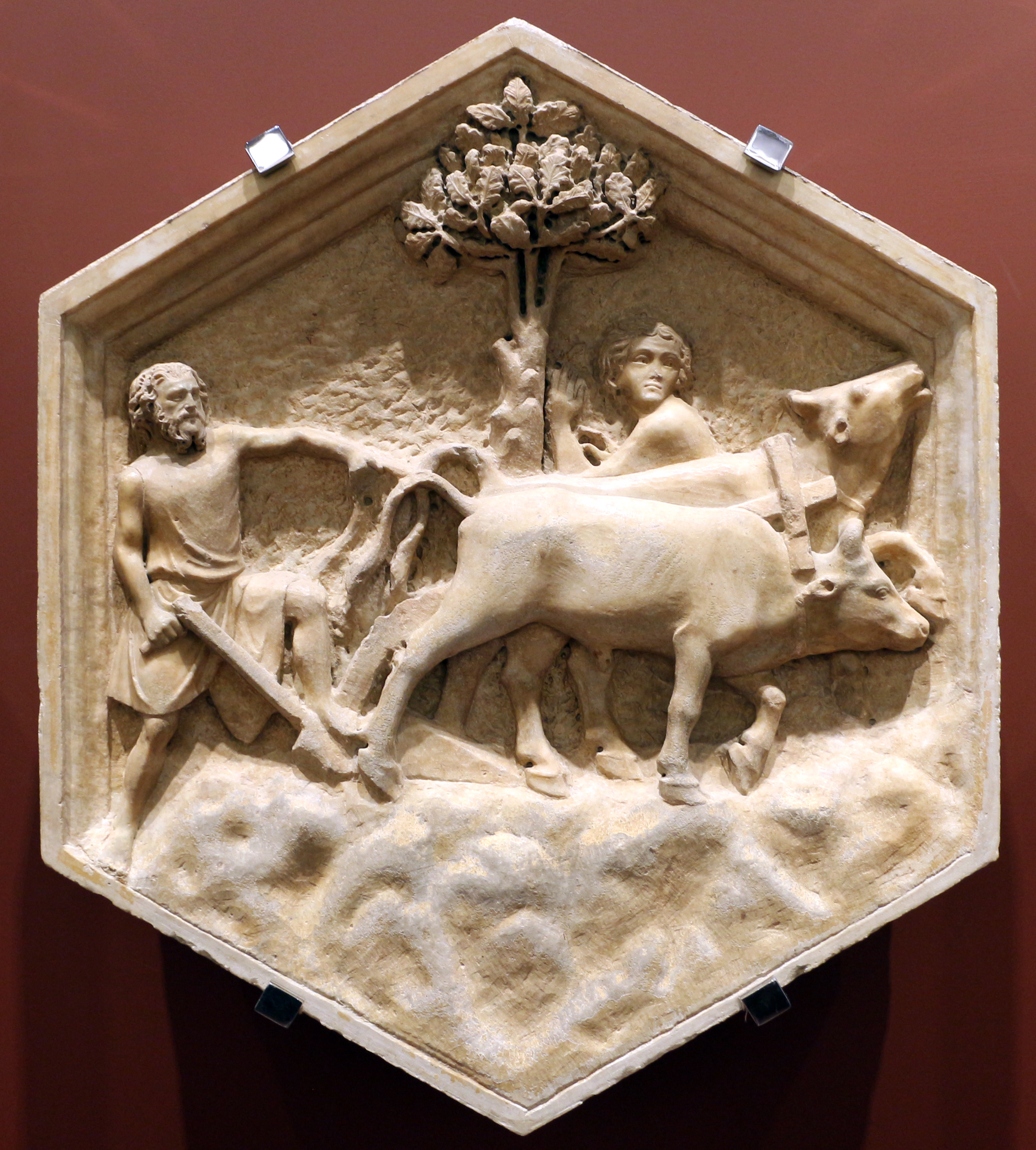
L'Arte della Coltivazione
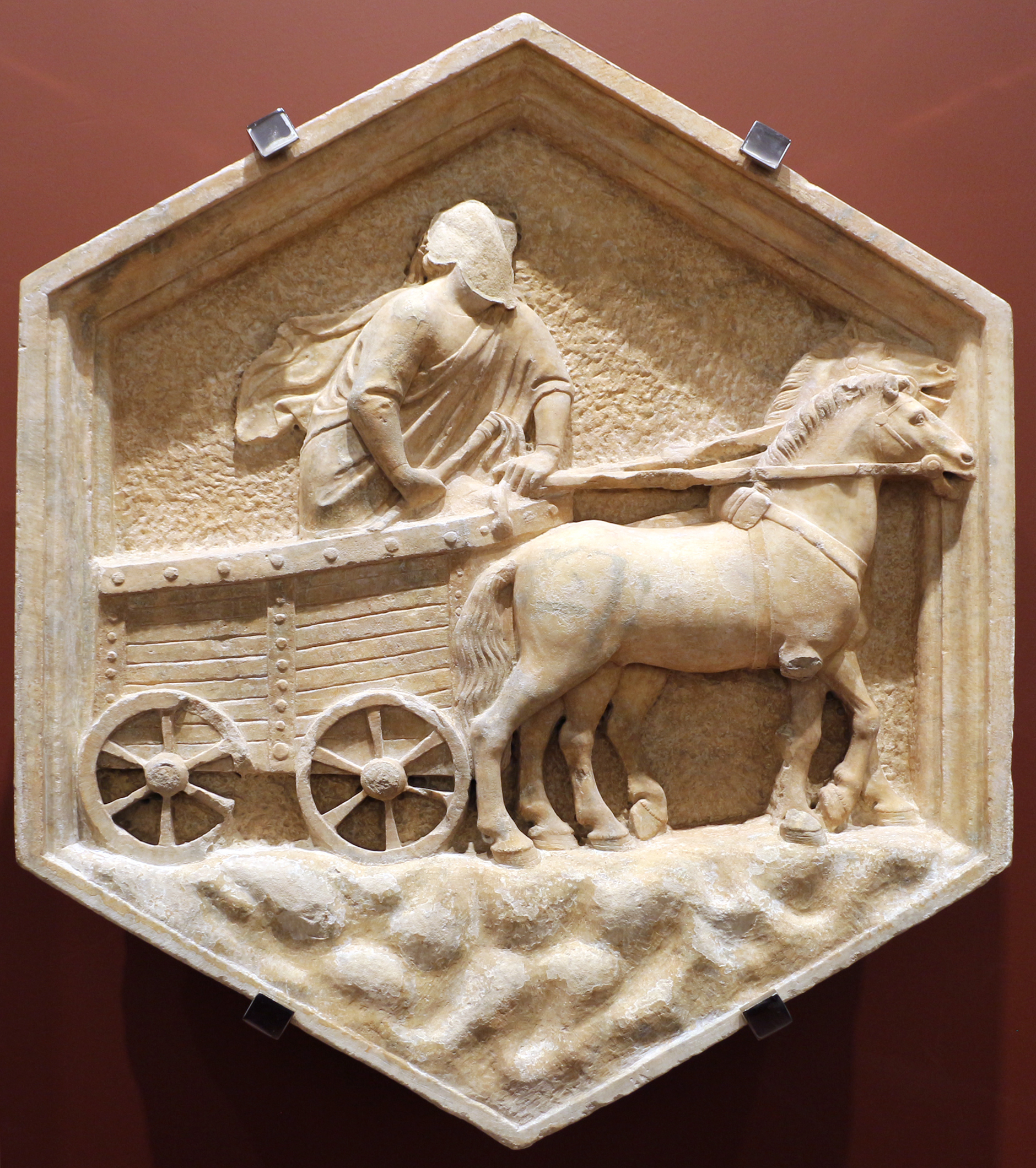
Il carro di Tespi
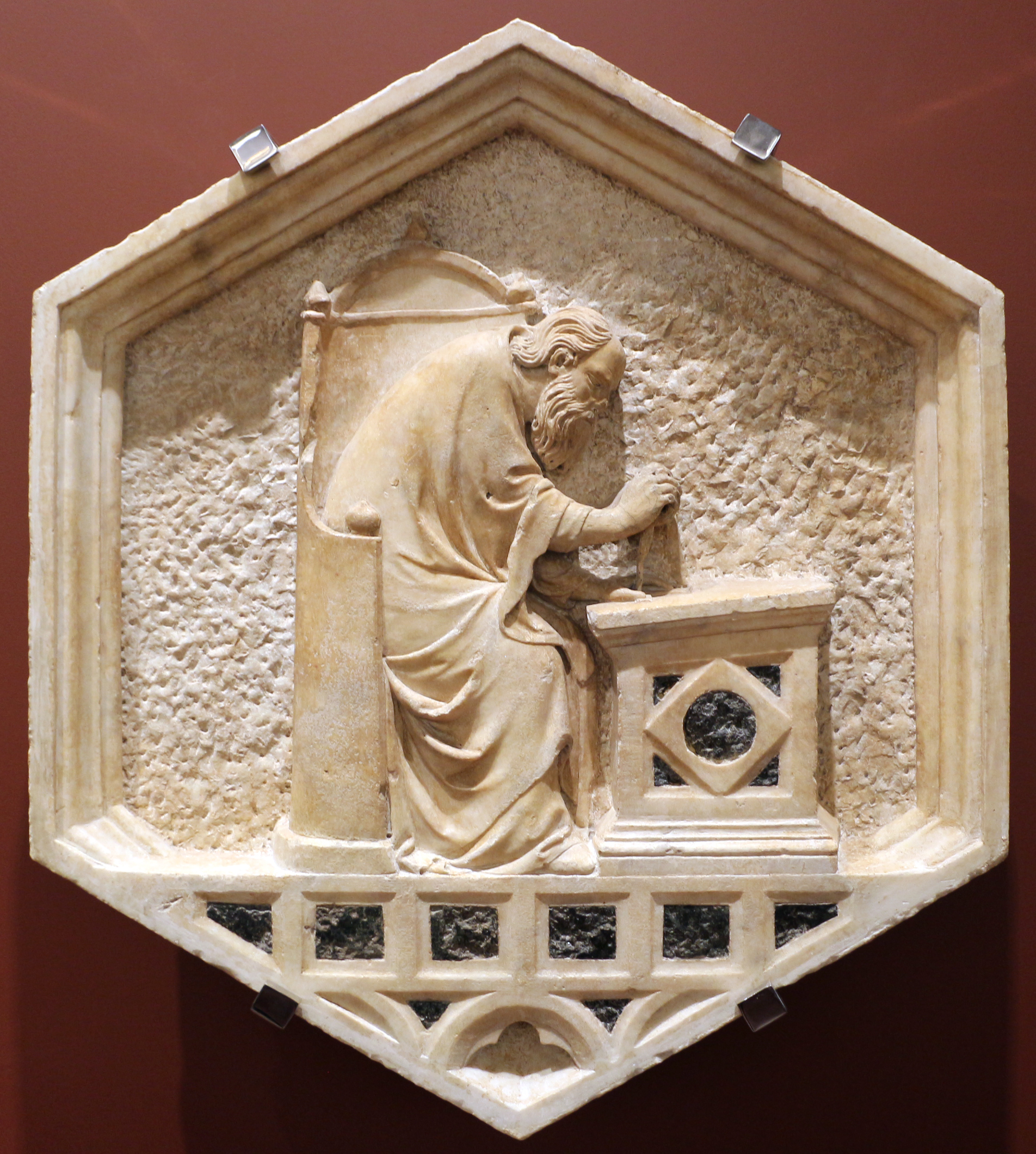
L'Arte della Geometria
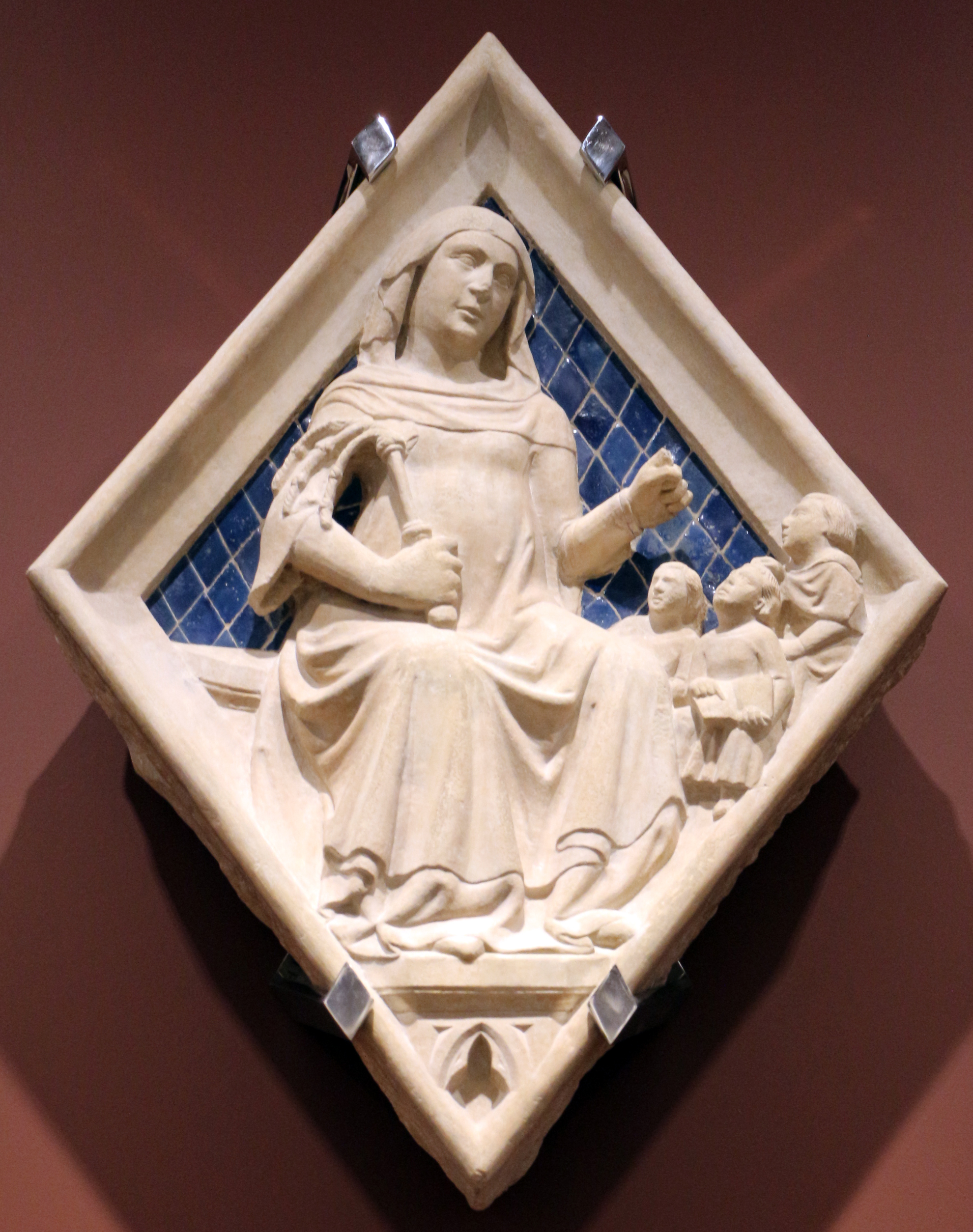
Losanga delle Arti Liberali: la Grammatica
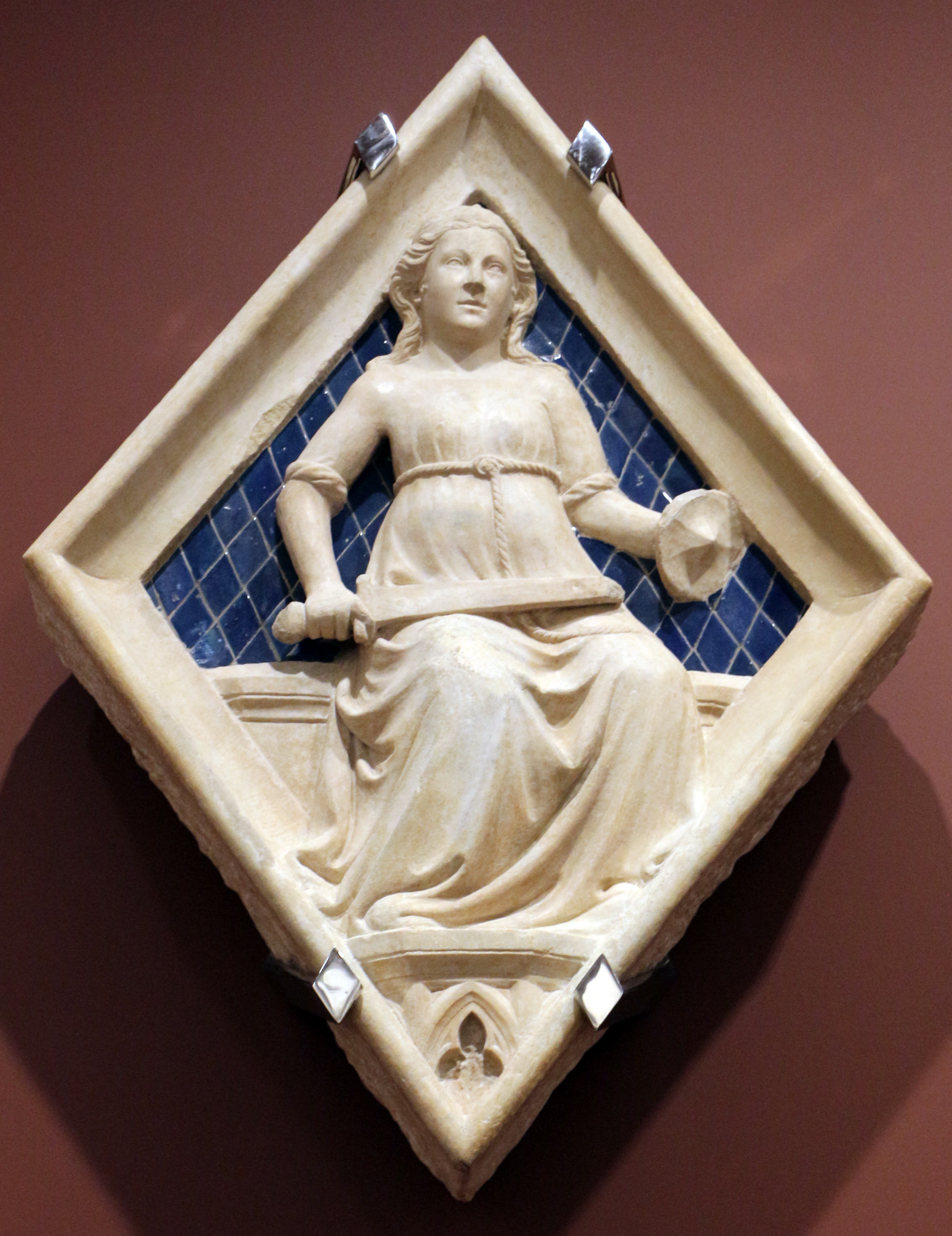
Losanga delle Arti Liberali: la Retorica
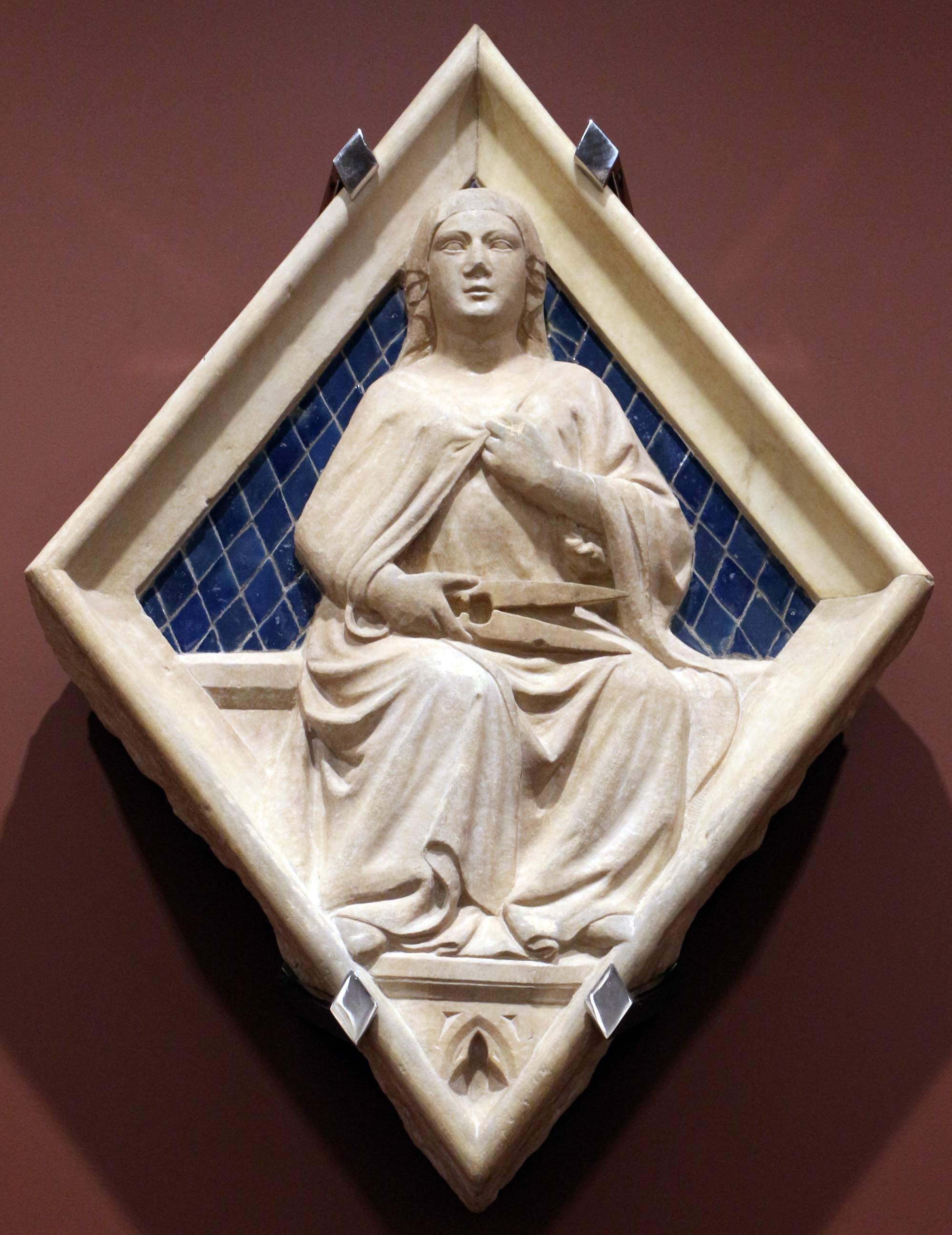
Losanga delle Arti Liberali: la Dialettica

#### Lato nord

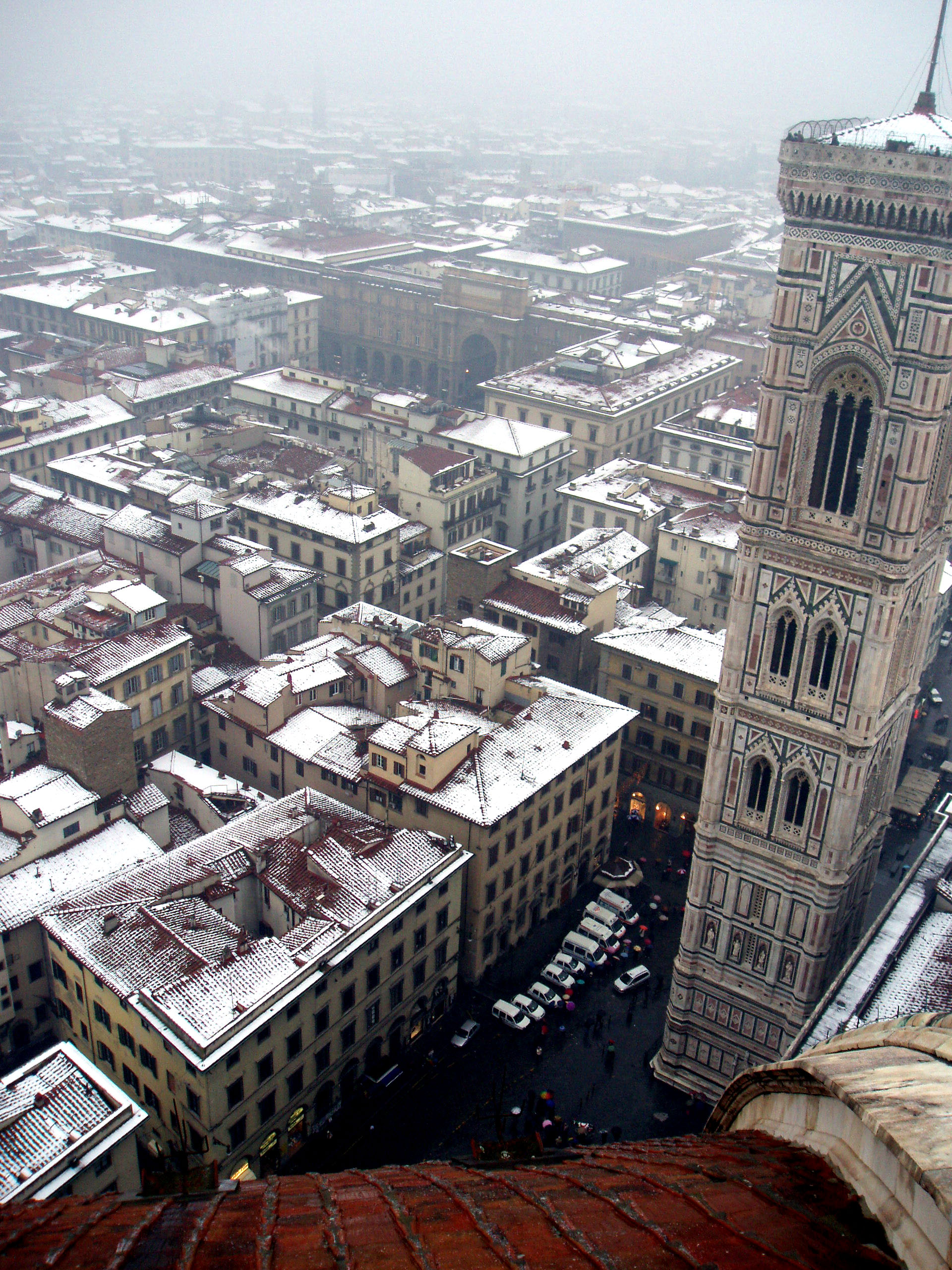
Campanile innevato

Questa faccia, vicinissima alla cattedrale, era originalmente priva di formelle esagonali; quando fu aperta la porta del campanile vi furono spostate le due formelle con la Pittura e la Scultura, e nel 1437 si commissionarono cinque formelle a Luca della Robbia per completare la decorazione.
Da sinistra a destra:
- Fidia o L'Arte della Scultura, di Andrea Pisano
- Apelle o L'Arte della Pittura, di Andrea Pisano
- Elio Donato (o Prisciano) o L'Arte della Grammatica, di Luca della Robbia
- Platone e Aristotele o L'Arte della Filosofia, di Luca della Robbia
- Arione o Orfeo o L'Arte della Musica, di Luca della Robbia
- Euclide e Pitagora o L'Arte della Geometria e Aritmetica, di Luca della Robbia
- Pitagora o L'Arte della Armonia o Astrologia, di Luca della Robbia

Al piano superiore, nelle losanghe, i Sette Sacramenti (battesimo, penitenza, matrimonio, ordine sacro, confermazione, eucaristia, unzione degli infermi), variamente attribuiti ad Alberto Arnoldi o Maso di Banco; nella lunetta dell'antico portale di collegamento con il duomo, una Madonna con il Bambino di Andrea Pisano.

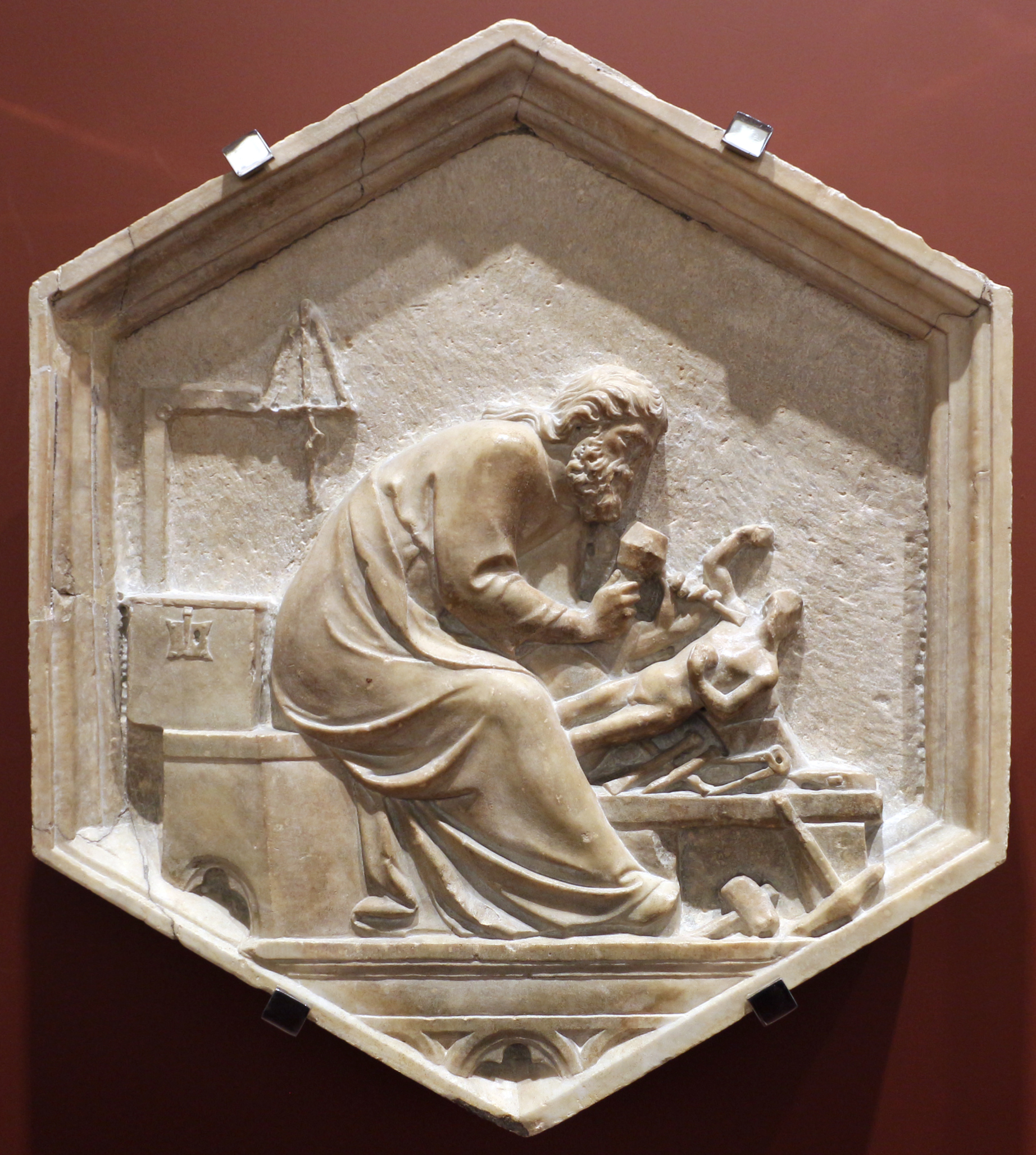
Fidia
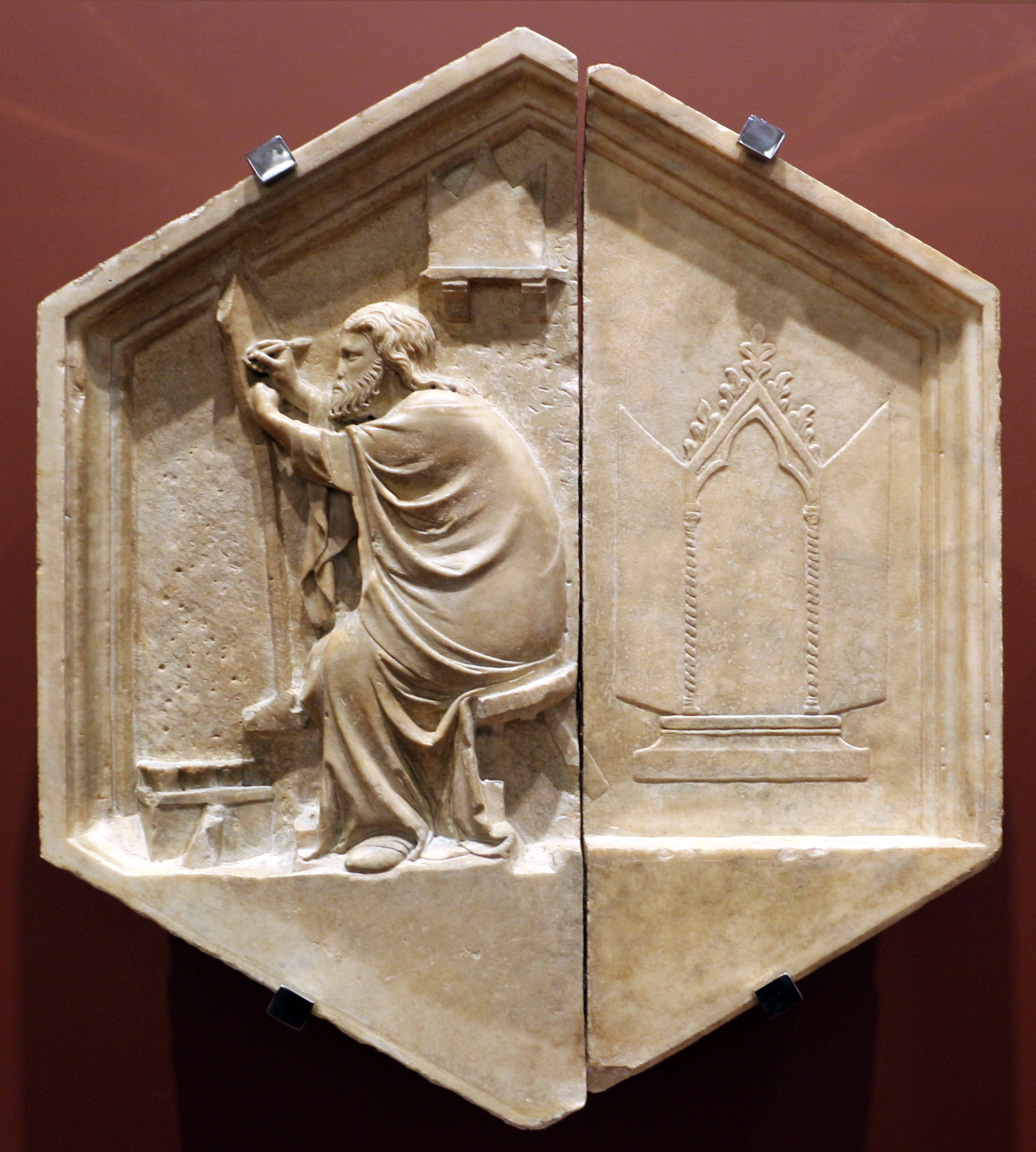
Apelle
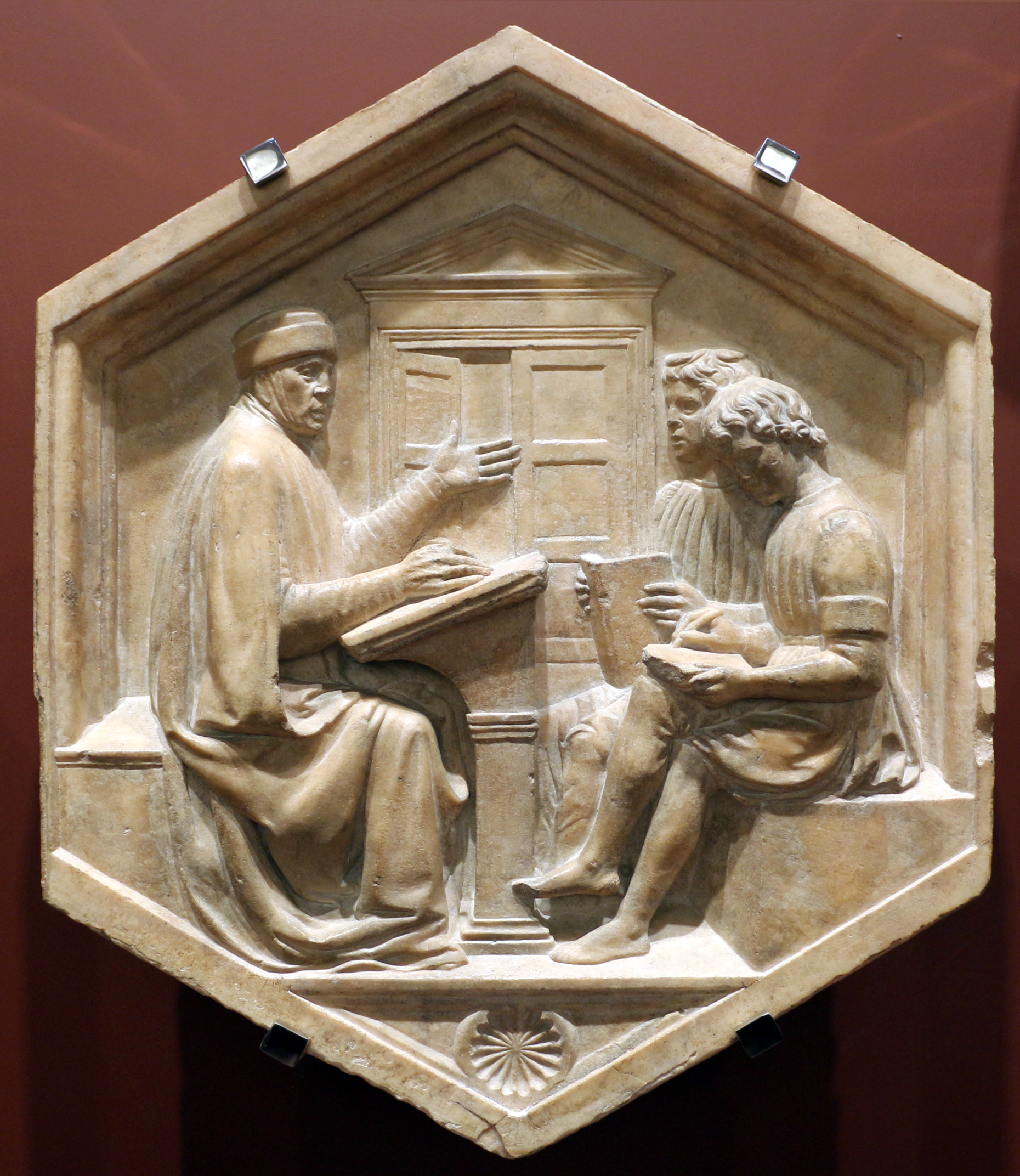
L'Arte della Grammatica
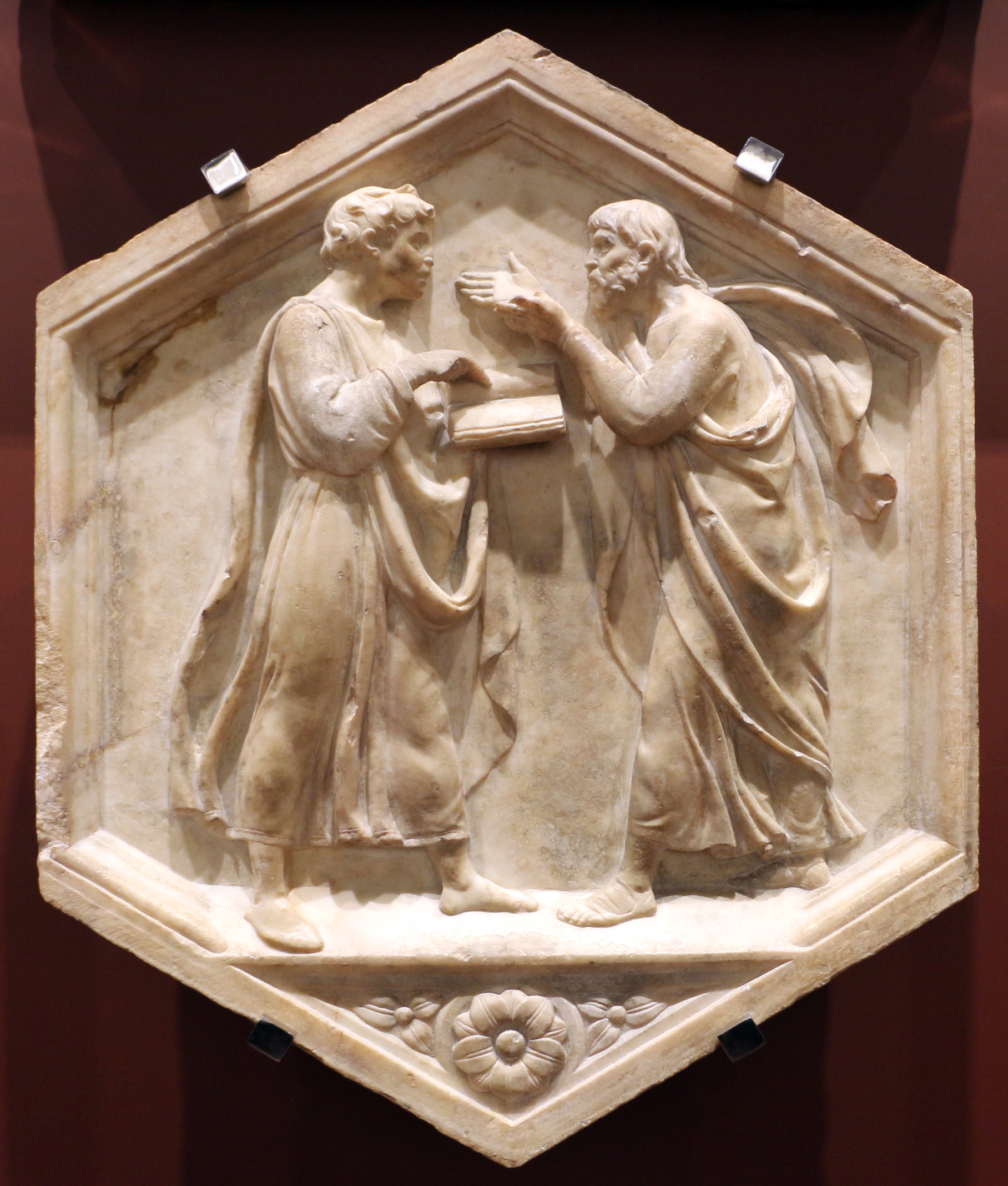
L'Arte della Filosofia
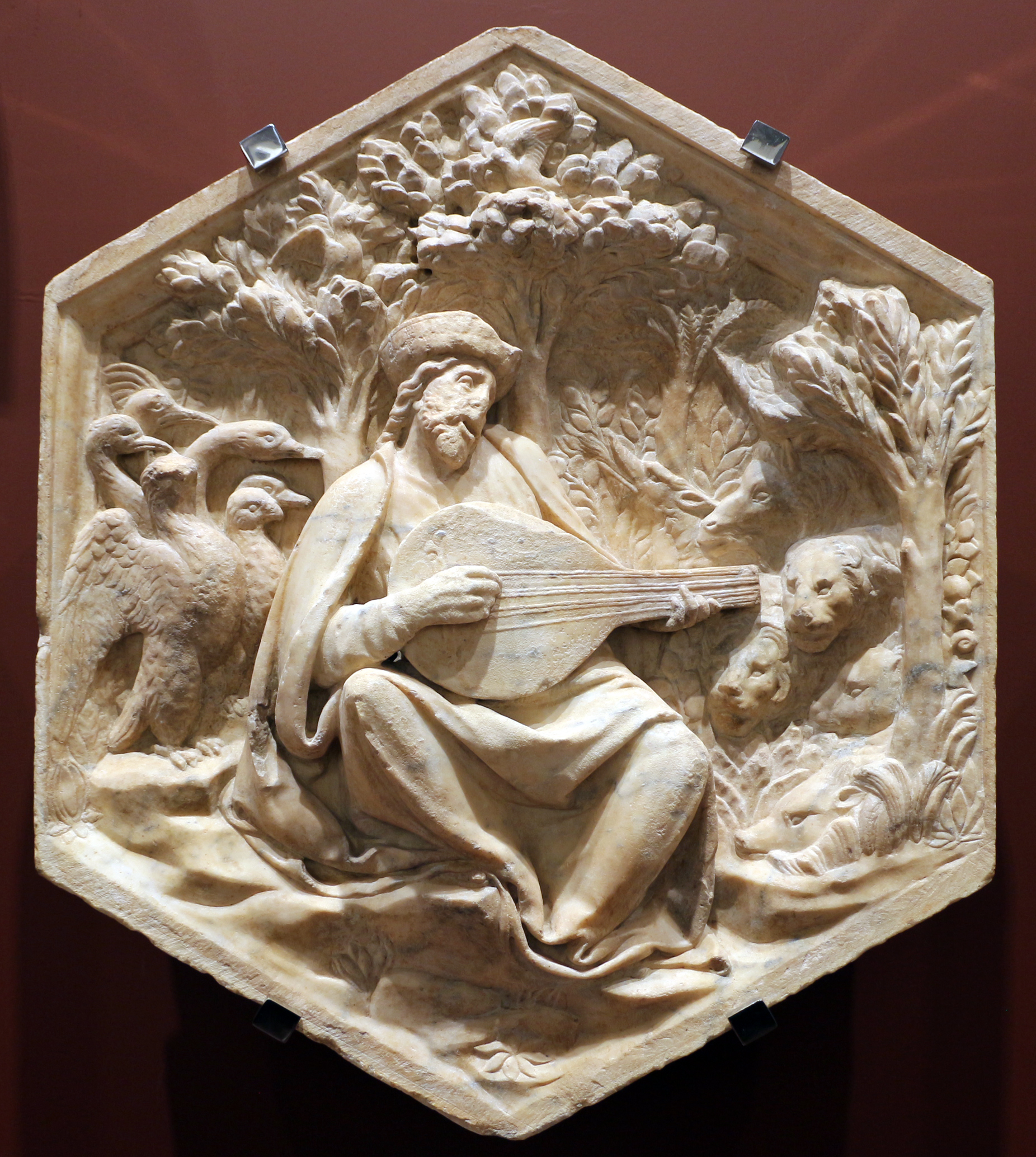
L'Arte della Musica
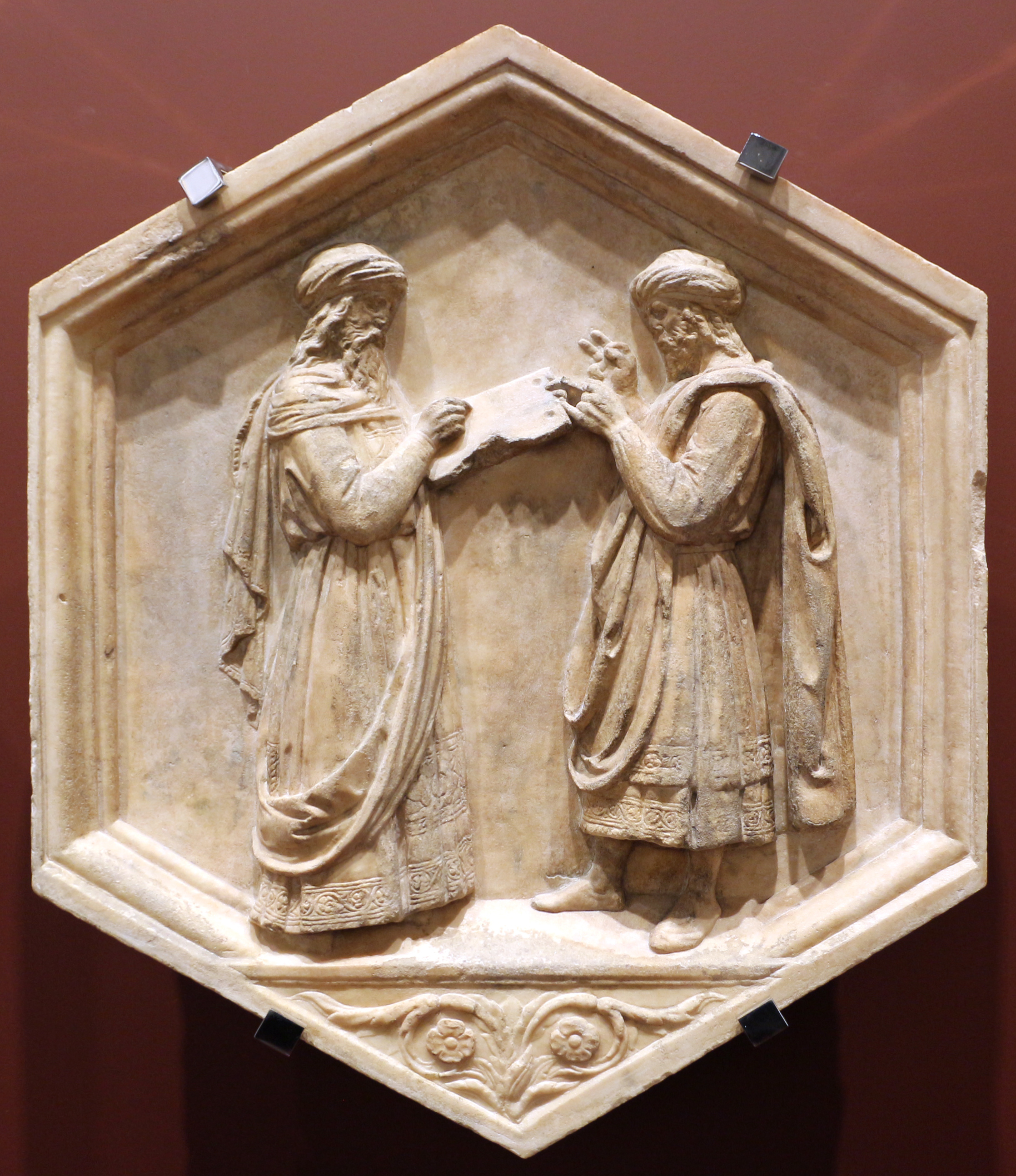
L'Arte della Geometria e Aritmetica
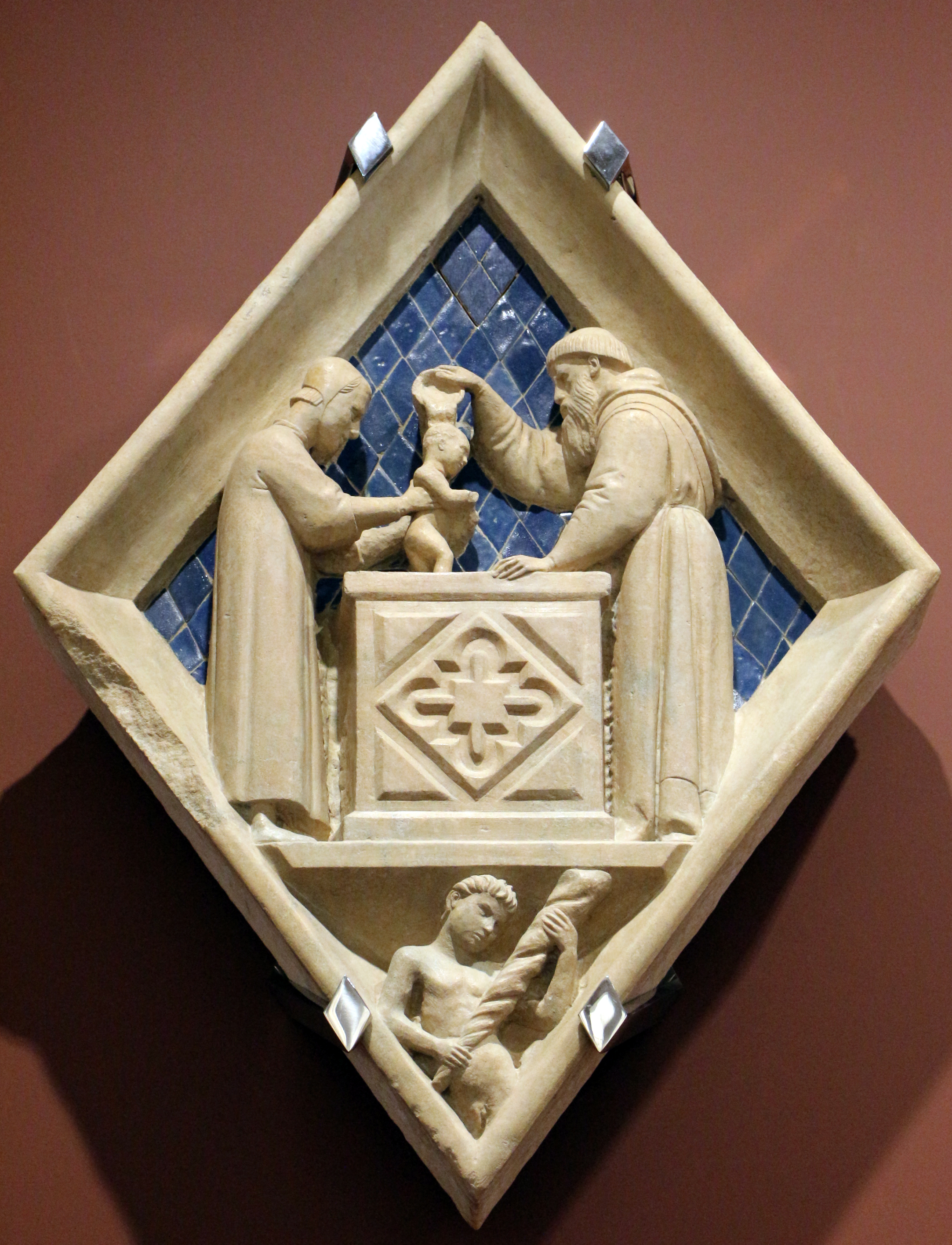
Losanga dei Sacramenti: il Battesimo
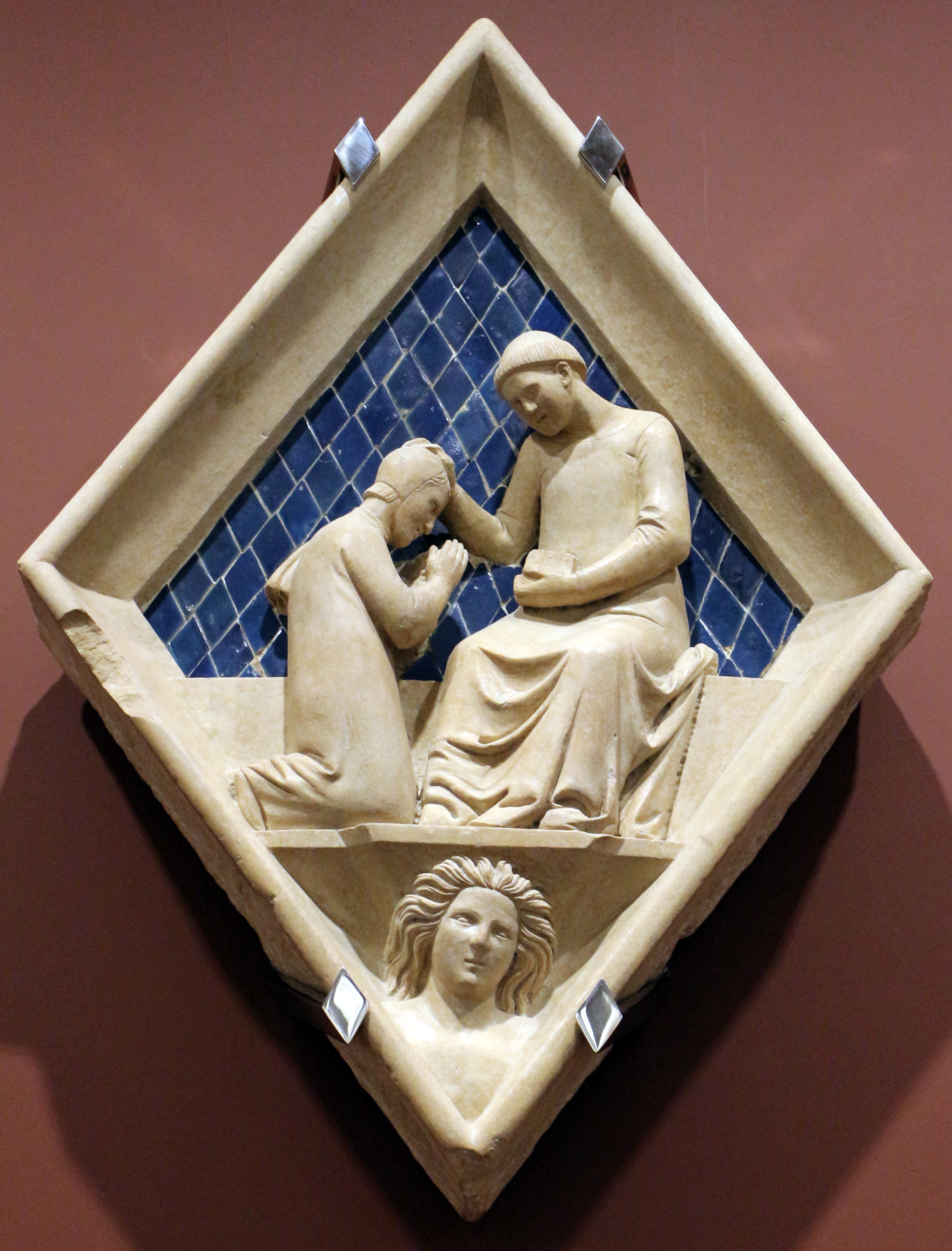
Losanga dei Sacramenti: la Confessione
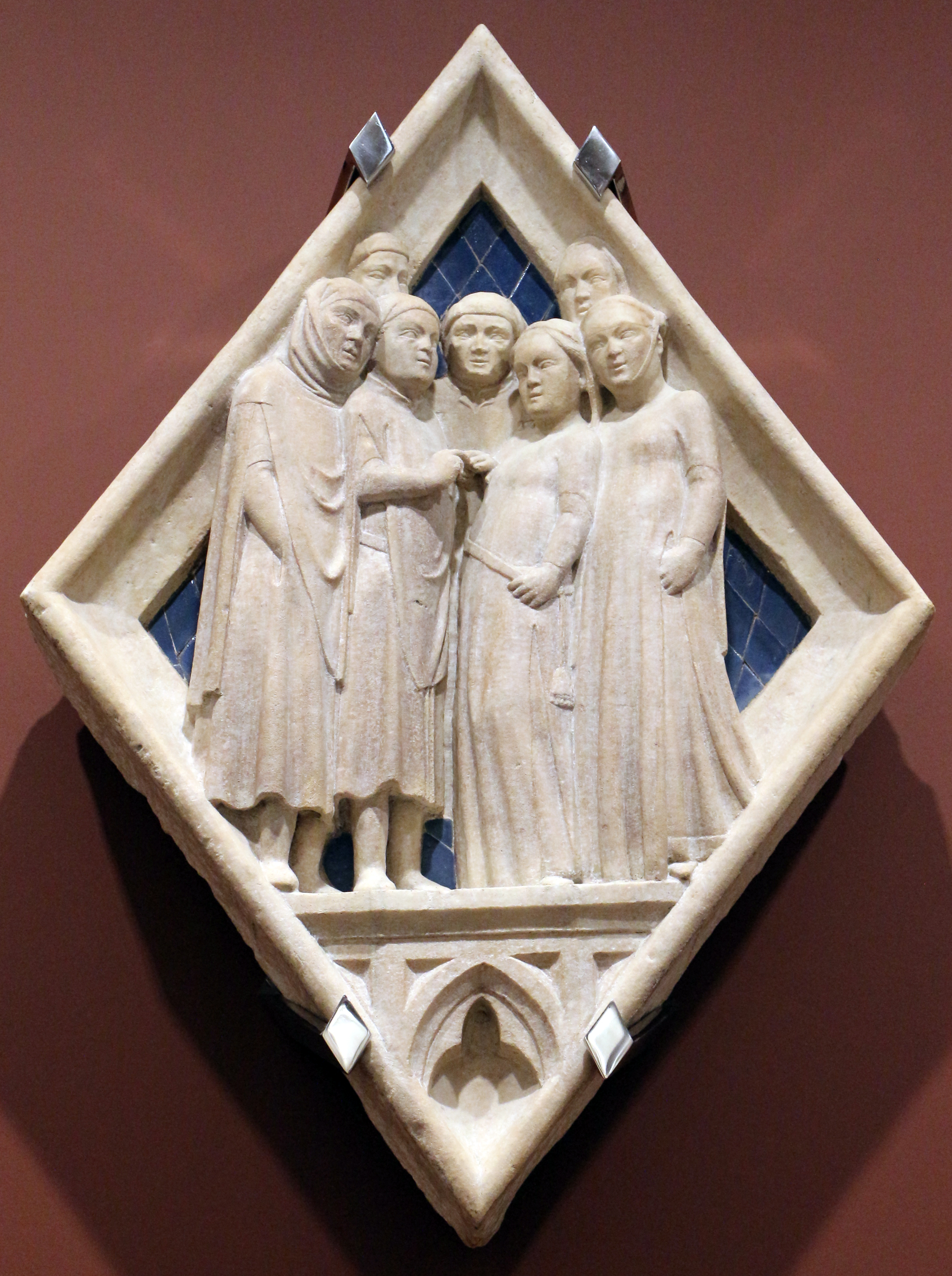
Losanga dei Sacramenti: il Matrimonio
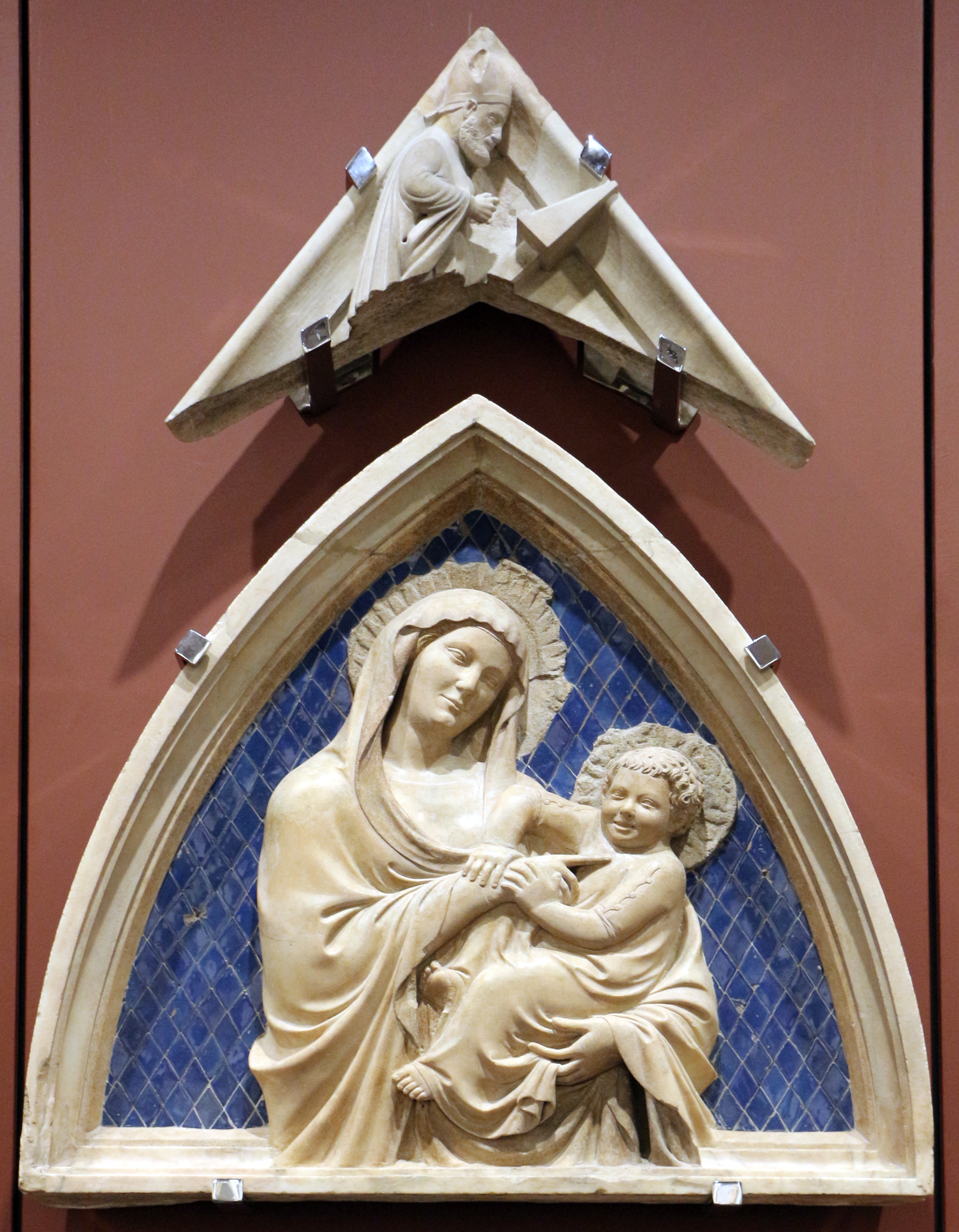
Losanga dei Sacramenti: l'Ordine e Madonna con il Bambimo
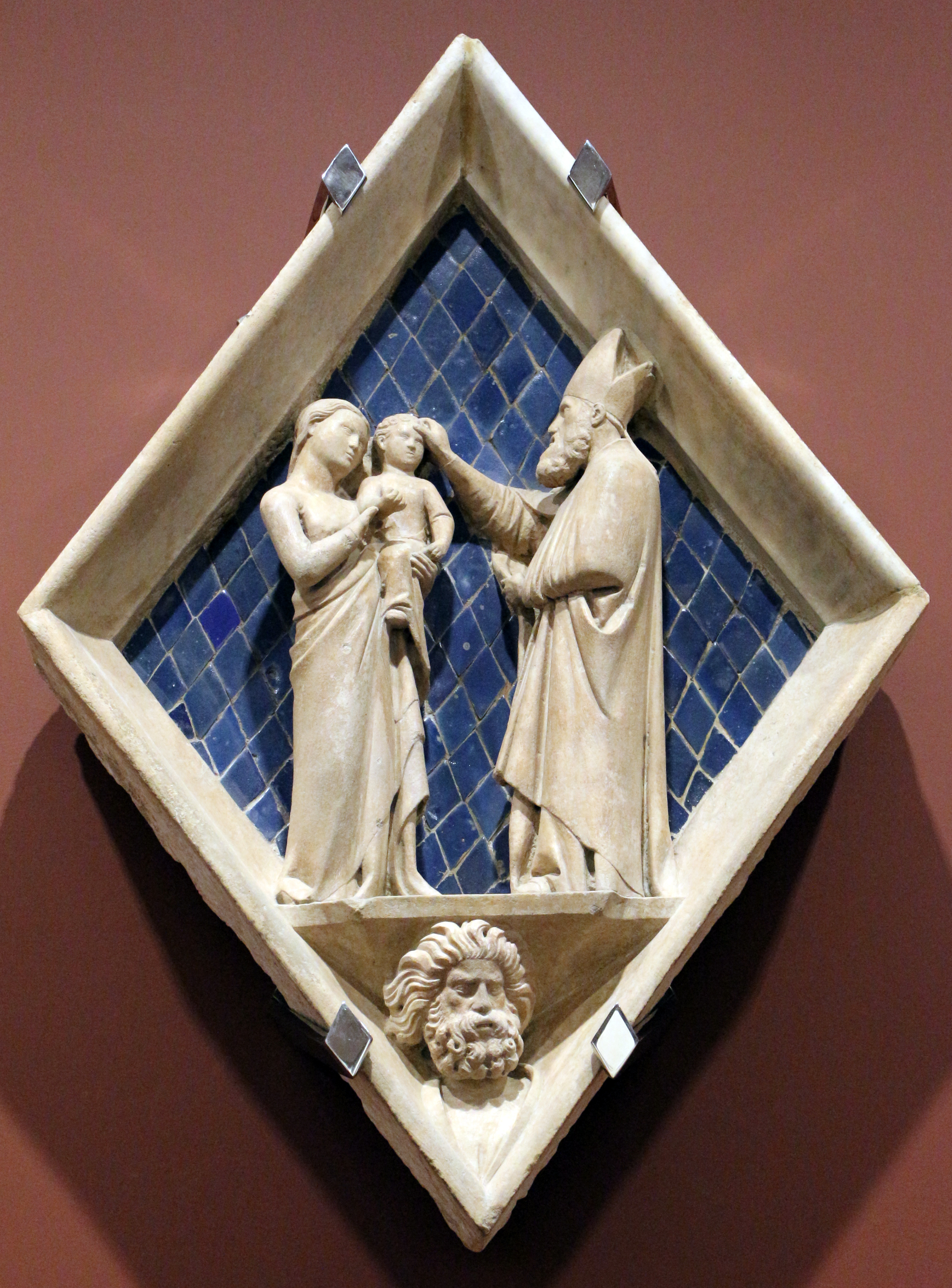
Losanga dei Sacramenti: la Confermazione
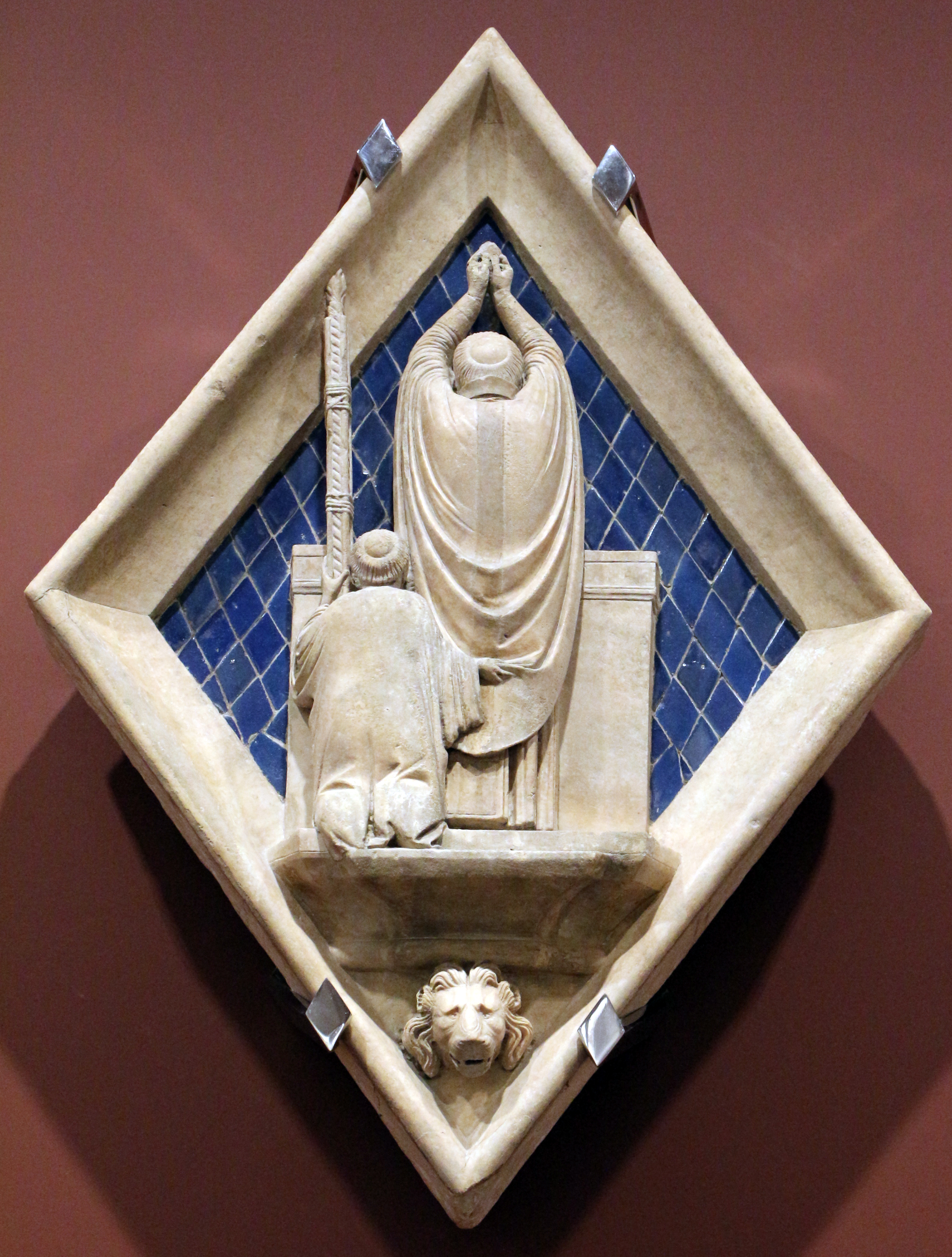
Losanga dei Sacramenti: l'Eucaristia
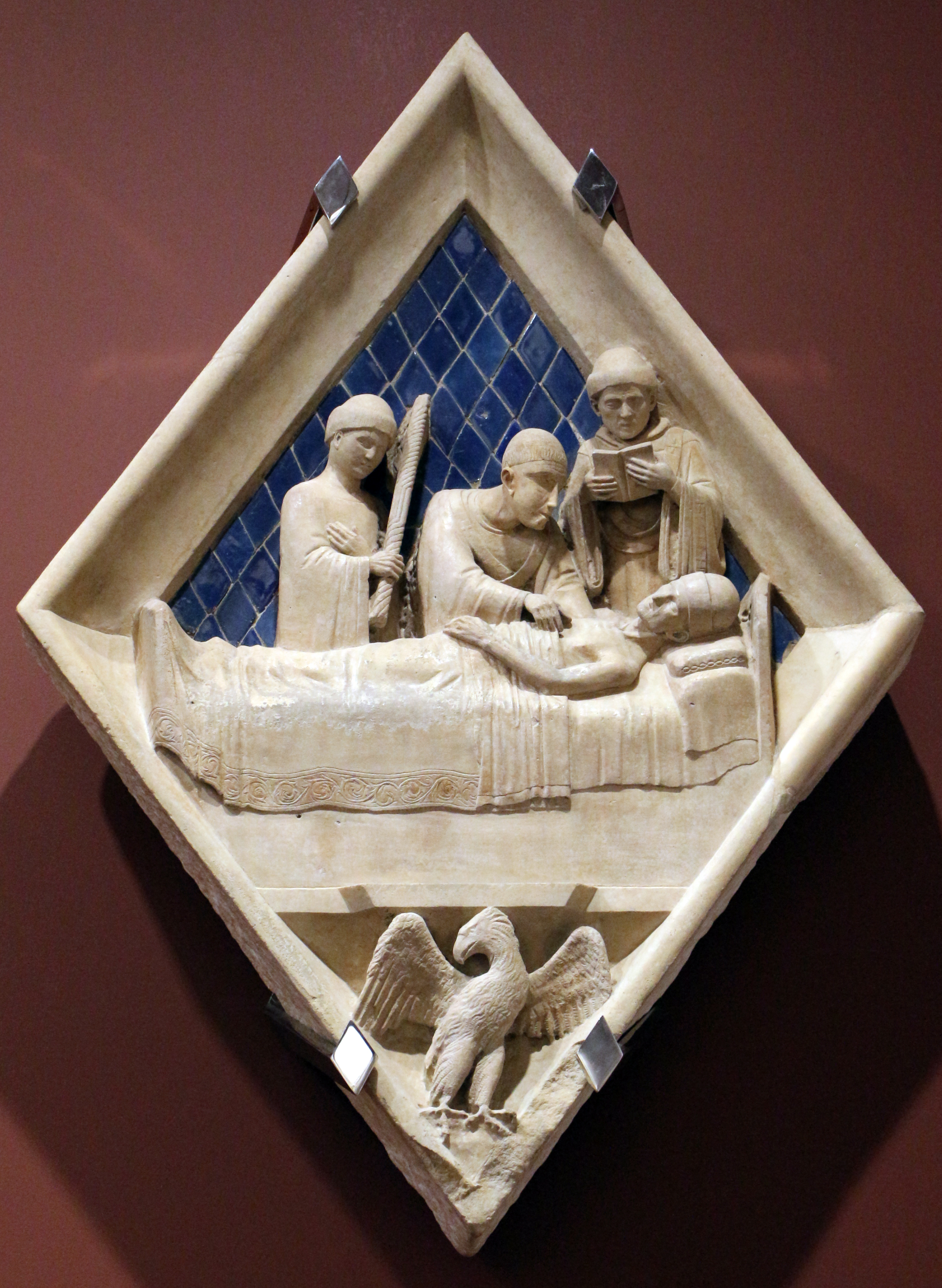
Losanga dei Sacramenti: l'Unzione degli infermi

#### Interpretazione
La scelta dei temi può sembrare convenzionale, in quanto non esce dalle tradizionali scelte iconografiche, ma differenze nella scelta e nella rappresentazione sono evidentissime. Antonio Paolucci ritiene che il ciclo voglia rappresentare una narrazione del Destino dell'uomo e delle sue attività. Immagini dal libro della Genesi sono scolpite o illustrate in numerose facciate, Cicli dei Mesi con la rappresentazione delle attività dell'uomo sono diffusissimi (esempio celeberrimo, il Portale dei Mesi a Ferrara; per restare vicini a Firenze, li troviamo a Pisa, Lucca, Arezzo).
Nei rilievi ovest del campanile si rileva però una curiosa originalità nel trattamento di temi altrove rigidamente canonizzati; manca la narrazione della tentazione e della cacciata dei progenitori, privilegiando invece il lavoro nei campi; nell'ubriachezza di Noè, mancano i figli che lo osservano o cercano di coprine le nudità, e tutta l'attenzione verte sulla magnifica vite, sotto cui giace una botte accuratamente descritta. L'intento quindi è di sintetizzare racconto biblico e rappresentazione della creatività umana.
Al piano superiore le losanghe dei Pianeti, ordinati secondo il modello tolemaico, riportano alle raffigurazioni calendariche. Passando al lato sud del campanile le attività descritte si specializzano, non più quelle primitive dei progenitori ma quelle sviluppate dalle necessità e dall'ingegnosità umana. La figura umana è assolutamente protagonista. Le Virtù del piano superiore sono in diretta relazione con il lavoro, tramite tra l'uomo e la sua elevazione.
Nel lato rivolto a est, mentre si celebrano altre attività umane, tra cui l'agricoltura e il teatro, con il carro di Tespi, per finire con la rappresentazione dell'architetto che leva il capo a guardare il Duomo, sono soprattutto degne di nota le formelle a losanga, che rappresentando le Arti del Trivio e del Quadrivio sono una celebrazione dello Studium, della Università appena aperta (1349) nella vicina via dello Studio, che sbocca quasi di fronte a questo lato del campanile.
Il lato nord inizialmente non presentava una serie di rilievi esagonali, poiché un passaggio sopraelevato costituiva l'accesso al campanile dalla cattedrale. Invece al piano superiore chi percorreva il passaggio si trovava di fronte i rilievi dei sette Sacramenti. Quando la passerella fu rimossa e due formelle esagonali si resero disponibili (a causa dell'apertura della porta attuale), altre cinque formelle furono commissionate ad Andrea della Robbia.
Quali furono, se ve ne furono, gli ispiratori di questo complesso ciclo iconografico? La critica recente sembra orientata a proporre solo due nomi, Vincenzo di Beauvais, morto nel 1264, autore del trattato intitolato Specula in cui suddivide in quattro specchi tutte le attività celesti e umane, oppure Fra Remigio dei Girolami, domenicano nato a Firenze e ancora vivo agli inizi del XIV secolo, allievo di San Tommaso d'Aquino e (forse) maestro di Dante.

### Le sculture nelle nicchie ogivali

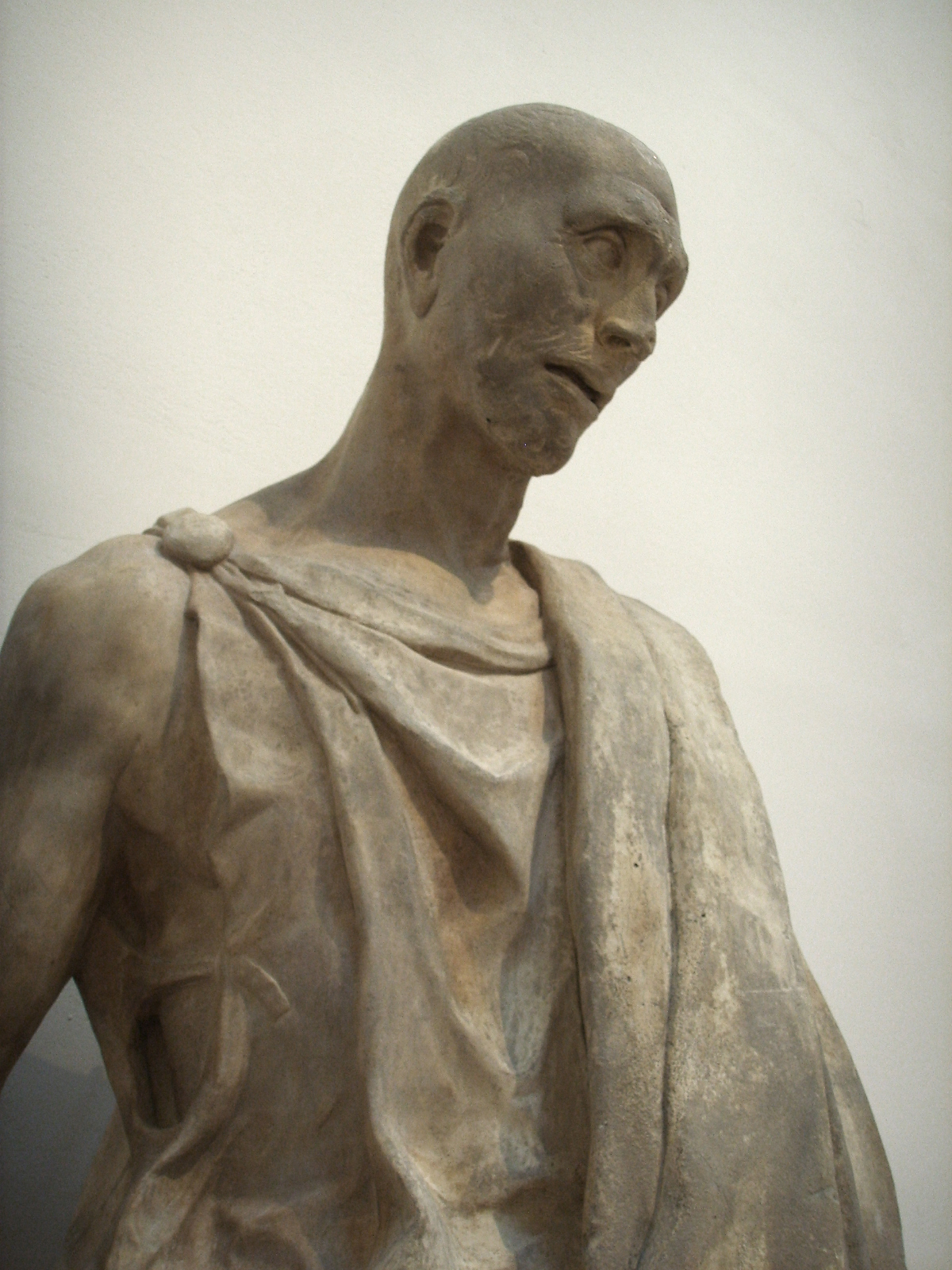
LAbacuc di Donatello (dettaglio), originale nel Museo dell'Opera del Duomo

Al livello superiore Andrea Pisano ricavò sedici nicchie ogivali (quattro per lato; a un livello superiore un fregio di simili nicchie cieche) per inserirvi statue a tutto tondo. Come nel livello inferiore, il riempimento delle nicchie si prolungò oltre la fine dei lavori del campanile, il che fa sì che alcune di queste statue siano capolavori del Rinascimento.
Le sedici statue del terzo ordine si trovano dal 1937 nel Museo dell'Opera del Duomo di Firenze, mentre all'esterno si trovano delle copie.

#### Lato nord
Queste quattro statue si trovavano fino al 1464 sul lato ovest, il più importante poiché contiguo alla facciata, ma analogamente alla porta di Andrea Pisano del Battistero vennero spostate per fare spazio a opere rinascimentali, più apprezzate, in questo caso le sculture di Donatello. Il lato nord era invece quello meno visibile, poiché molto ravvicinato alla parete del Duomo. Queste opere, più che statue a tutto tondo, possono essere considerate altorilievi molto aggettanti, grezzi sul retro dove la nicchia copriva la visione.
- Sibilla Tiburtina, Nino Pisano (1337-1341)
- Davide, Andrea Pisano (1337-1341)
- Salomone, Andrea Pisano (1337-1341)
- Sibilla Eritrea, Nino Pisano (1337-1341)

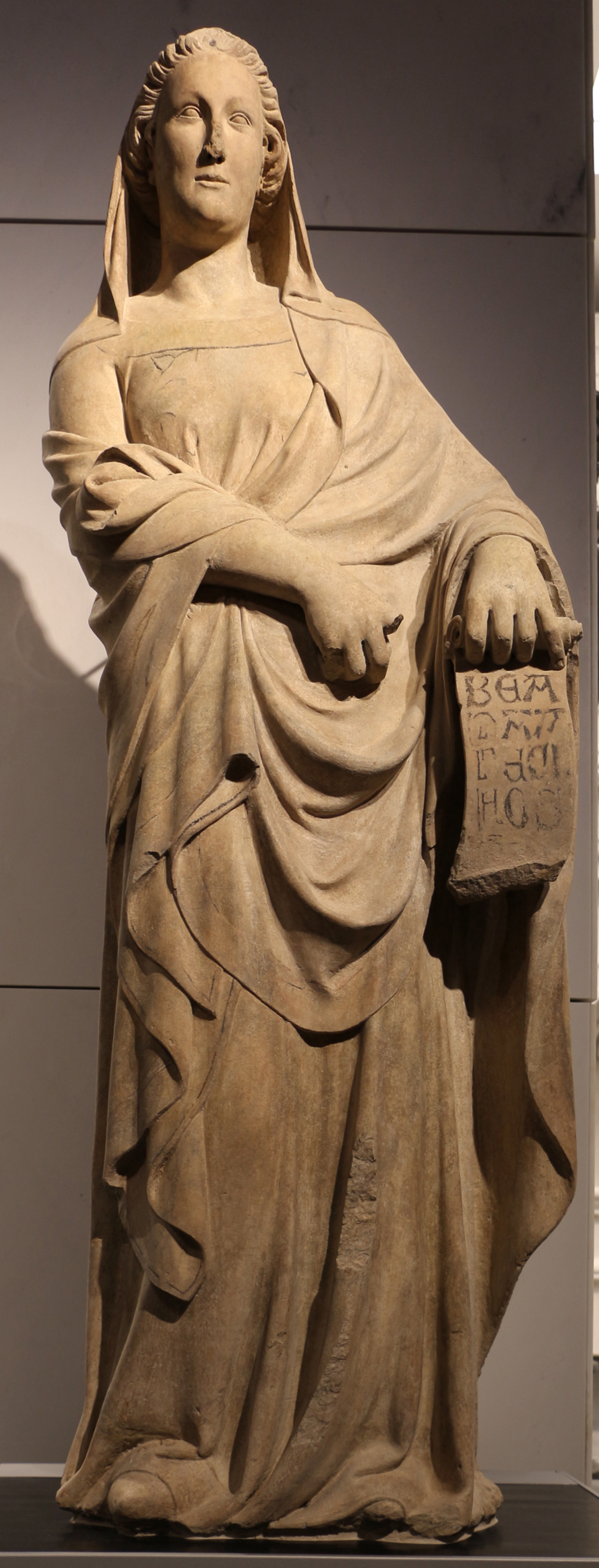
Andrea e Nino Pisano, Sibilla Tiburtina
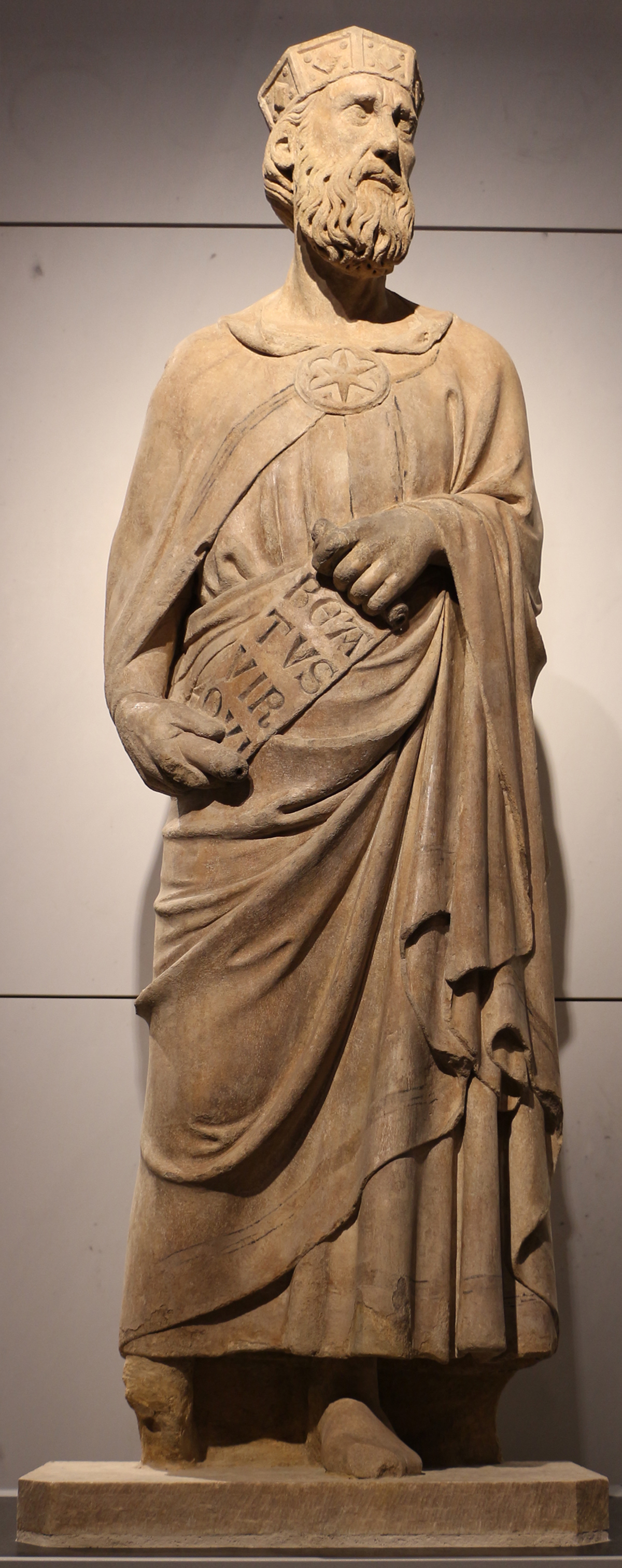
Andrea e Nino Pisano, Re Davide
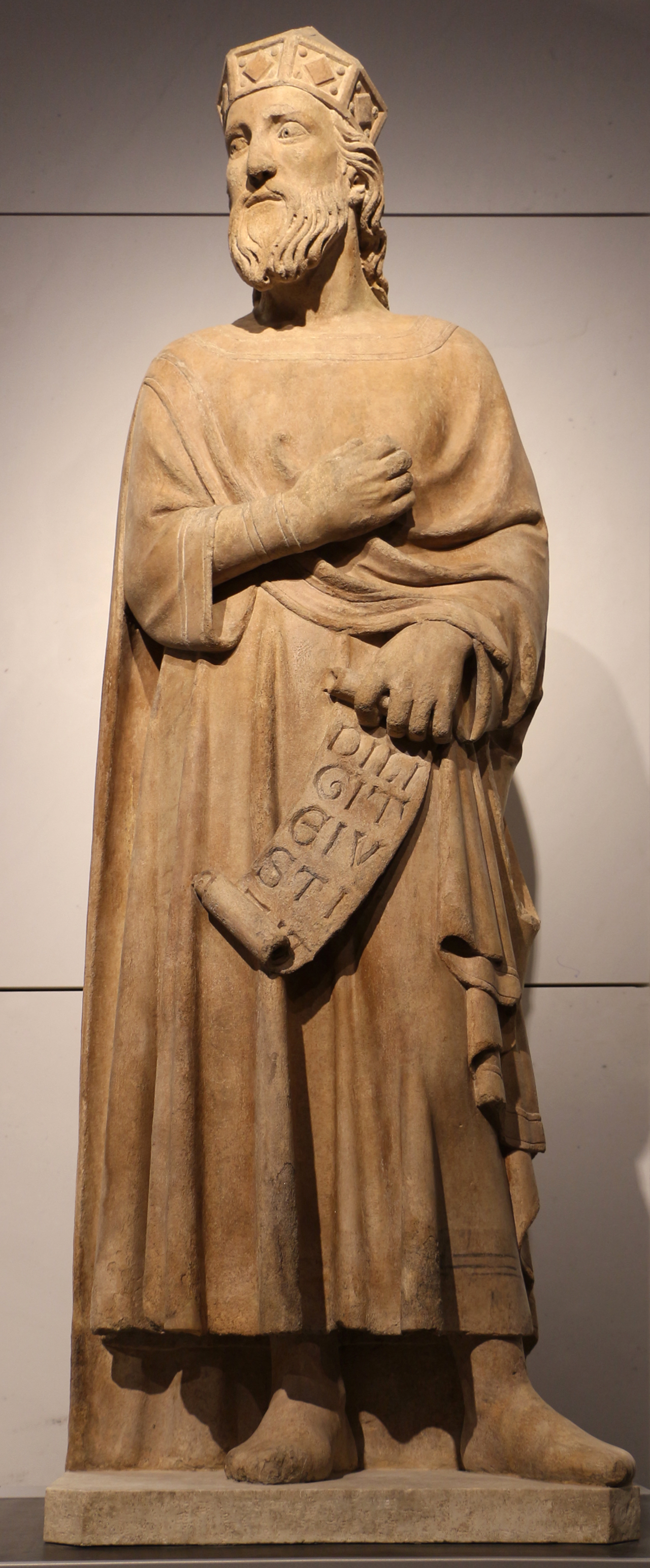
Andrea Pisano, Re Salomone
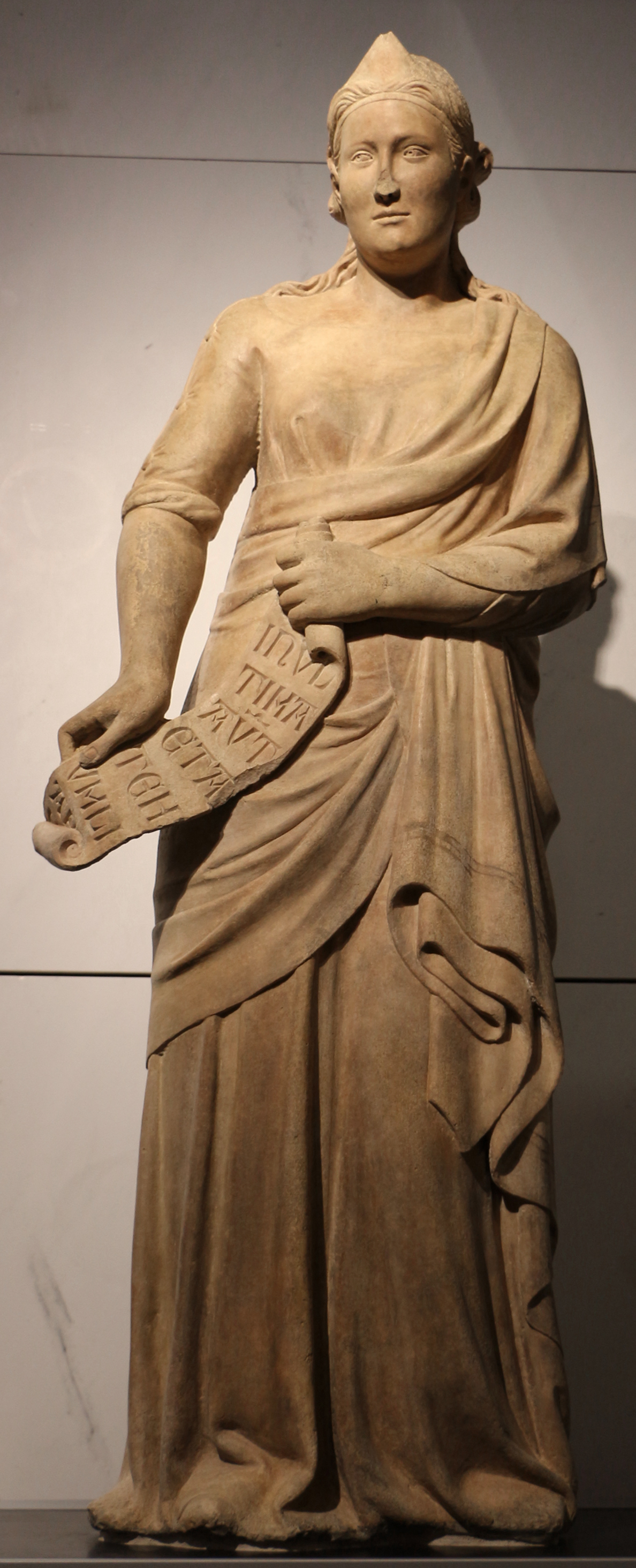
Andrea e Nino Pisano, Sibilla Eritrea

#### Lato ovest
Queste quattro sculture, originariamente destinate al lato Nord del campanile, furono le ultime quattro a essere scolpite (1420-1435). A lavori ultimati gli operai del Duomo furono così soddisfatti delle opere che le collocarono nel lato ovest, il più importante, spostando quelle più antiche di Andrea Pisano e bottega.
- San Giovanni Battista, Nanni di Bartolo (1415-1421 circa), la firma di Donatello sulla base è sicuramente posteriore[12])
- Profeta Abacuc, Donatello (1434-1436)
- Profeta Geremia, Donatello (1427-1436)
- Profeta Abdia, Nanni di Bartolo (1422 circa)

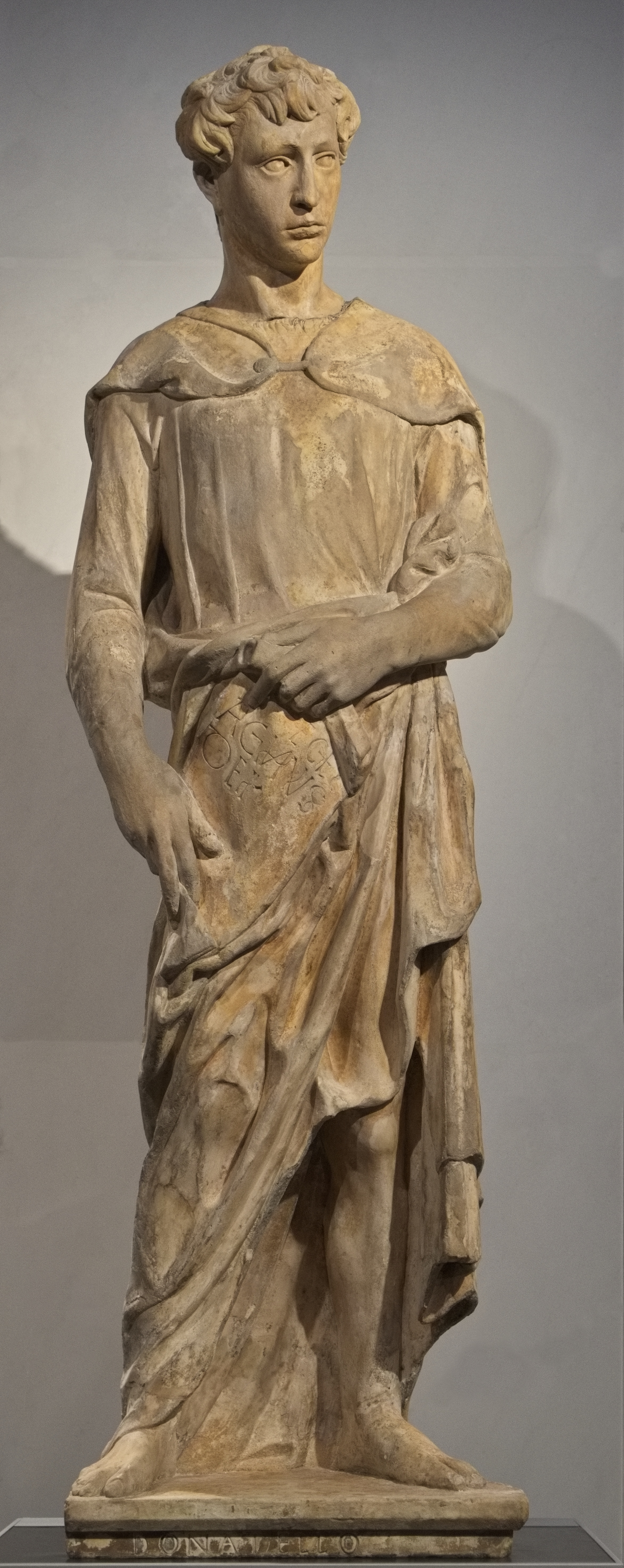
Bernardo Ciuffagni, Giosuè; Donatello, Nanni di Bartolo, San Giovanni Battista
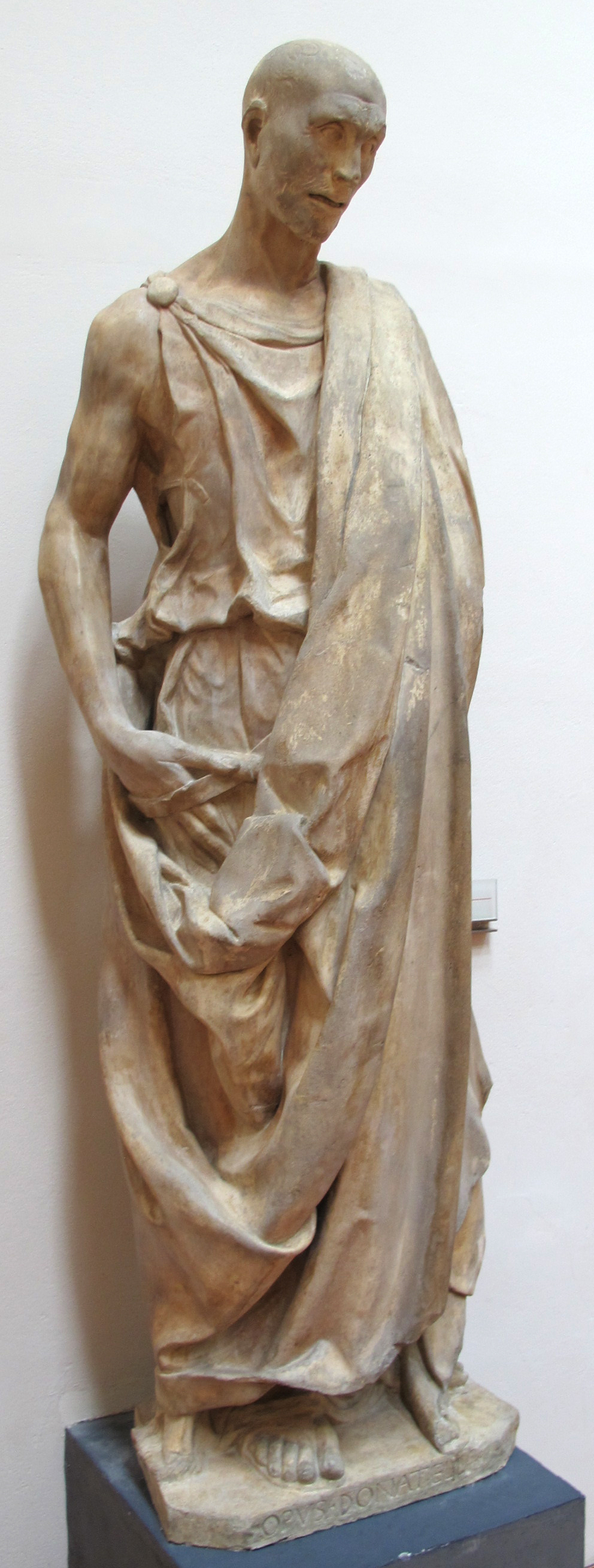
Donatello, Abacuc o Zuccone
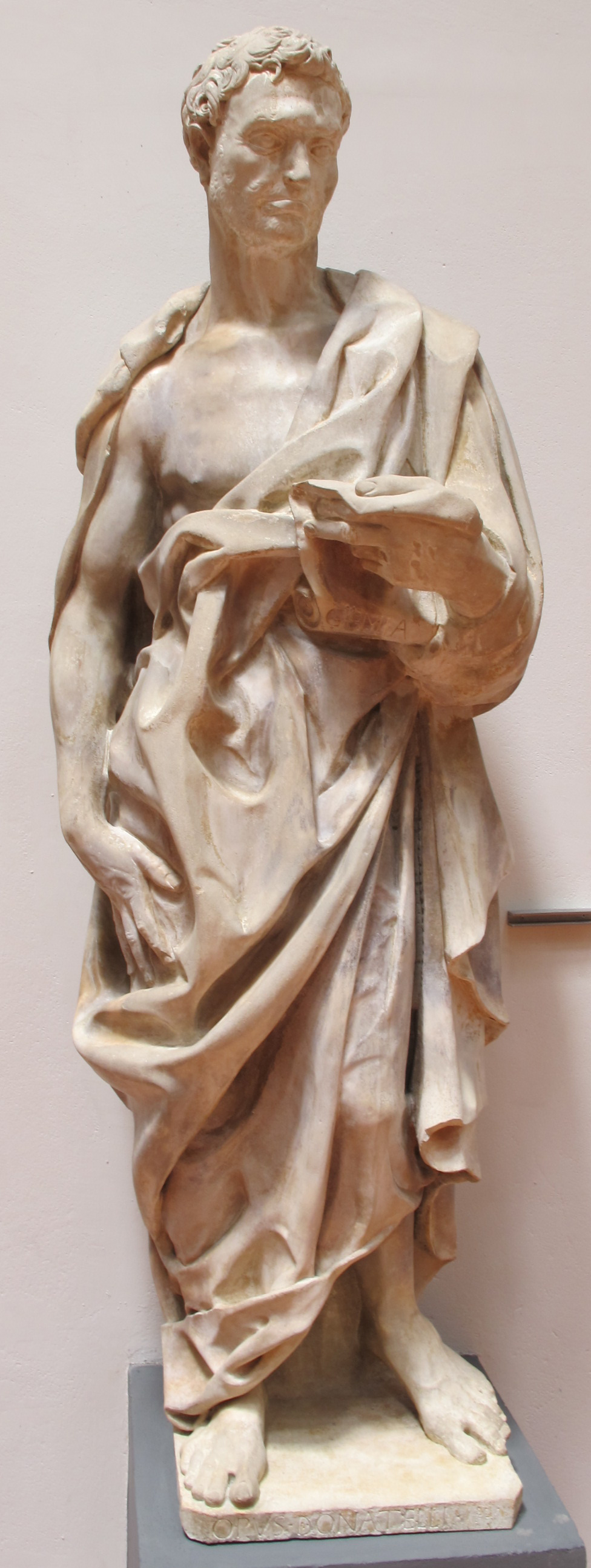
Donatello, Geremia
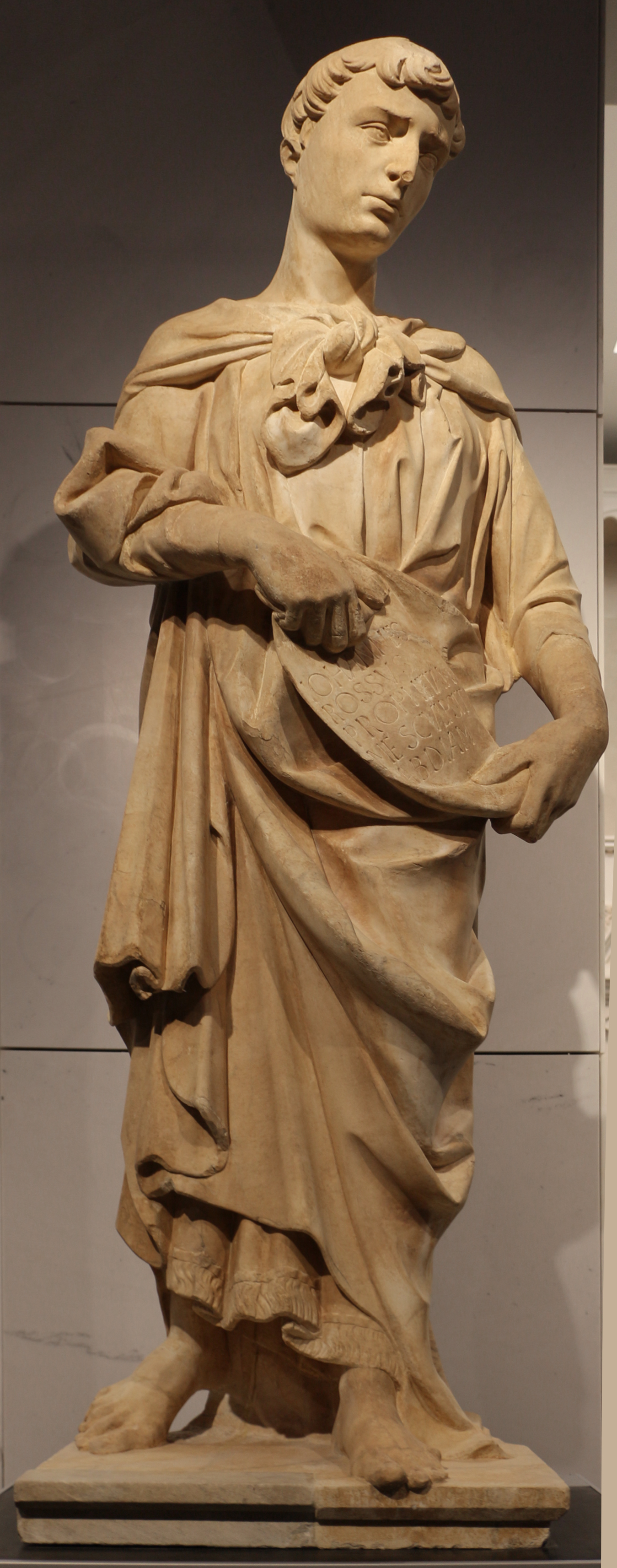
Nanni di Bartolo, Abdia

#### Lato sud
I quattro profeti del lato sud sono caratterizzati da un senso maggiore del volume e un'ispirazione più classica rispetto a quelli del lato nord, immediatamente precedenti, già attribuiti alla tarda attività di Andrea Pisano, oggi sono in parte attribuite a Maso di Banco e a artisti della sua cerchia, con datazioni oscillanti tra il 1334 e il 1341.
- Profeta Mosè, Maso di Banco
- Profeta, Nino Pisano
- Profeta, Maestro dell'Armatura
- Profeta, Maso di Banco

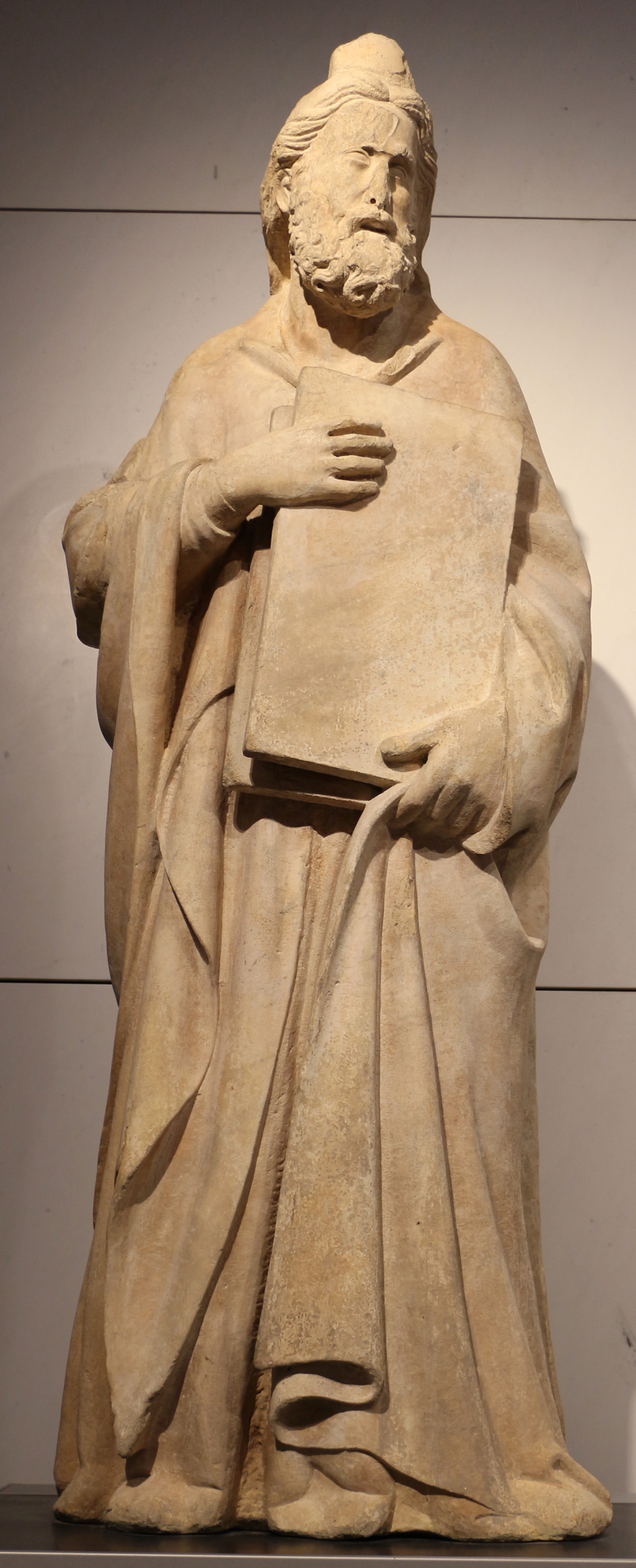
Maso di Banco, Mosè
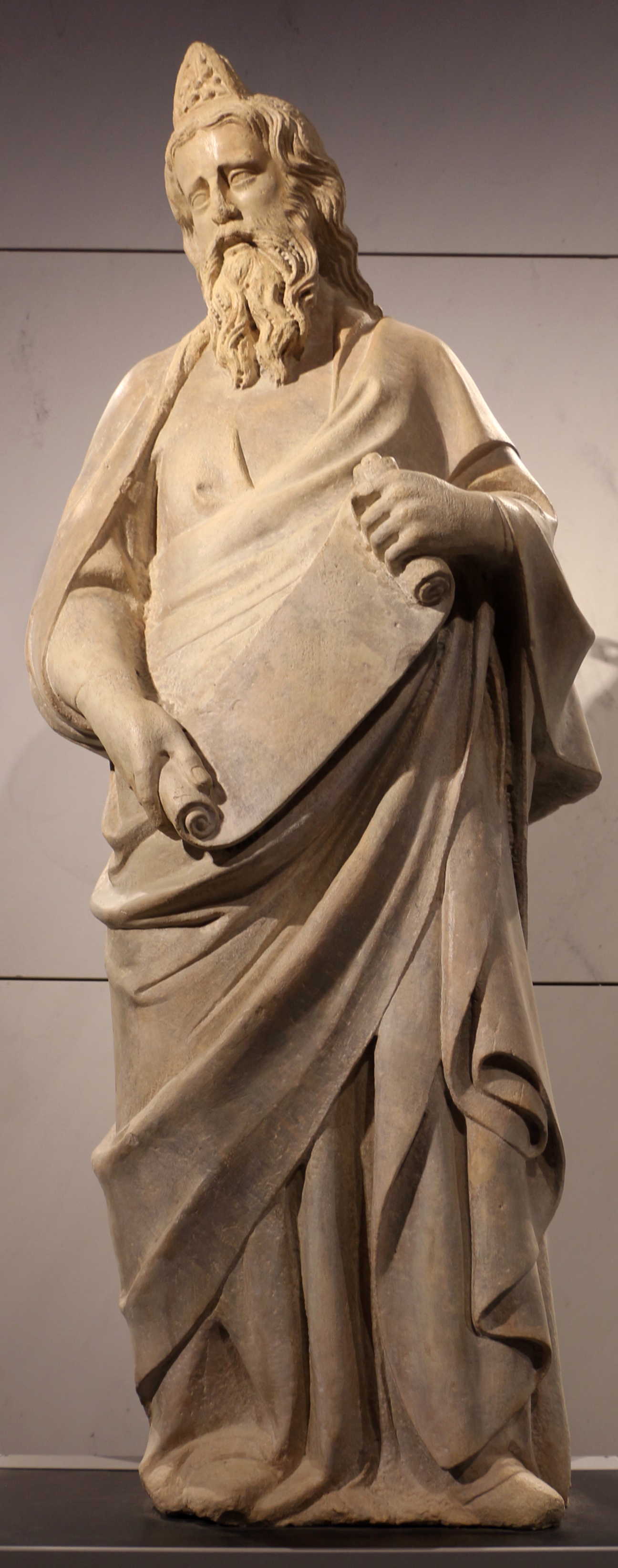
Andrea e Nino Pisano, Profeta
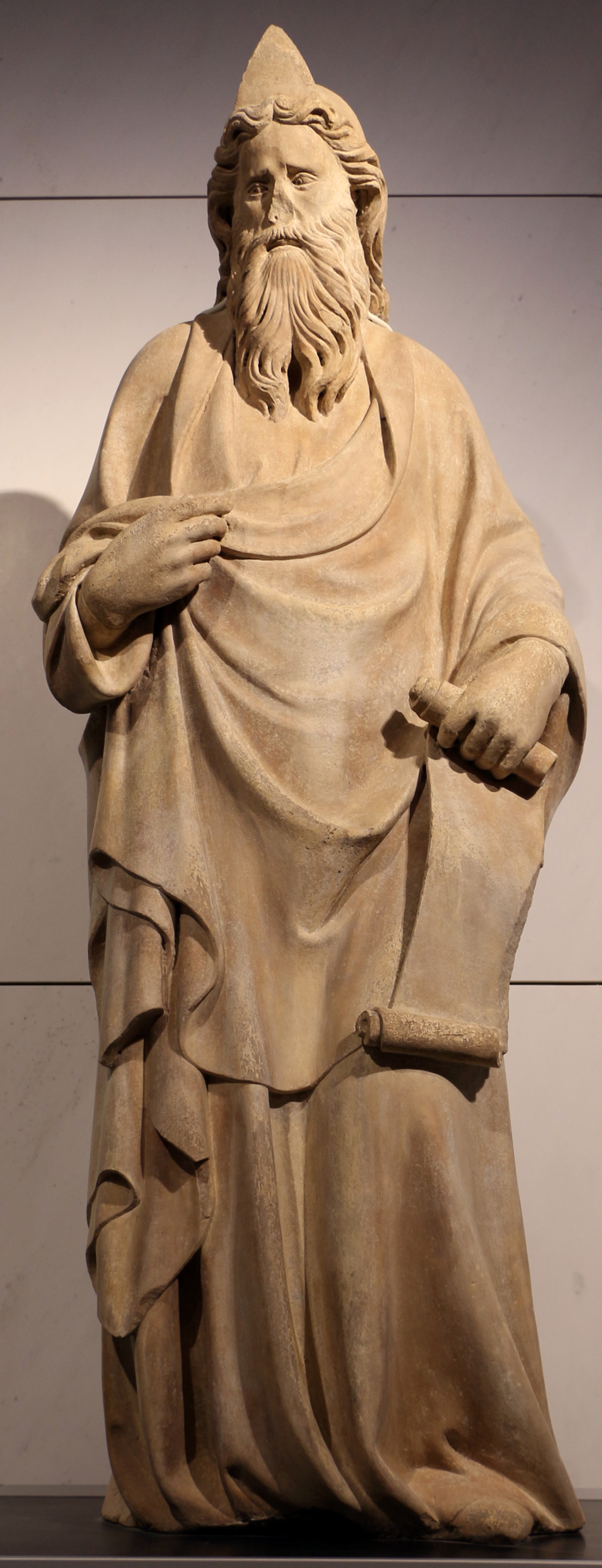
Maestro dell'Armatura, Profeta
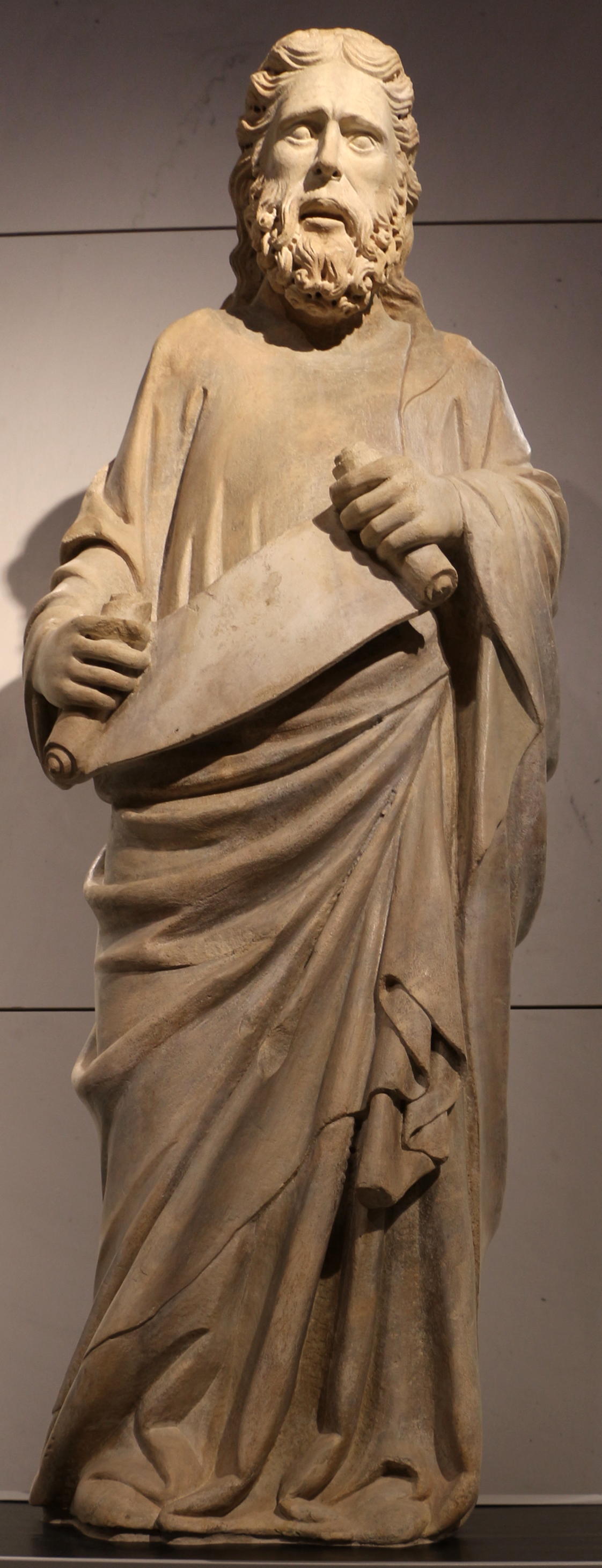
Maso di Banco, Profeta

#### Lato est
Le quattro scultore, dedicate a Profeti e Patriarchi, vennero scolpite tra il 1408 e il 1421.
- Profeta (Malachia?), di Donatello (1415-1418)
- Profeta (Zaccaria?), Nanni di Bartolo (primo quarto del XV secolo)
- Abramo sacrifica Isacco di Donatello e Nanni di Bartolo, (1421)
- Profeta (Isaia?), di Donatello (1418-1420)

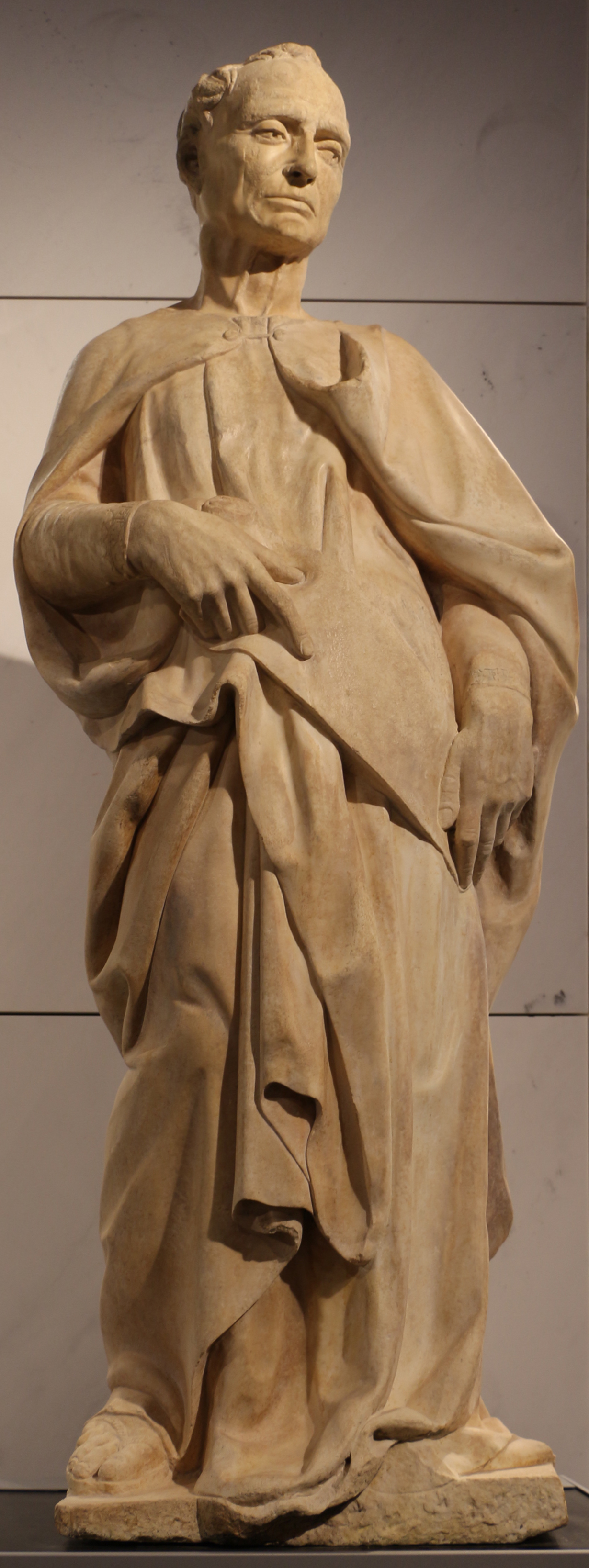
Donatello, Malachia
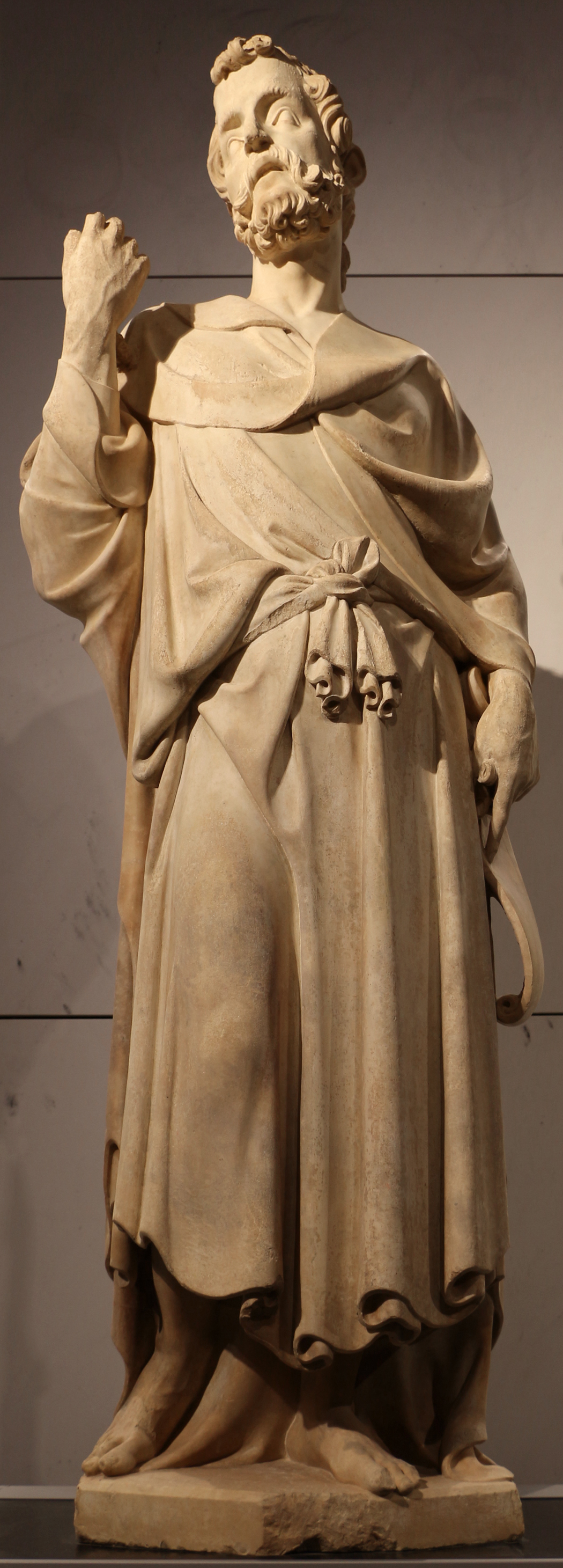
Donatello e Nanni di Bartolo, Zaccaria
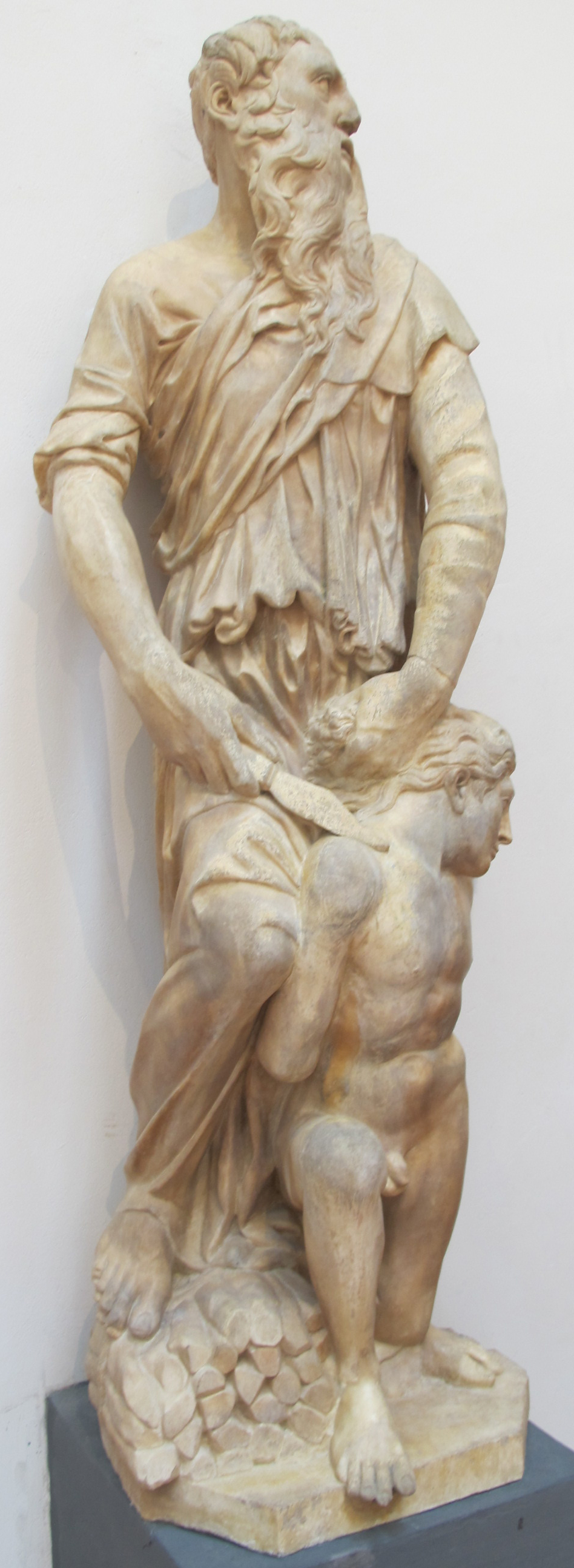
Nanni di Bartolo, Abramo sacrifica Isacco
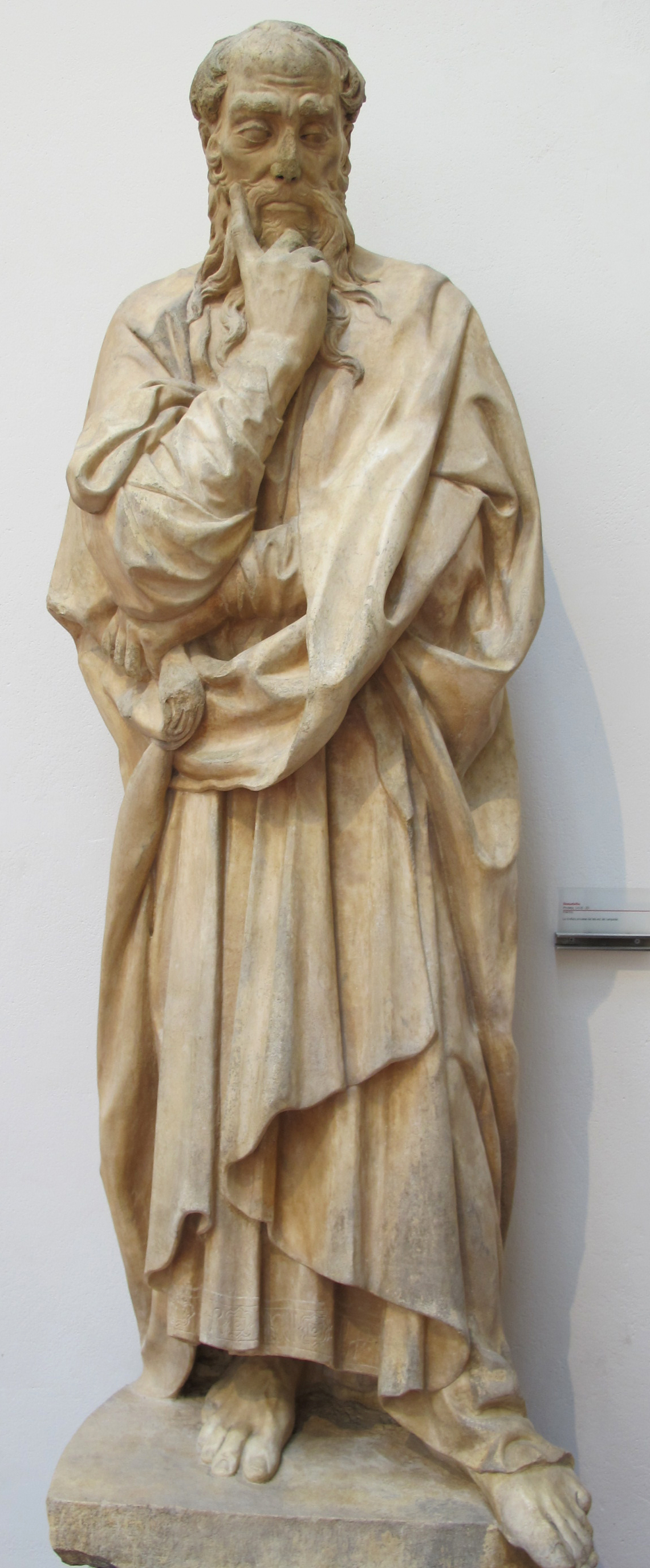
Donatello, Isaia

### Le campane

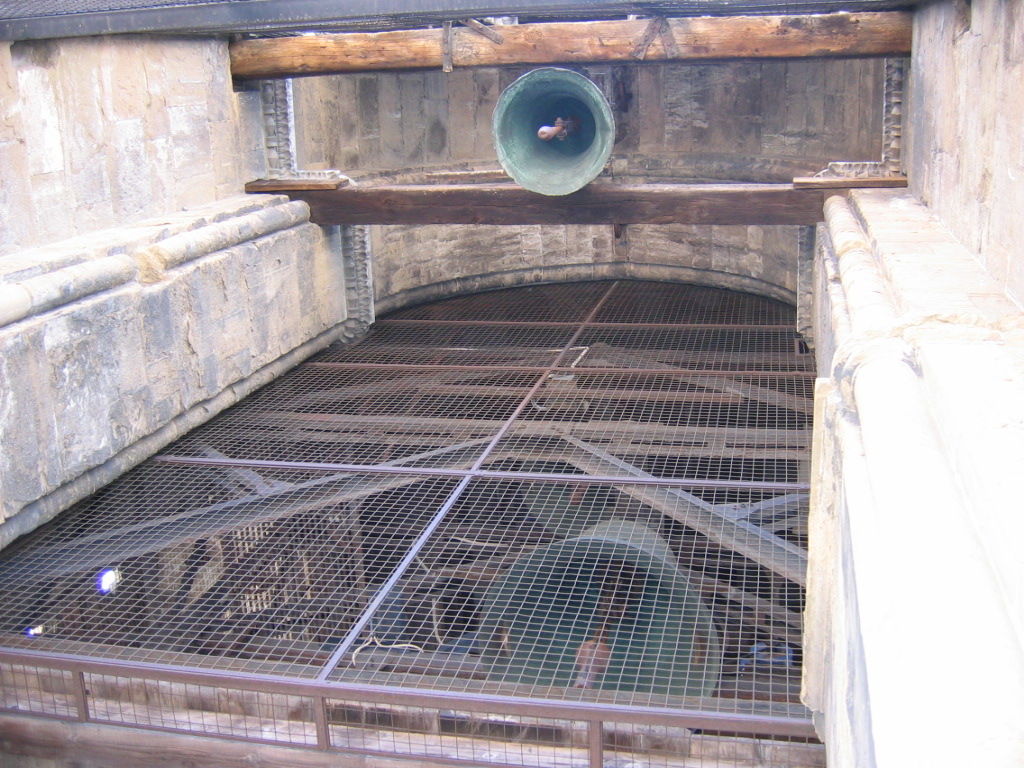
Una veduta delle campane, in particolare lApostolica

Il campanile ospita dodici campane: cinque antiche più un concerto di sette per il servizio liturgico.
Le cinque campane dismesse sono le più antiche del precedente concerto di sette campane (di cui facevano parte anche le due maggiori odierne).
Nel 1956 il capitolo della cattedrale decise di rifare il castello ligneo e in quell'occasione la fonderia Barigozzi realizzò le cinque campane minori del nuovo concerto.
Le cinque campane antiche furono dismesse. La maggiore, detta l'Apostolica, realizzata nel 1405 da un fonditore di Cortona (AR), pesante cinquemila libbre, si trova oggi sul pavimento della cella campanaria.
Le quattro campane minori, ossia la "Beona" del peso di libbre 2760, la campana di terza "Maria Anna" di libbre 2152, la campana piccola, realizzata nel 1513, di 1400 libbre e infine la campana più piccola che risale al 1514 di mille libbre, con l'antica inceppatura lignea, sono state installate in alto nei finestroni.
Il concerto attuale è composto da sette campane:
1. Campanone: anche noto come Santa Reparata[14], è stato realizzato nel 1705 da Antonio Petri, diametro 2.00 m, altezza 2,10 m, 5385 kg, nota La2 (incrinatosi nel 1938, riparato da Renato Monarini con speciale saldatura autogena).
2. Misericordia: realizzata da Carlo Moreni nel 1830, diametro 1,52 m, 2320 kg circa, Nota Do3.
3. Apostolica: 1957, diametro 1,25 m, 1200 kg, Nota Re3, fusa da P. Barigozzi
4. Annunziata: 1956, diametro 1,15 m, 856,5 kg, Nota Mi3, fusa da P. Barigozzi
5. Mater Dei, 1956, diametro 95 cm, 481,3 kg, Nota Sol3, fusa da P. Barigozzi
6. L'Assunta, 1956, diametro 85 cm, 339,6 kg, Nota La3, fusa da P. Barigozzi
7. L'Immacolata, 1956, diametro 75 cm, 237,8 kg, Nota Si3, fusa da P. Barigozzi